# História de Constantinopla

Catedral de Santa Sofia— um símbolo da Constantinopla bizantina

A história de Constantinopla refere-se ao período da Consagração da cidade, em 330, quando se tornou a nova capital do Império Romano, até a sua conquista pelos turcos em 1453.
Constantinopla foi construída praticamente do zero a partir de Bizâncio. Após cerca de meio séculos, graças aos grandes esforços de construção empreendidos na época, o rápido crescimento populacional, o desenvolvimento do comércio e das artes, sua situação como capital do império e os esforços dos imperadores romanos do século IV, Constantinopla tornou-se uma das maiores cidades da Europa e do Oriente Médio. A rica e próspera "megalópolis" da Idade Média tornou-se o maior centro político, cultural e econômico de um vasto império, que começou a entrar em declínio com o tempo. Depois da queda do Império Romano do Ocidente no século V, Constantinopla tornou-se a capital do Império Romano do Oriente, que durou quase um milênio, preservando a cultura romana e helenística. A história de Constantinopla na era bizantina foi cheia de eventos políticos tumultuados: revoltas populares e intrigas palacianas, assassinatos de imperadores e troca das dinastias governantes, cercos de meses de duração e campanhas militares contra poderosos vizinhos ocidentais e orientais. Por muitos séculos (até o século VIII), Constantinopla foi o maior centro de cultura e ciência da Europa medieval, superando em muito outras capitais mundiais no nível de educação, atividade da vida espiritual e desenvolvimento da cultura material.
Um dos aspectos mais característicos da vida política de Constantinopla era a contante luta pelo poder envolvendo a aristocracia, o exército, comerciantes e o clero. A elite da capital era extremamente instável e diversa, já que o acesso ao topo de Bizâncio era aberto aos nascidos de todas as classes sociais. Muitos nobres da capital não se envergonharam de suas origens plebeias ou provincia as, mas se orgulhavam por terem conseguido sair da base da sociedade até seu topo. Soma-se a isso o fato de que o trono imperial poderia ser ocupado por um nascido da plebe, resultado de uma conspiração palaciana, um relacionamento amoroso, um casamento bem-sucedida, uma rebelião do exército ou do povo da cidade. Muitos são os exemplos disso na história bizantina, com imperadores tornando-se até mesmo simples soldados, que eram subordinados a militares de patente mediana, açougueiros ou peixeiros, que mais tarde tornar-se-im responsáveis pelas corridas de cavalos e pelas lutas no Hipódromo. Em Constantinopla o contraste entre a pobreza da plebe e a riqueza da aristocracia, da corte imperial e do clero era particularmente impressionante. A cidade era acertadamente chamada de "O centro principal da riqueza e da pobreza em todo o Oriente e Ocidente".
A conquista de Constantinopla pelos turcos em maio de 1453 marcou a queda de Bizâncio e a ascensão do Império Otomano como um dos estados mais poderosos do mundo. A queda de Constantinopla impactou fortemente as pessoas daquele tempo, causando comoção na Europa cristã e alegria nas cortes de Cairo, Túnis e Granada. Além disso, a destruição de vários tesouros culturais romanos e bizantinas da outrora florescente cidade causou danos irreparáveis a toda a cultura europeia. Na Europa, a imagem dos turcos tornou-se sinônimo de tudo o que era cruel e contrário ao cristianismo.

## Constantino e seus sucessores

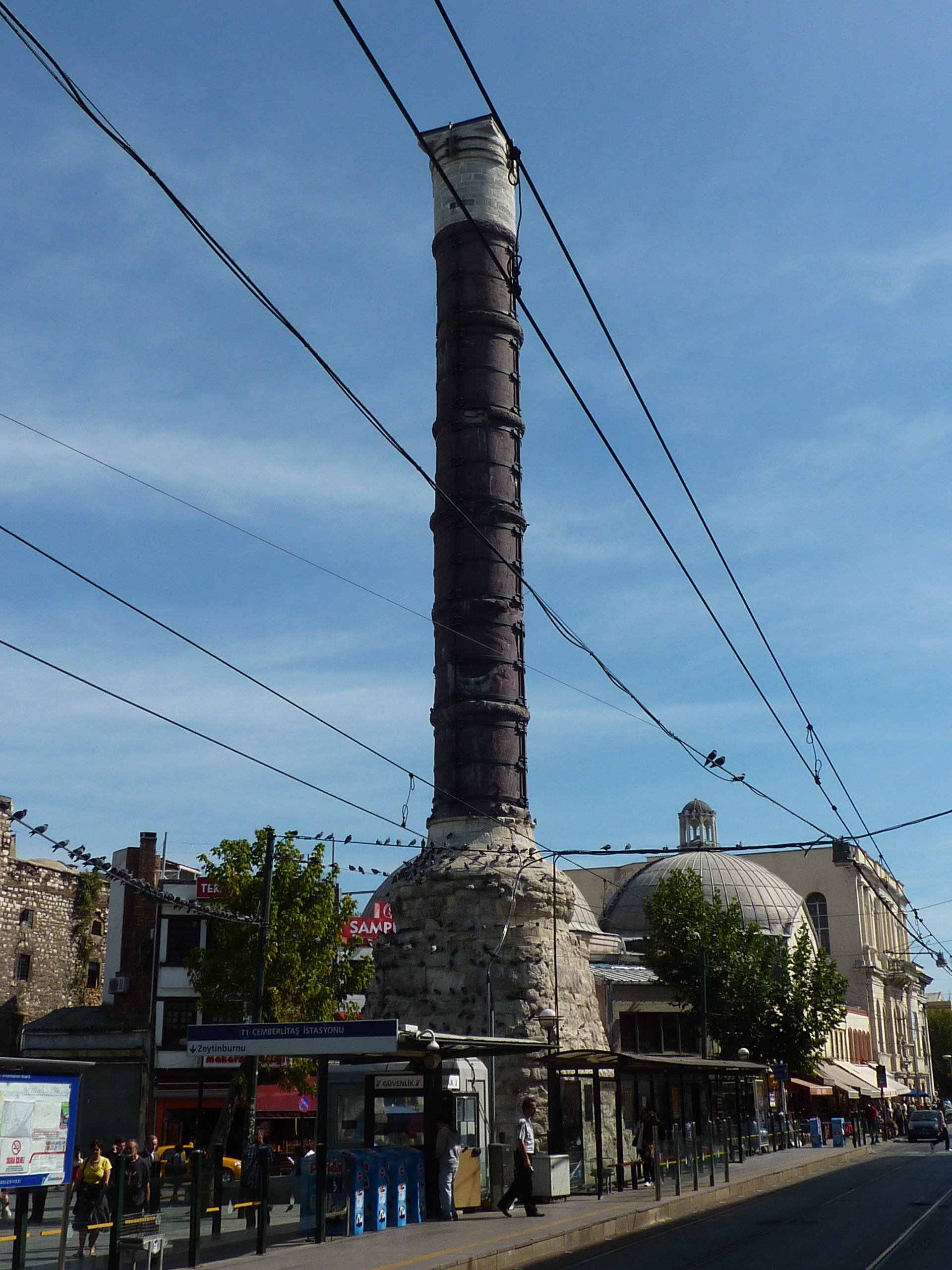
A Coluna de Constantina, construída em 330.

O imperador romano Constantino I, o Grande, apreciou a localização vantajosa de Bizâncio no mar, entre a Europa e a Ásia. A situação de Constantino foi influenciada pela situação turbulenta de Roma: o descontentamento da nobreza e a constante luta pelo trono. O imperador queria coroar as suas reformas administrativas com a criação de um novo centro de poder administrativo de grande poder. A fundação da cidade começou no final de 325, e o imperador Constantino decidiu demarcar as fronteiras da cidade pessoalmente. A área demarcada por Constantino era cercada por um muro de barro, aonde uma grande construção foi feita. Por ordem de Constantino, arquitetos famosos, pintores e escultores, os melhores pedreiros, esticadores e carpinteiros foram trazidos à Bizâncio e foram isentos se deveres para com o Estado. Outra de suas leis, feita para acelerar a construção de Constantinopla, obrigou todos os donos de propriedades nas cidades do Ponto Euxino a adquirirem ao menos uma casa em Bizâncio (apenas quando eles cumprissem essa condição, poderiam deixar de herança sua propriedade).
Constantino incentivou assentamentos de várias províncias do Império Romano de várias maneiras, garantindo a elas condições especiais e benefício, e muitos dignatários imperiais foram transferidos forçadamente para lá. Constantino estabeleceu que todos os assentados que comprassem propriedades na capital foram isentos de pagar por grãos, óleo, vinho e lenha. Este "bônus de comida" foi dado por quase meio século e influenciou que artesãos, marinheiros e pescadores fossem para a cidade. Além dos benefícios dados a quem fosse morar na cidade, Constantino também providenciou a decoração da cidade, para a qual magníficas obras de arte foram trazidas à Bizâncio de todos os cantos do grande império — de Roma e Atenas, Corinto e Delfos, Éfeso e Antioquia.
Em 11 de maio de 330, uma grande cerimônia foi organizada para inaugurar a nova capital do Império Romano, chamada de Nova Roma (o texto do édito imperial publicado neste dia foi esculpido em uma coluna de mármore). As celebrações principais foram nas corridas de cavalos e incluíam apresentações de artistas e eventos esportivos, incluindo as corridas de bigas, que eram as preferidas do povo. Durante estas celebrações, o clero cristão e o ainda influente clero pagão tornaram-se proeminentes na comitiva de Constantino. Apesar de o cristianismo ter se tornado a religião dominante, o imperador não rompeu imediatamente com as antigas tradições, e não restringiu as atividades dos sacerdotes pagãos (durante seu reinado, porém, muitos templos pagão da antiga Bizâncio foram transformados em igrejas e edifícios públicos). Na consagração da nova capital, uma moeda foi cunhada representando Constantino com um capacete de batalha e uma lança na mãe. Honrando a padroeira da cidade, a Mãe de Deus, uma estela de pórfiro vermelho em mármore branco foi construído. Entretento, o nome "Nova Roma" não entrou nos gracejos do povo, e a cidade começou a ser chamada de Constantinopla, isto é, a cidade de Comstantino.
Durante o reinado de Constantino, Santa Sofia, Santa Irene, a igreja de Santo Acácio no Corno de Ouro e a igreja de São Mócio fora dos muros foram construídas. Junto com as primeiras igrejas, o impressionante Templo da Fortuna foi construído, muitos santuários foram reformados e a grande coluna trazida do templo romano de Apolo foi erigida, coroada com a estátua de Constantino na imagem de Apolo, saudando o sol nascente. De Delfos, foi trazida a "Coluna da Serpente" de bronze, que serviu como um dos pés do famoso tripé dourado, e em Constantinopla decorou a arena do Hipódromo. De Roma foi trazido o famoso monumento da deusa Atena, que os romanos roubaram de Atenas (essa coluna foi colocada em um pedestal com estátuas representando Constantino e seus sucessores). Na cidade o imperador copiou a estrutura municipal de Roma e estabeleceu o Senado, e um dos cônsules estava na cidade. Grandes quantidades de grãos egípcios desviados de Roma para Constantinopla.
No final do reinado de Constantino, Constantinopla estava sobre sete colinas nas margens do Bósforo, assim como Roma, aonde foram construídos cerca de 30 palácios e templos, mais de quatro mil residências magníficas para a nobreza, um Hipódromo, um circo e dois teatros, mais de 150 termas, mas de mil padarias, oito aquedutos e milhares de casas para o povo comum. No norte da praça central Augusteu, no sítio da acrópole da antiga Bizâncio, estava o Capitólio, onde templos pagãos e santuários de vários deuses foram preservados até o final do século IV. Nos reinados de Constantino e de seus sucessores, a marinha de Constantinopla cresceu em tamanho e a cidade recuperou a antiga glória comercial de Bizâncio.

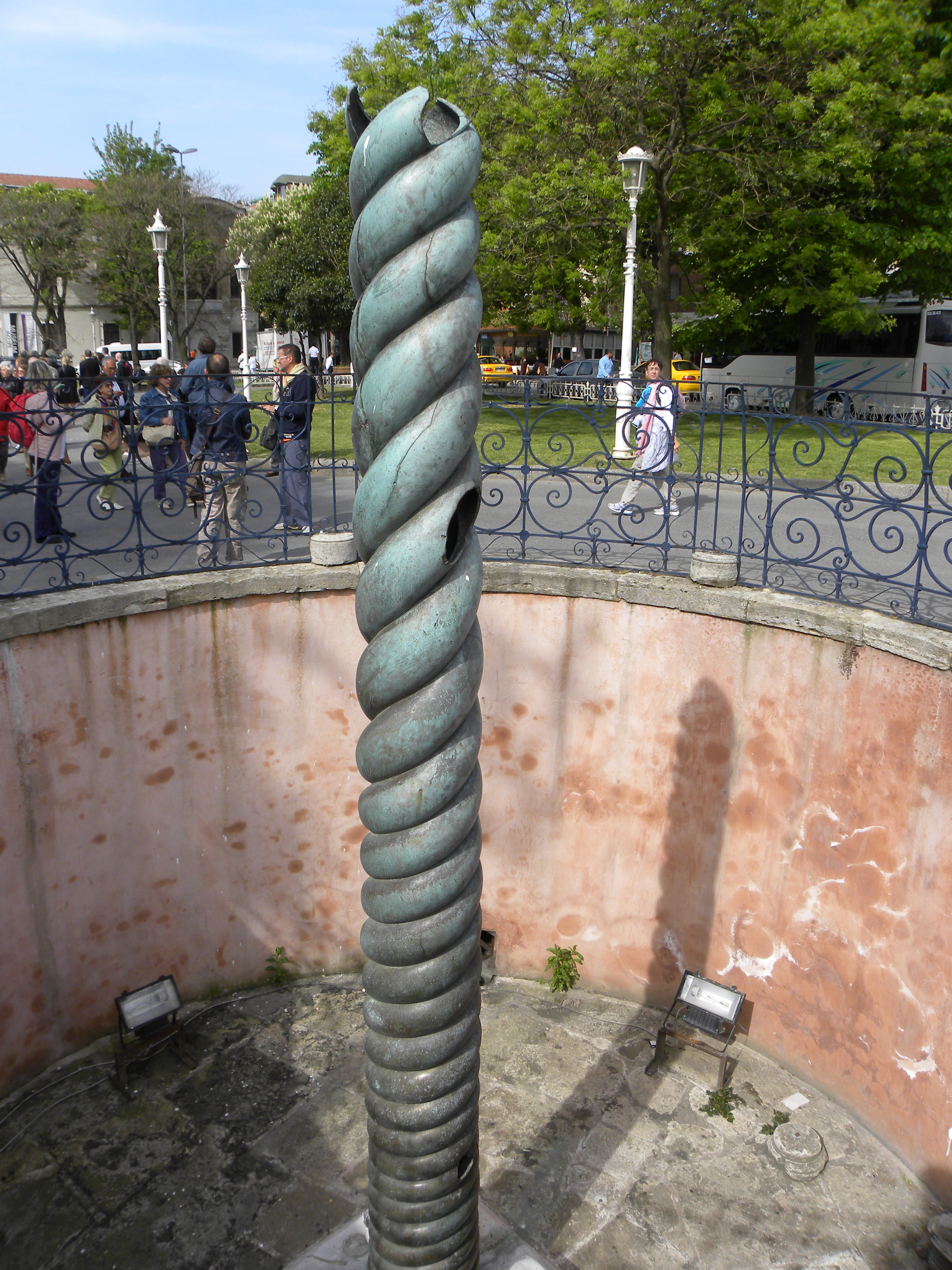
Coluna da Serpente colocada na pista de corrida

O processo de destruição e queda do Império Romano intensificou-se após a morte de Constantino, o Grande, em Nicomédia em 337. Uma luta desesperada por poder foi travada entre os sucessores de Constantino, um dos episódios mais dramáticos foi uma multidão de tropas acampadas na capital, lideradas por Constâncio II. Ele soube aproveitar o descontentamento do exército bizantino sobre a incerteza que surgiu após Constantino ter dado grandes poderes a seus três filhos (Constâncio II, Constantino II e Constante) e dois sobrinhos (Dalmácio, o Jovem e Hanibaliano) Um massacre sangrento aconteceu em Constantinopla, durante o qual muitos dos candidatos à imperador foram mortos, incluindo seus dos sobrinhos favoritos (Constâncio Galo e Juliano), filhos do também morto Flávio Júlio Constantino. Apenas o irmão mais novo de Constantino, o Grande, conseguiu salvar-se). Constâncio tomou o poder da metade ocidental do império por mais de uma década, mas que acabou com a derrota dele para Magno Magnêncio, em 350. Foi só com a vitória de Constâncio II sob Magnêncio que o império foi restaurado sob um imperador. Em 357, as relíquias do apóstolo André foram solenemente transferidas de Patras para a recém-construída igreja dos Santos Apóstolos em Constantinopla, onde foram colocadas junto com as relíquias de São Lucas, São Timóteo de Éfeso e o túmulo de Constantino, o Grande (a partir do enterro de Constantino até o século XI, a igreja dos Santos Apóstolos serviu como túmulo dos imperadores bizantinos). Em 360, perto da praça central Augusteu, foi inaugurado o templo, chamado pelo povo de o "Grande" templo — o primeiro predecessor da moderna Catedral de Santa Sofia.
Depois da morte de Constâncio em uma expedição militar na Pérsia, Juliano entrou na cidade em dezembro de 361 e matou cruelmente todos os amigos íntimos do imperador. Ele começou a restaurar k paganismo (por isso, recebeu o apelido de "Apóstata"), e começou uma reforma na educação em Constantinopla, fundando uma biblioteca na capital, que por séculos foi o centro mais importante da cultura bizantina. Mas o reinado de Juliano foi curto, ele morreu no verão de 363 em uma campanha militar contra a Pérsia. Depois disso, as tropas proclamaram Joviano como novo imperador. Durante o reinado da dinastia constantiniana viveram e trabalharam em Constantinopla o médico Oribásio, o retórico Libânio, os teólogos e hierarcas da igreja Alexandre de Constantinopla, Paulo, o Confessor, Eusébio de Nicomédia, Macedônio I, Euxódio de Antioquia e visitaram a cidade Atanásio, o Grande, Basílio, o Grande e o famoso heresiarca Ário (que morreu na cidade em 336).<

## Valentiniano, Teodósio e seus sucessores

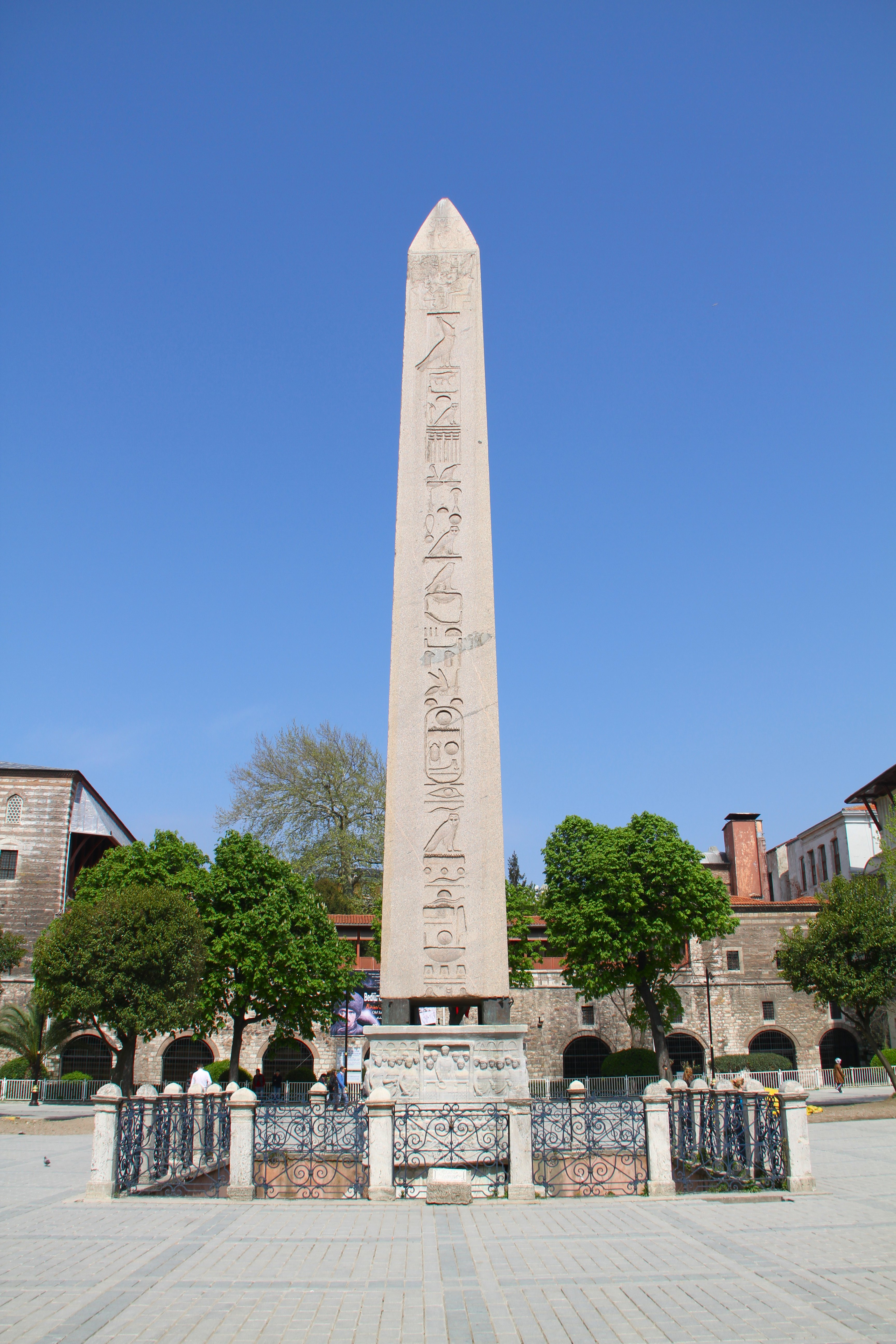
Obelisco de Teodósio, instalado em 390 no Hipódromo.

Em 364, as tropas romanas proclamaram Valentiano I como novo imperador, que fez de seu irmão mais novo, Valente II, coimperador no oriente. Durante o seu reinado, um aqueduto de dois arcos foi concluído. O aqueduto carregava água entre as colinas e tornou-se parte do grande sistema que abastecia Constantinopla com água da Trácia. Em 378, na batalha de Adrianópolis, os romanos sofreram uma terrível derrota dos gotos, restando apenas 40 mil soldados romanos, incluindo o imperador Valente. Graciano nomeou para ser imperador da parte oriental do Império Romano o comandante Teodósio, que expulsou os gotos de Constantinopla. Teodósio, com a ajuda dos bribes, luxuosas recepções no palácio imperial e nomeação aos alto postos do exército que planejavam vencer os líderes góticos e seus comandantes. Foi quando os assentamentos militares dos godos, que serviam na guarda da cidade, surgiram em Constantinopla.
Em 381, o Primeiro Concílio de Constantinopla condenou o arianismo e elevou o status do bispo de Constantinopla que se tornou o segundo entre os iguais, após o bispo de Roma (anteriormente, com a repressão do imperador Septímio Severo, a capital esteve sob a jurisdição de Heracleia). Em 390, um obelisco egípcio de granito, trazido de Heliópolis, foi colocado no Hipódromo de Constantinopla. Em 394, Teodósio, que executará o usurpador Eugênio, uniu brevemente ambas as partes do Império Romano sob sua autoridade, mas após a sua morte em 395 o império unificado foi dividido entre os filhos de Teodósio: Flávio Arcádio recebeu o Oriente e seu irmão Honório o Ocidente. No mesmo ano de 395 os visigodos sob o comando de Alarico I revoltaram-se novamente junto com os alemanos, sármatas, colonos e escravos invadiram a Trácia (destacamentos separados de rebeldes atacaram as Muralhas de Constantinopla, mas depois eles decidiram ir para a Grécia). No final do século IV viviam em Constantinopla mais de 100 mil pessoas, não havendo espaço para novos assentamentos dentro das muralhas construídas pelo imperador Constantino, e a cidade começou a expandir-se para além das muralhas (na parte costeira as casas eram construídas em palafitas).

Muralhas de Constantinopla (no meio)

Na segunda metade do século IV trabalharam em Constantinopla grandes filósofos como Temístio e Sinésio de Cirene, teólogos como Gregório, o Teólogo, João Crisóstomo e Nilo do Sinai. Em 404 aconteceram tumultos na cidade, causados pela deposição de João Crisóstomo como arcebispo da cidade. Ele era popular entre o povo e se envolveu em um conflito com a esposa do imperador Eudóxia (durante os tumultos houve incêndios que queimaram até mesmo Santa Sofia). No início do século V (especialmente desde 410), devido a ameaça das invasões bárbaras muitos aristocratas migraram de Roma para Constantinopla. Um terremoto em 412 destruiu a maior parte das muralhas do tempo de Constantino, o Grande, criando-se uma necessidade urgente de um novo anel de proteção que cobrisse os extensos bairros da capital. A nova muralha começou no reinado do imperador Arcádio, e foi completada durante o reinado do imperador Teodósio II pelo prefeito Antêmio. A Muralha de Teodósio tinha nove portas principais divididos entre civis e militares (as portas mais importantes, pelos quais passavam várias rotas comerciais estava a Porta Dourada, a Porta Régia, a Porta de São Romano e a Porta Carisiana). Pontes que ficavam sobre os fossos usadas pelos civis eram murados durante cercos. As portas militares eram protegidas pelas maiores e mais poderosas torres, seus portões de ferro duplo eram trancados em tempos de paz e durante cercos eles eram usados.para atacar os inimigos.
A extensão total das Muralhas de Constantinopla era de 16 quilômetros, com mais de quatrocentas torres ao longo de seu perímetro. As muralhas de Teodósio, que cruzavam o cabo do Bósforo pelo Mar de Mármara até a baía do Corno de Ouro tinha uma extensão de 5,5 quilômetros e eram as mais fortes. Essas muralhas foram divididas em três fileiras (levando em conta as fortificações concluídas mais tarde, depois do terremoto de 447). A primeira fileira de muralhas tinha 5 metros de autores, era protegida por um fosso profundo e largo preenchido com água (tinha 20 metros de largura e em alguns lugares tinha 10 metros de profundidade). A segunda fileira tinha de 2 a 3 metros de largura e 10 metros de altura, sendo reforçada por torres de 15 metros de altura. A terceira fileira, a mais fortificada, tinha .de 6 a 7 metros de espessura e era protegida por torres de 20 a 40 metros de altura. As torres eram equipadas com equipamentos para atirar pedras e para jogar alcatrão e óleo quente no inimigo. Ao longo da muralha havia postos de guarda e pequenos armazéns de provisões e munições. As bases das muralhas de Teodósio tinham de 10 a 20 metros de profundidade, tornando praticamente impossível invadi-las por baixo. Não havia pontes fixas de pedra sobre os fossos, apenas pontes de madeira que eram removidas à noite e rapidamente destruída pelos defensores da cidade durante cercos.
A linha da muralha de Teodósio definiu por séculos os limites para os quais Constantinopla expandiu-se (os subúrbios oeste de Eudom, Pigi, Filopateão, Blaquerna e Cosmídio permaneceram fora das muralhas) O maior crescimento da cidade foi gasto na criação de subúrbios na costa norte do Corno de Couro (perto de Gata) e na costa asiática do Bósforo, no lado oposto ao cabo do Bósforo (perto de Calcedônia e Crisópolis). Em outubro de 415 Teodósio II finalmente terminou a atrasada restauração da Catedral de Santa Sofia. Em 421 ele construiu perto das Muralhas de Constantino no centro da praça uma coluna com a estátua de seu predecessor — imperador Arcádio, depois disso a praça passou a chamar-se Fórum de Arcádio. Em 425, o imperador inaugurou uma escola pública no Capitólio, o que levou à fundação da Universidade de Constantinopla (aonde os melhores retóricos, gramáticos, sofistas e professores daquele tempo ensinavam aos jovens latim, grego, medicina, filosofia, retórica e direito). Perto do Hipódromo ele construiu uma cisterna subterrânea. A irmã de Teodósio II fundou o Convento de Santo André, que mais tarde tornou-se o Mosteiro de Santo André de Creta. Por causa da influência do clero cristão, Teodósio II proibiu os judeus de construírem novas sinagogas, de manterem cargos no Estado e de possuírem servos cristãos em suas casas, o que reduziu grandemente a comunidade judaica em Constantinopla. Após 25 anos depois que as Muralhas de Teodósio foram construídas, uma outra muralha foi comstruída ao longo da costa, e que também era reforçada com torres (era conhecida como a Muralhas de Propontis ou a Muralha do Mar de Mármara). A Muralha de Teodósio, a antiga muralha de Constantino e a nova muralha que protegia a cidade do mar formavam uma defesa praticamente inexpugnável, difícil de ser derrubada até mesmo com os equipamentos de cerco mais avançados da época.

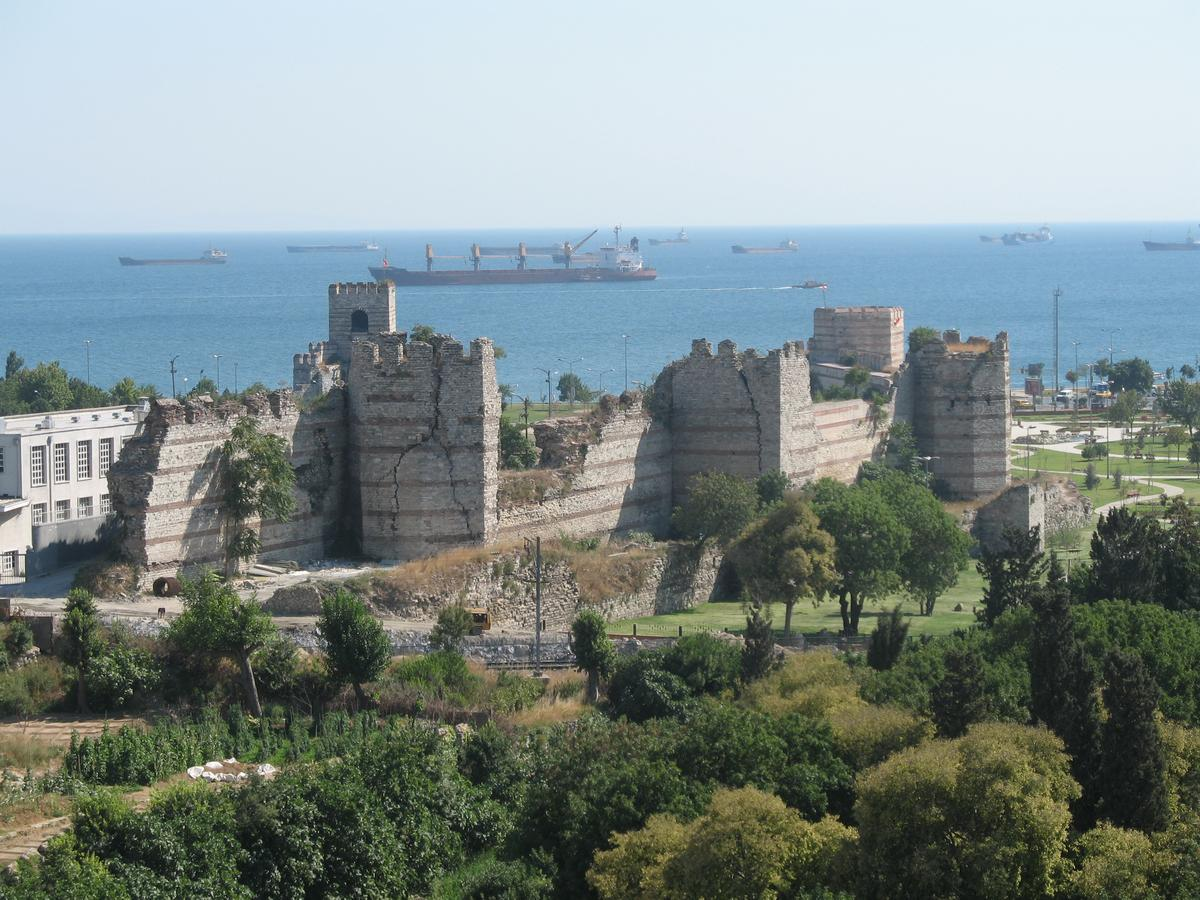
Seção das muralhas no mar
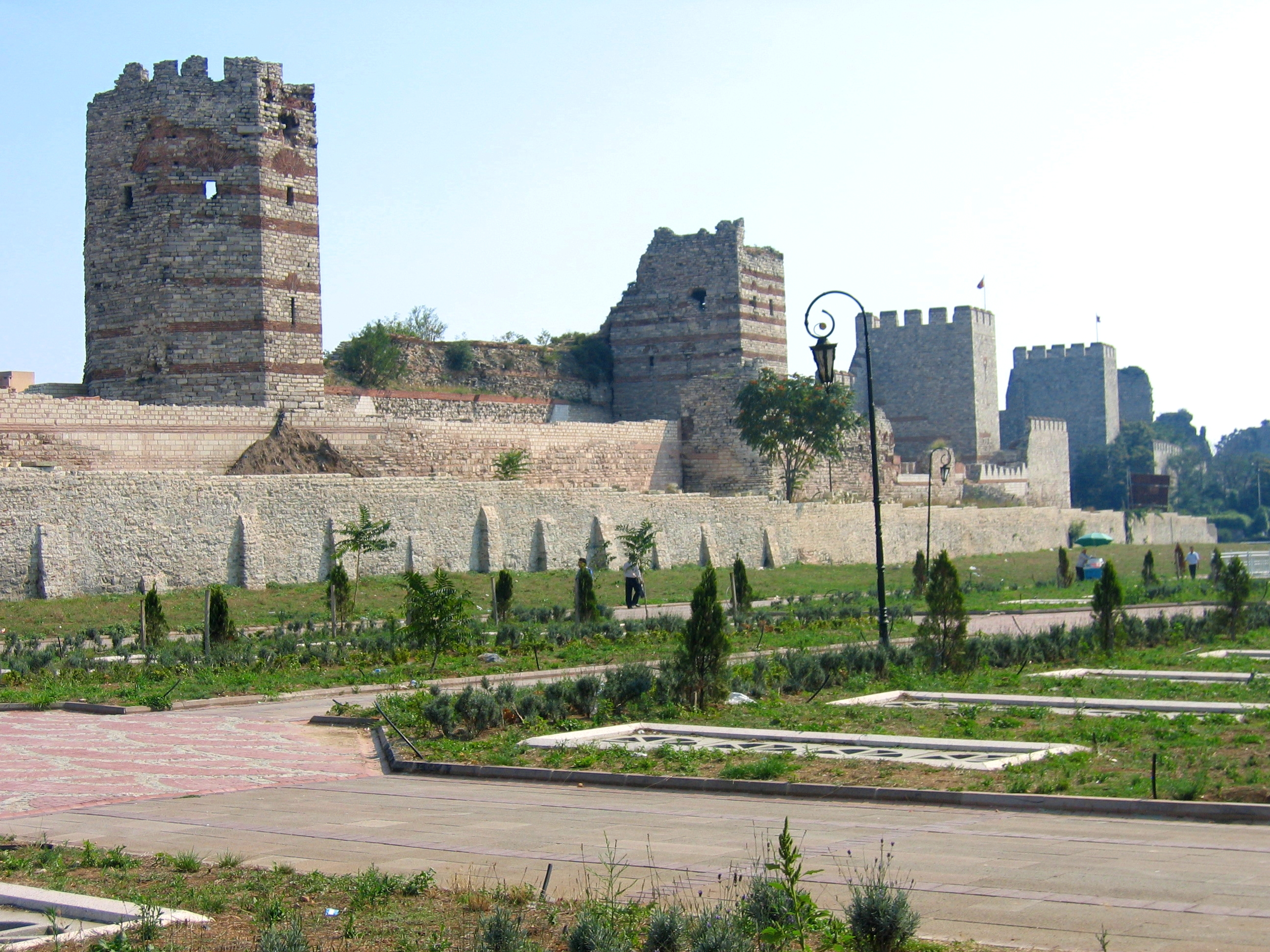
Muralha de Teodósio
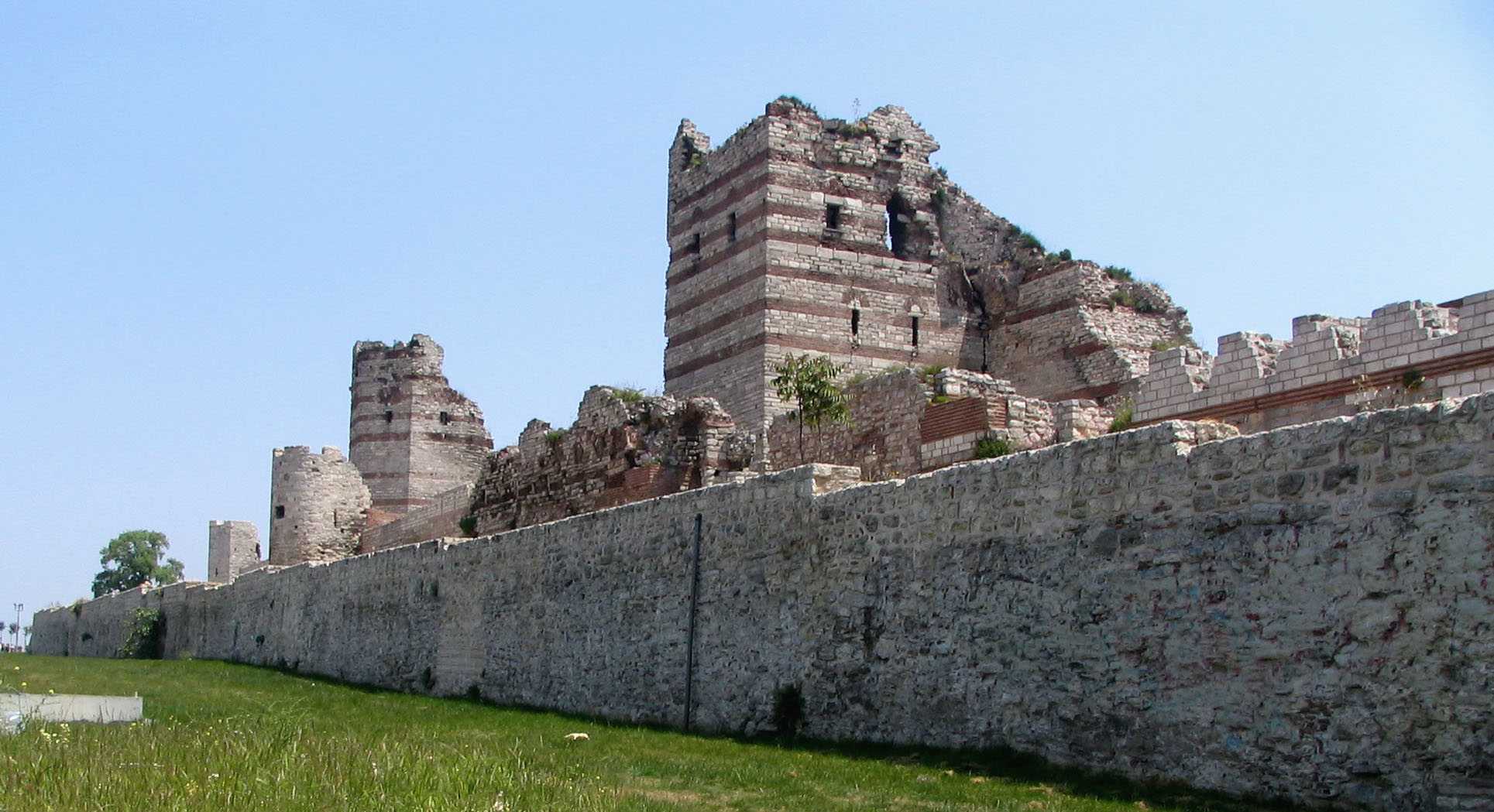
Muralha de Teodósio
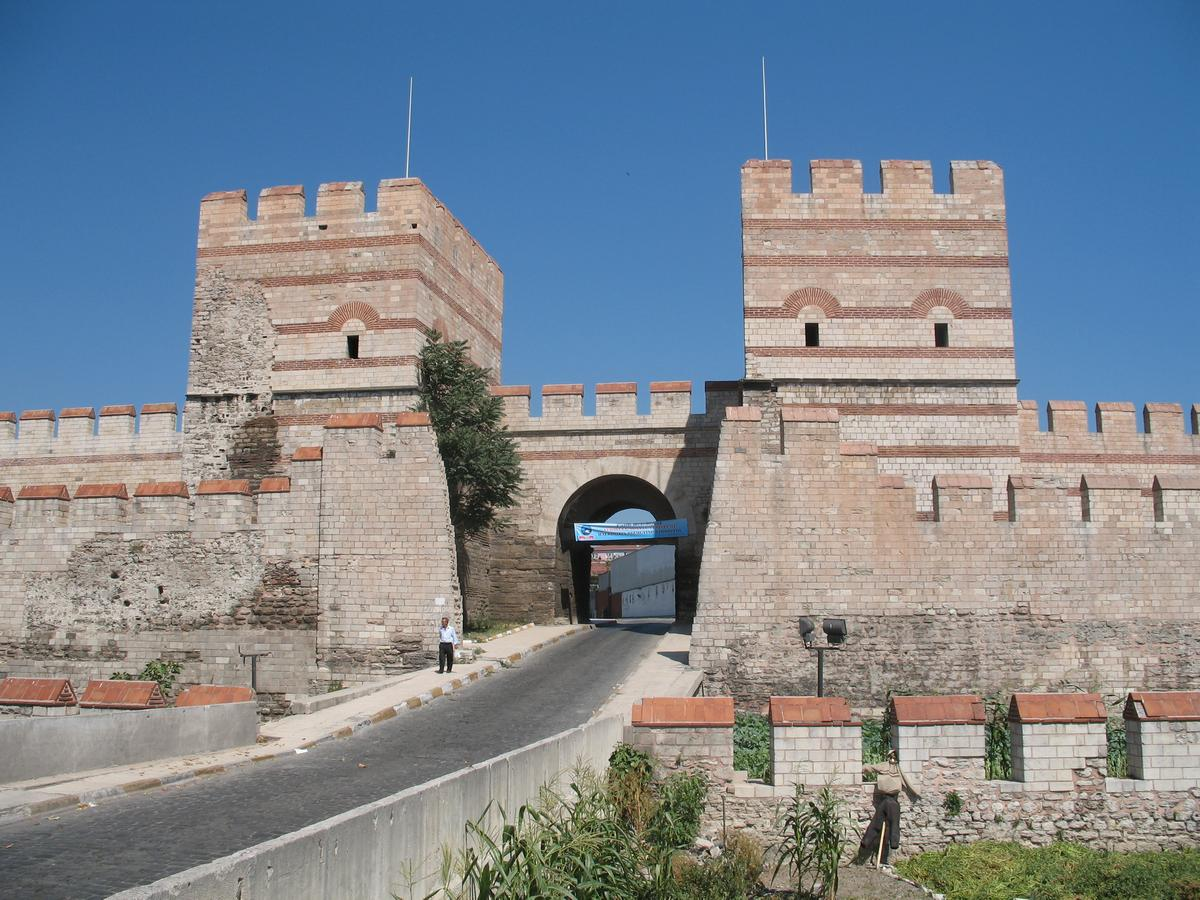
Segunda porta militar
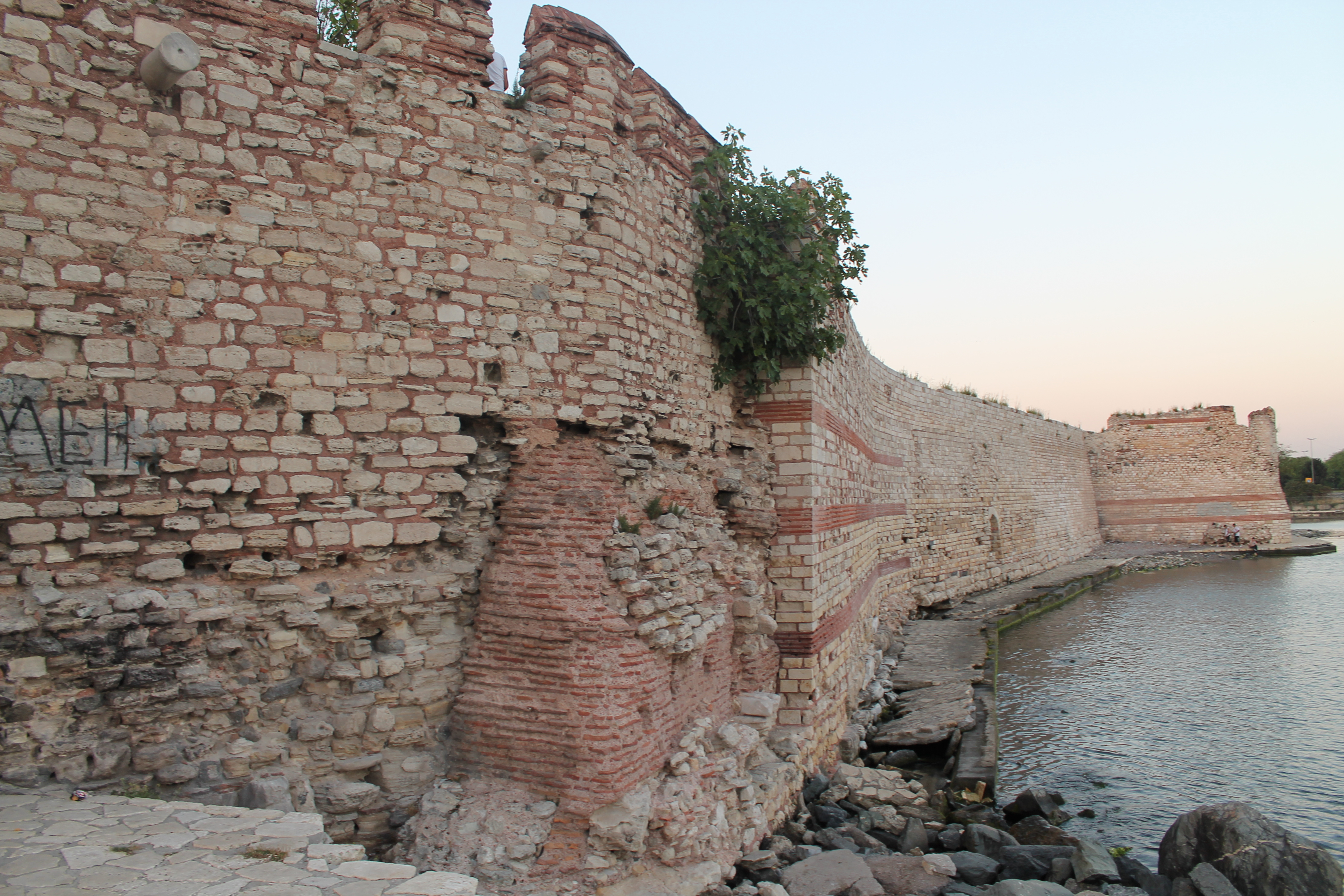
Seção das muralhas no mar

Por volta de 425, Constantinopla foi dividida em 14 bairros (regiões) comandadas por um curador (regarca), assim como Roma. A disposição desses bairros estavam os guardas da ordem e a patrulha da noite. Desde o tempo de Constantino, o Grande, o eparca (em grego antigo: ἔπαρχος τῆς πόλεως) era o chefe de toda a cidade, responsável pela economia, decoração, administração, manutenção da ordem interna e segurança da cidade. Sob Constâncio II, as funções e direitos do eparca de Constantinopla eram praticamente as mesmas do prefeito de Roma, e ele tinha um poder que fazia dele a segunda pessoa no império, depois do imperador. Ele presidia as reuniões do Senado e distribuía grãos, tinha o direito de prender, encarcerar e expulsar da cidade qualquer um que em sua opinião fosse um risco para o bem-estar de Constantinopla (e também podia limitar o direito de residência de um cidadão a determinado lugar). O eparca era subordinado a inúmeros colégios e instituições do Estado, como a polícia da cidade, a prisão (localizada embaixo do Pretório, defronte ao Fórum de Constantino) e as instituições judiciais de todos os 14 bairros. Ele supervisionava as investigações de todos os crimes cometidos na cidade.

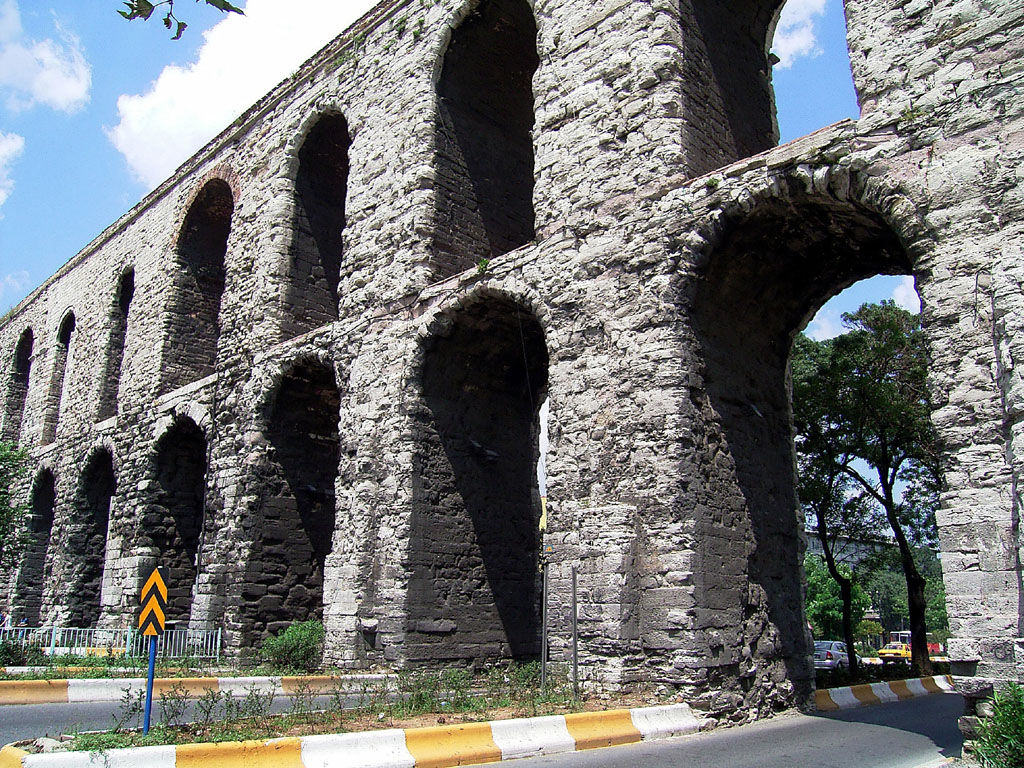
O Aqueduto de Valente era uma parte importante dos serviços públicos de Constantinopla

A vida dos cidadãos de Constantinopla dependia da vontade do eparca da cidade, então o seu gabinete era constantemente assediado por numerosos peticionários e reclamantes, que imploravam perdão para seus familiares, tentavam obter autorização das autoridades para reformar ou construir instalação na cidade, pediam que se resolvessem as disputas entre artesãos e corporações. O gabinete do eparca também era o responsável por organizar apresentações teatrais, preparar a cidade para procissões religiosas, desfiles de procissões imperiais, reuniões de convidados nobres e embaixadores estrangeiros. O eparca era uma das figuras-chave em várias celebrações e cerimônias na corte imperial, e o rito de sua nomeação sempre era feito no palácio na presença de todos os cortesãos e da nobreza da cidade. Então, o novo eparca fazia um discurso para os representantes das propriedades da cidade e das associações e do palácio ele ia para Santa Sofia, e para o seu departamento. Os cidadãos não eram indiferentes a escolha do imperador, e se o escolhido fosse um nobre impopular, a cerimônia de nomeação do eparca poderia terminar em tumulto entre o povo. O eparca mais popular do período de formação de Constantinopla foi Ciro, que fez muito pelo desenvolvimento e melhoria da cidade, mas a sua popularidade assustou o imperador Teodósio, o Grande, que removeu Ciro de seu posto e ordenou que ele fosse tonsurado monge
A produção artesanal desenvolveu-se bastante. Haviam muitas oficinais imperiais (ergastiria) em Constantinopla, que seguiam as ordens da corte, do exército e das autoridades municipais. Artesãos eram vinculados à essas oficinas por toda a sua vida, e este dever era hereditario. Além disso, uma porção significativa dos artesão eram escravos. Haviam também muitas oficinas privadas, municipais ou da igreja, assim como oficinas de nobres, mosteiros e asilos (as últimas três categorias de proprietários preferiam alugar as suas oficinas ao invés de administrá-las diretamente). Estas oficinas entregavam artesãos livres que eram organizados em companhias cujas atividades eram estritamente regularizadas por estatutos especiais (eles eram obrigados a pagar impostos e, se necessário, servir ao Estado). Ao longo da Idade Média, Constantinopla era uma "oficina do esplendor" para os países da Europa e do Oriente. Em muitas cidades e em praticamente todas as cortes, tecidos de seda e lã, roupas caras, couro, cerâmicas e artigos de vidro, joias e ornamentos para igrejas, armas brancas e munição militar (especialmente pertencentes à categoria de bens de luxo) eram muito conhecidas. Comerciantes também eram organizados em corporações, e suas atividades eram supervisionadas pelo Estado (o comércio privado internacional era dominado por comerciantes sírios e egípcios). Muitos ramos do comércio eram monopolizado pelo Império, e era comum que as autoridades os terceirizassem. O eparca regulava o número e os deveres dos membros das companhias, sua organização interna, mas o mais importante era que alguns oficiais controlassem as companhias de comércio para que fornecessem alimentos à Constantinopla.

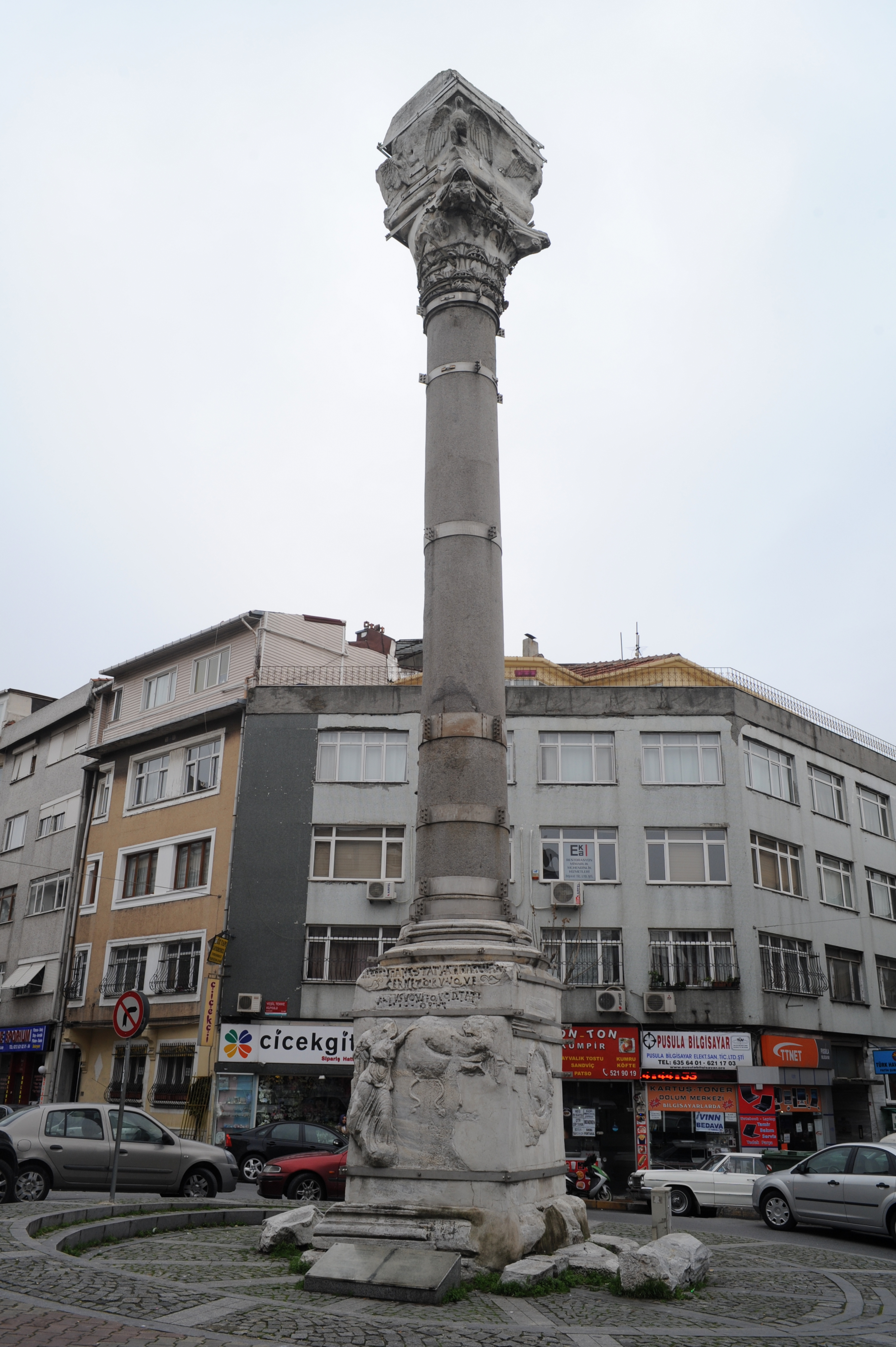
A Coluna de Marciano, construída na metade do século V

Um setor bastante numeroso da população de Constantinopla era a plebe urbana, que incluía não apenas trabalhadores contratados, mas também os pobres, pedintes, prostitutas, aleijados e loucos. Muitos deles não tinham abrigo, estavam frequentemente passando fome e após ganhar um pouco de dinheiro — embebedavam-se em tavernas baratas. O governo regularmente recompensava a plebe com presentes — em celebrações, distribuía-se dinheiro, pão e vinho em nome do imperador aos pobres, o bispo de Constantinopla distribuía esmolas e algumas vezes a plebe tinha a oportunidade de assistir a espetáculos de mágicos, adestradores e acrobatas no Hipódromo. Apesar desse cuidado, a plebe era extremamente volátil e facilmente sucumbia aos chamados à rebelião. O motivo mais fútil era suficiente: um aumento no preço do pão, simpatia por um nobre desgraçado, um discurso inflamado de outro pretendente ao trono imperial.
Em janeiro de 447, um grande terremoto atingiu Constantinopla, destruindo casas e as fortalezas da muralha. Cerca de 16 mil pessoas passaram dois meses restaurando as antigas fortificações e construindo uma muralha exterior com um número de torres e um aterro, além de aprofundarem o fosso que protegia a cidade com tijolos. Como resultado, a cidade era coberta por terra com um sistema defensivo de 192 torres. Na primavera do mesmo ano, as tropas de Átila aproximaram-se da cidade pela Trácia, o que causou pânico e fuga em massa de cidadãos, mas os hinos não ousaram atacar a cidade e voltaram para a Grécia. A partir da metade do século V, os arcebispos de Constantinopla passaram a ostentar o título de patriarcas. Em 451, sob a supervisão de oficiais imperiais, o Quarto Concílio Ecumênico, que aconteceu na Calcedônia, na costa asiática do Bósforo, condenou o monofisismo e estabeleceu as bases para a Ortodoxia Oriental. Em 453 a igreja da Virgem Maria foi construída no subúrbio de Blaquerna, fora das muralhas de Teodósio (foi fundada por Pulquéria, a esposa do imperador Marciano). Em alguns anos, no início do reinado do imperador Leão I, dois patrícios bizantinos durante uma peregrinação à Palestina roubaram um manto da Virgem Maria, que foi colocado na igreja de Blaquerna. Mais tarde foram também transferidas para a igreja roupas e uma parte da pedra do túmulo aberto da Mãe de Deus. Acima da tábua de Marciano também se comemora uma coluna de seu nome, feita pelo governador de Constantinopla na metade do século V (mais tarde, a coluna foi coroada com a estátua do imperador, e o pedestal foi ricamente adornada em baixo-relevo).
Durante a Idade Média, Constantinopla foi o principal centro cultural, na frente de todas as capitais da Europa Ocidental. O comércio florescente e a arte, um governo altamente organizado com suas numerosas burocracias permitiu que elementos da alta cultura antiga fossem preservados. As relações exteriores de comerciantes e diplomatas de Bizâncio contribuíram com o desenvolvimento da geografia, astronomia, matemática, retórica e linguística em Constantinopla. O impressionante fluxo comercial e monetário na capital, conflitos frequentes sobre transações comerciais e sobre heranças fizeram com que o direito civil e a educação legal se desenvolvessem. A presença da corte imperial em Constantinopla, além de nobres seculares eclesiásticos e de outros patronos e apoiadores da arte contribuíram para o desenvolvimento da medicina, da arquitetura, da construção e da mecânica, além da literatura (especialmente poesia e hagiografia), música, teatro, artes e ofícios (cerâmica, mosaicos e esmalte) e a produção de tinturas (para pintar e tingir tecidos). Historiadores bizantinos como Sozomeno e Sócrates Escolásticp saíram da burocracia da corte e do clero. Apesar da crescente influência do clero na cultura, Constantinopla preservou uma educação secular, baseada nas tradições da Antiguidade (em contraste com os países da Europa Ocidental, em que o resto que sobrou da educação foi monopolizado pela Igreja). As lutas da Igreja com várias correntes heréticas, remanescentes do "paganismo' e tradições antigas (especialmente na filosofia e na teologia) tiveram grande influência na ciência daqueles tempos.

## Leão e seus sucessores
Após a morte de Marciano, Leão I Macela foi colocado no trono imperial, com o apoio dos generais godos Aspar e Ardavur. O novo imperador construiu em um bosque fora das muralhas da cidade uma fonte de cura na área da igreja de Liga (o futuro imperador Justiniano I, curado pelas águas da fonte, construiu naquele lugar um templo maior e um mosteiro masculino, e seus sucessores continuaram a expandir e a decorar o estimado mosteiro). Em 483, próximo das margens do Mar de Mármara, uma igreja foi construída pelo patrício Estúdio, e foi fundado o mosteiro de Estúdio, um dos primeiros mosteiros da cidade, que levou a fundação do monaquismo em Constantinopla). Depois, o mosteiro foi ocupado por monges aquimitas (que significa monges "alertas"), seguidores de Alexandre de Constantinopla, que tiveram uma influência decisiva na luta contra o monofisismo. Em 471, por ordem de Leão I, que queria acabar com a influência estrangeira, matou Aspar e seu filho Ardavur, seus antigos apoiadores, no palácio imperial (em retaliação, um dos comandantes de Aspar atacou o palácio imperial, mas o ataque foi suprimido pelas tropas do imperador).

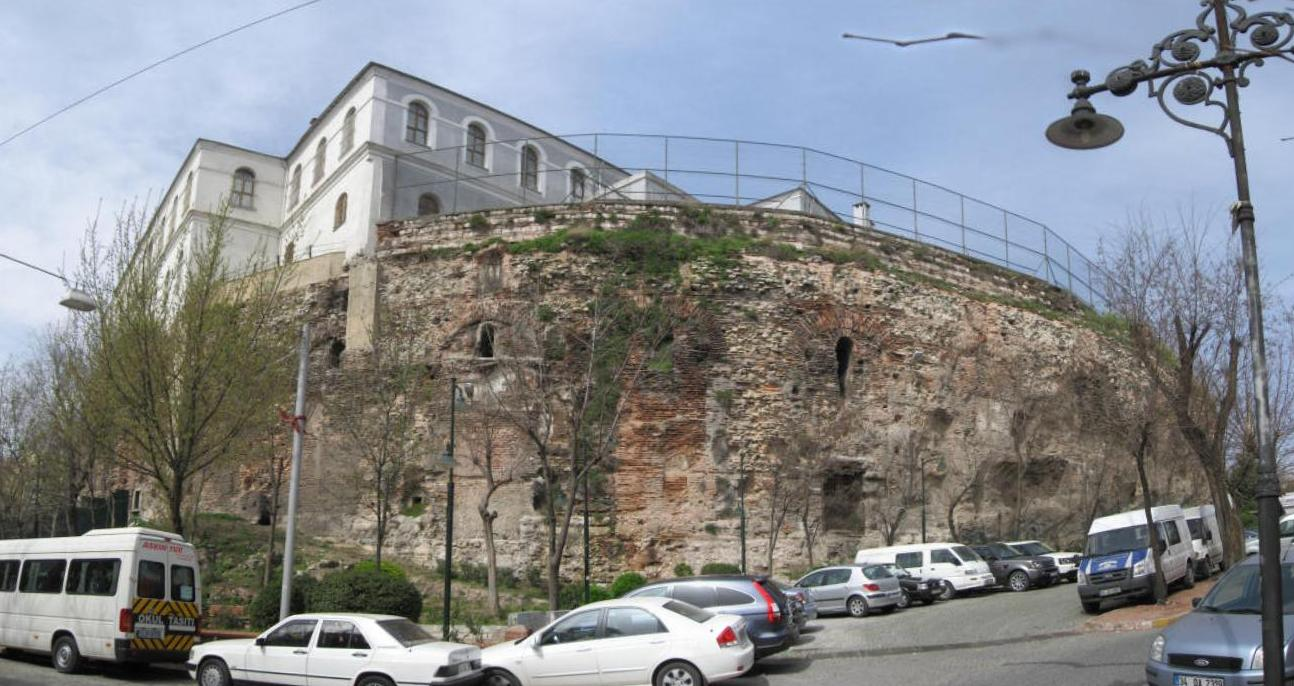
Sfendon — parte preservada do Hipódromo (fragmento da muralha sul cercando as arquibancadas)

Em 476, o comandante bárbaro Odoacro depôs o imperador do Império Romano do Ocidente, Rômulo Augusto e enviou as insígnias imperiais para Constantinopla. No final do século V a população da capital e das áreas próximas era de 700 mil pessoas (de acordo com outros dados, no início do século VI a população era de 500 mil pessoas). Segundo o historiador Zósimo, que viveu naquele período, Constantinopla era uma cidade lotada e apertada. Comerciantes estrangeiros e vários peregrinos que vinham para a cidade escreviam em seus escritos e memórias as largas ruas centrais com galerias cobertas, praças espaçosas decoradas com colunas e estátuas, o majestoso palácio imperial e residências de nobres ricos, templos cristãos, arcos triunfais e um grande Hipódromo. A rua principais — Mesa ("Meio") — estendia-se do leste ao oeste, da Porta Dourada até os fóruns de Arcádia, Voloviy, Teodósio (Touro) e no de Constantino até a praça Augusteu, no centro da qual estava a estátua de Helena Igual-aos-Apóstolos. A mesa e grandes praças que estavam nela era o verdadeiro centro comercial da capital. Fileiras de lojas apertavam-se da praça da Augusta até o Fórum de Constantino, onde havia um ativo comércio de tecidos caros, roupas, joias e incenso. Em outras praças, gado, carne, peixe, grão, pão, vinho, óleo, frutas secas, seda, sopa e cera eram negociados.
Além disso, os edifícios religiosos e do estado estavam localizados na rua Mesa e nos quarteirões adjacentes (em ambos os lados da mesa havia casas com dois andares, pórticos sombreados e colunistas) por onde passava o cortejo imperial e as procissões da igreja. O resto das outras ruas da capital não tinham mais do que 5 metros de largura e tinham casas de um a três andares, casas de nobres e comerciantes, decoradas com pórticos de um andar, que eram frequentemente utilizados como salas de comércio. Quanto mais longe do centro de Constantinopla, mais estreitas e mal-cuidadas as ruas eram; nas periferias, elas geralmente não eram pavimentadas com pedras e nem tinham valas. Aqui, em casas de vários andares, que algumas vezes tinham até nove andares, viviam artesãos, donos de pequenas lojas, marinheiros, peixeiros, carregadores e outros trabalhadores moravam nessas periferias (se em Roma, no século V, havia cerca de 1,8 mil casas individuais, em Constantinopla — cerca de 4,4 mil casas, o que indica que havia uma grande classe média na cidade).

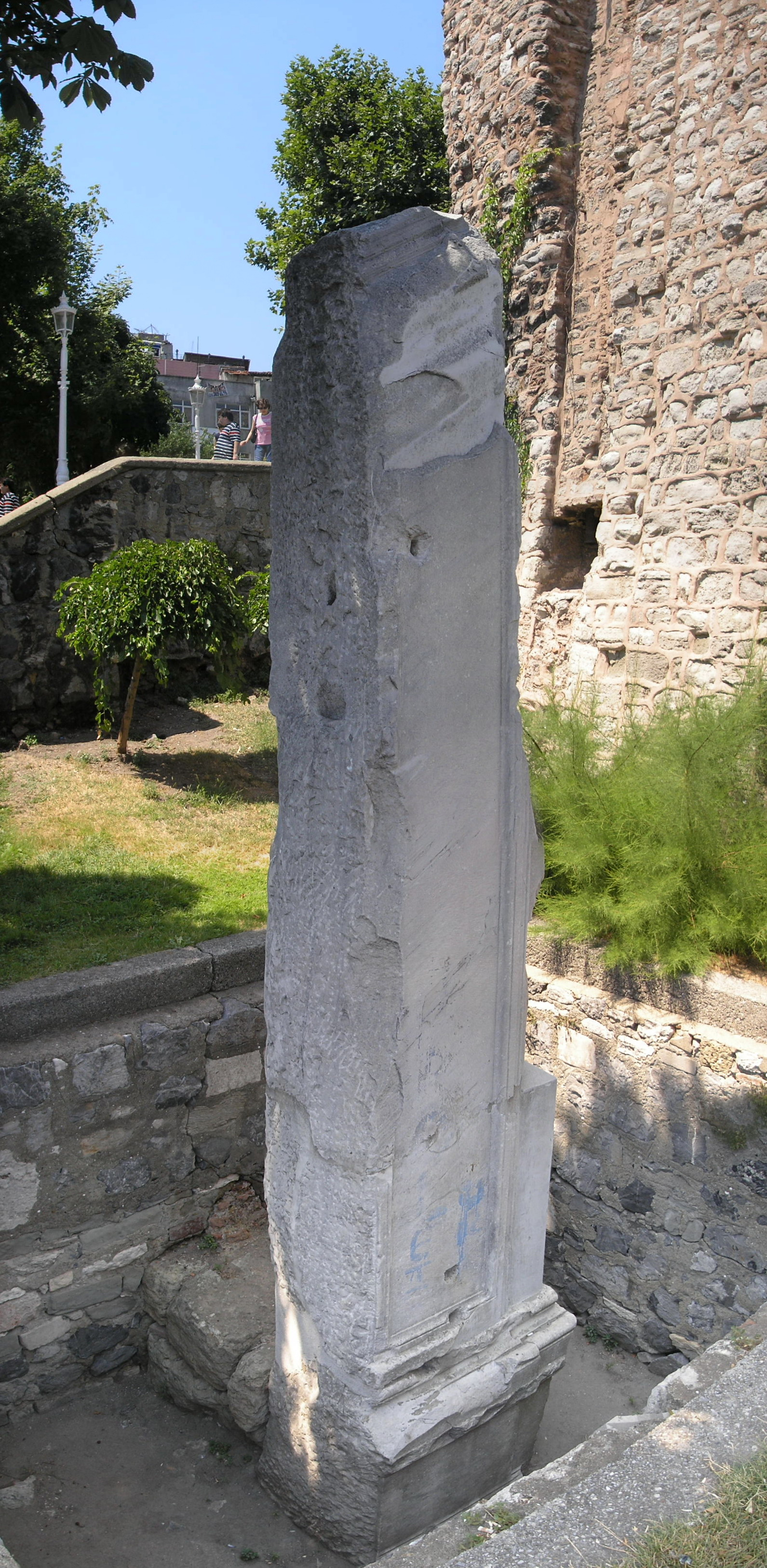
Um pilar preservado do tetrápilo Milião

Um dos monumentos mais importantes de Constantinopla — a Porta Haiku (Halka), que servia como entrada principal para o Palácio Imperial, para o Senado e para a Biblioteca Imperial, para os palácios dos nobres, para as Termas de Zeuxipa (aonde as obras de arte mais valiosas foram trazidas de todos os cantos do Império Romano), para Santa Sofia e a casa do patriarca de Constantinopla, para o Hipódromo e Milião — onde se ligava à praça Augusteu. O Fórum de Constantino era pavimentado com lajes de mármore e ricamente decorado com colunas (no centro, a famosa coluna de Constantino, o Grande), pórticos e arcos triunfais. Perto dali havia grandes padarias e o "Vale das Lágrimas", aonde escravos eram vendidos. O fórum do Touro (ou praça do Touro) era decorado com um arco triunfal e a Basílica de Teodósio. Dali, a Mesa dividia-se em duas direções— a estrada principal ia para o oeste, para a Porta Dourada, e continuava pela vila Egnácia; a outra parte ia para o nordeste, para a Porta Adrianopolitana (ou Carisiana). Na parte central do Fórum da Coruja estava um grande touro de bronze trazido de Pérgamo, cuja barriga servia como fornalha na qual criminosos condenados à morte dolorosa eram queimados.
No início de século VI, a rota comercial que passava pelos estreitos do Mar Negro e as taxas dos navios tornaram-se novamente a principal fonte de prosperidade da cidade. Novos portos foram construídos no Mar de Mármara (portos de Teodósia e Juliana) em adição aos portos já existentes nas margens do Corno de Ouro (Posforion e Neorion) durante o antigo período bizantino. Navios carregando especiaria, incenso, marfim e pedras preciosas da Índia e do Ceilão, seda e porcelana da China; tapetes, roupas e pérolas da Pérsia; grãos, algodão, artigos de vidro e papiros do Egito; peles, mel, cera, ouro e caviar da região do Mar Negro entravam nesses portos, escravos e peregrinos da Crimeia, dos Bálcãs e do Norte da África (o tráfego marítimo padrão conectava Constantinopla com Antioquia, Alexandria, Éfeso, Esmirna, Rodes, Pátras, Tebas, Corinto, Tessalônica e Quersoneso, assim como com alguns portos na Itália, Gália, Espanha e do Norte da África).
Em 512, uma linha de fortificações foi construído da Selímbria no Mar de Mármara até Derconte, no Mar Negro, feita para proteger dos ataques dos eslavos, chamada de "Longa Muralhas" ou "Muralha Anastasiana" (o historiador Evágrio Escolástico chamou-a de "um símbolo de impotência e um monumento de covardia"). A muralha estendia-se por 50 metros, e foi feita para proteger dos ataques inimigos as fazendas ricas de agricultura nos subúrbios do oeste de Constantinopla, que forneciam produtos à capital. No ano de 512, houve uma rebelião em Constantinopla contra as políticas religiosas de Anastácio, que apoiou abertamente o monofisismo. A multidão, queimando as casas dos associados mais próximos do imperador, queria entronizar o conde Areobinda, mas ele recusou a oportunidade de usurpar o poder e fugiu da capital. Em 514 aproximou-se das muralhas de Constantinopla o exército do comandante rebelde Vitalino, mas ele não ousou atacar a cidade, satisfeito com os termos da trégua e as recompensas generosas de Anastácio. As tropas de Vitalino aproximaram-se da capital de Bizâncio de novo, e o imperador foi forçado mais uma vez a concordar com os termos dos rebeldes. Em 516, Vitalino empreendeu um terceiro ataque em Constantinopla, mas agora graças as ações hábeis dos generais Justiniano e Mário Sírio, os rebeldes sofreram pesadas baixas. Durante o reinado do imperador Anastácio, ele fez reformas monetárias e fiscais (ele aboliu o crisárgiro, o que fez com que ele se tornasse popular entre os comerciantes e artesãos da capital. Durante o reinado da dinastia leonina, Malco Filadelfiano e Zósimo trabalharam em Constantinopla.
No topo da pirâmide social de Constantinopla estava o imperador, sua comitiva e a alta aristocracia (o patriarca de Constantinopla, senadores, incluindo ilustres, claríssimos e espectáveis, patrícios e cônsules, assim como prefeitos do Pretório, o prefeito de Constantinopla, mestres militares, magísteres, officii, o prepositor do quarto sagrado, o questor do palácio sagrado, comites das sagradas recompensas). A aristocracia senatorial incluía parentes do imperador reinante e das dinastias provincialis de donos de terra ricos, cujos descendentes estavam permitidos de estabelecerem a eles mesmos na corte imperial). Um exemplo dessas dinastias eram as famílias Apion e Laksarion do Egito. Senadores também tornaram-se comandantes, oficiais, advogados 3 diplomatas (incluindo aqueles das tribos "bárbaras": godos, herulianos, gépidas, citas e outras tribos). Pouquíssimos desses senadores eram descendentes da antiga aristocracia romana que se mudou para Constantinopla nos séculos IV e V. Senadores deixavam de cumprir solicitações, e suas propriedades eram confiscadas em benefício do imperador.
Depois vinham os altos escalões do exército (comites de exquisidores, domésticos e estratilados) e o clero (bispos, abades de mosteiros e catedrais), outros oficiais da corte imperial e da administração municipal, professores universitários e chefes de escolas privadas, médicos eminentes, advogados (especialmente cortesãos que eram membros do Conselho Imperial e serviam na Chancelaria Imperial), arquitetos, filósofos e outros estudiosos, comerciantes-atacadistas ricos, donos de grandes oficinas, argiropratas, armadores (navicularia) e chefes de companhias de comércio e artesanato. Depois deles vinham advogados normais, médicos, engenheiros, retores, professores de escolas elementares, artesãos habilidosos e pequenos comerciantes, o clero ordinário e seus subordinados (monges, subdiáconos, leitores, cantores, porteiros, hartofilaxes, esquevofilaxes, economistas da igreja, tabeliões e equidiques), assim como pessoas de profissões criativas (atores de teatro, pintores e escultores). Pequenos artesãos e donos de lojas carregavam o peso de pagarem impostos, aluguéis, juros sob empréstimos e o fardo de vários deveres para com o Estado. Na base da escada social estavam os pobres urbanos, camponeses arruinados, pedintes e vários funcionários do Estado, da igreja e escravos particulares. Os pobres trabalhavam em oficinas, jardins, construções, sítios, portos e estaleiros. Escravos trabalhavam principalmente em oficinas, lojas e como servos domésticos (especialmente no palácio imperial e em casas de nobres).

## Justiniano e seus sucessores

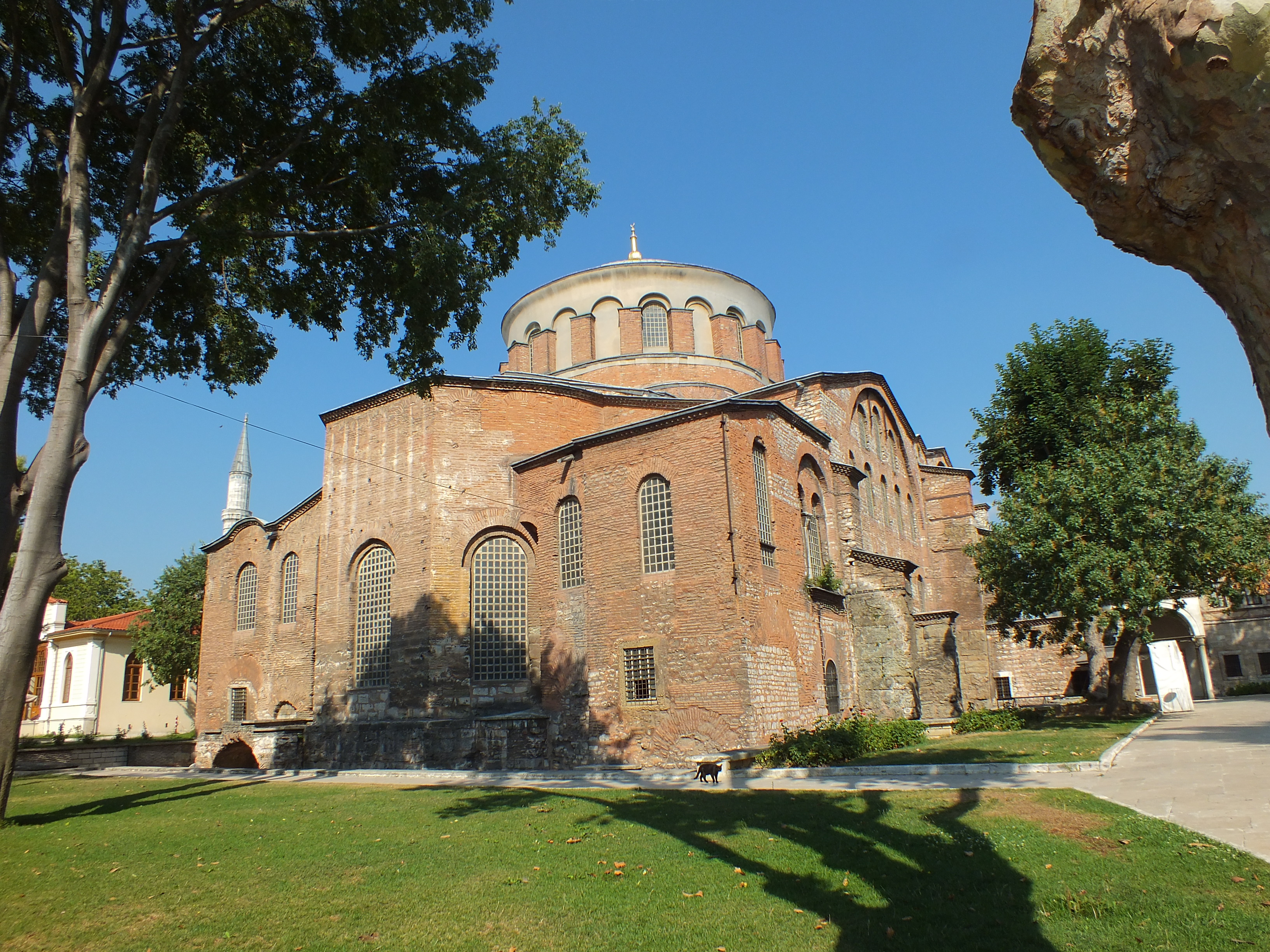
A Santa Irene, reconstruída após a revolta Nika

Em 527, Justiniano I, nascido na Macedônia, sobrinho de Justiniano I, o Velho, ascendeu ao trono imperial. Naquele tempo, as dimas — partidos de "esportistas" (ou "circenses" — tiveram um peso especial na capital, primeiramente emergindo durante as competições no Hipódromo, e depois gradualmente transformaram-se em organizações políticas de cidadãos, defendendo os interesses de diferentes classes sociais. O Hipódromo desempenhava um papel importante na vida política da cidade e do império, as pessoas usavam o Hipódromo como uma assembleia aonde elas poderiam expressar as suas insatisfações com as ações das autoridades. Havia quatro dimas principais em Constantinopla- Veneti ("azuis"), Prasins ("verdes"), Levki ("brancos") e Rusii ("vermelhis"), nomeados com as cores das roupas dos pilotos de bigas. Os mais influentes entre eles eram os Venetis e os Prasins, que haviam elegidos líderes — dimarcas e dimocratas, o erário público, imobiliárias e destacamentos armados da juventude da cidade que colocavam pressão na autoridade imperial. Os Venetis eram liderados por donos de grandes terras 3 senadores dentre os aristocratas (que favoreceram fortemente a posse de escravos, tinham grandes interesses na parte ocidental do império e tinham laços estreitos com o clero). As classes altas das dimas lutavam entre si por poder, renda e influência na corte imperial. O resto dos dimas frequentemente participavam de revoltas urbanas causadas pela carga tributária e opressão das autoridades, mas os líderes das dimas com o tempo conseguiram conter o descontentamento das multidões.
Em janeiro de 532, começaram os tumultos em Constantinopla, que ficaram para a história com o nome de revolta "Nika", isto é, "Vitória". Este nome foi escolhido pelos pobres urbanos que estavam insatisfeitos com a taxação de oficiais e a opressão religiosa do cristão zeloso Justiniano. No núcleo dos rebeldes estavam unidos Venetis e Prasins, junto com senadores insatisfeitos com o imperador. Em 11 de janeiro, competições equestres aconteciam no Hipódromo, como de costume, mas a situação nas arquibancadas estava prestes a explodir. Os líderes dos Prasins com raiva do chefe da guarda do palácio Calopódio, e então começou um diálogo entre os Prasins e Justiniano. Ao rugido da multidão que lotava o Hipódromo, os Prasins fizeram uma série de acusações contra os oficiais do imperador, e foram tão longe que atacaram abertamente o próprio Justiniano. Depois que os verdes deixaram de forma desafiadora o Hipódromo, Justiniano ordenou que fossem presos não apenas os líderes dos Prasins, mas também alguns dos líderes de seus eternos rivais, os Venetis.
No dia 13 de janeiro, Prasins e Venetis foram ao Hipódromo e pediram ao imperador que perdoasse os líderes das dimas, que tinham sido sentenciados à morte, e como não receberam resposta, eles revoltaram-se contra Justiniano em Constantinopla. Multidões de rebeldes libertaram prisioneiros de prisões, destruíram casas de nobres e arquivos onde eram mantidos as listas de impostos e documentos de dívidas, e atearam fogo em prédios do governo e templos cristãos. Em meio as chamas dos numerosos incêndios pereceram, o prédio do Senado, uma parte dos edifícios da Praça Augusteu, a maior parte dos edifícios da Rua Mesa até o Fórum de Constantino, as igrejas de Santa Sofia e de Santa Irene, as Termas de Zeuxipa e uma parte do Palácio Imperial. Justiniano fez concessões, removendo de sues postos um número de dignatários (incluindo João da Capadócia e Triboniano), mas quando os rebeldes demandaram a deposição do próprio imperador, ele enviou grupos de mercenários (godos e hérulas) contra eles. Batalhas nas ruas trouxeram sucesso aos rebeldes, e agé mesmo a tentativa do imperador de se reconciliar com as Dimas acabou com a multidão cobrindo Justiniano e Teodora com maldições e insultos. O imperador foi forçado a fugir do Hipódromo e preparavam-se para deixar Constantinopla, mas Teodora persuadiu ele a continuar a lutar em uma reunião do Conselho Imperial. De muitos modos, o destino de Justiniano foi decidido por seu leal comandante Naeses, que subornou alguns Venetis e trouxe alguns senadores influentes para o lado do imperador.

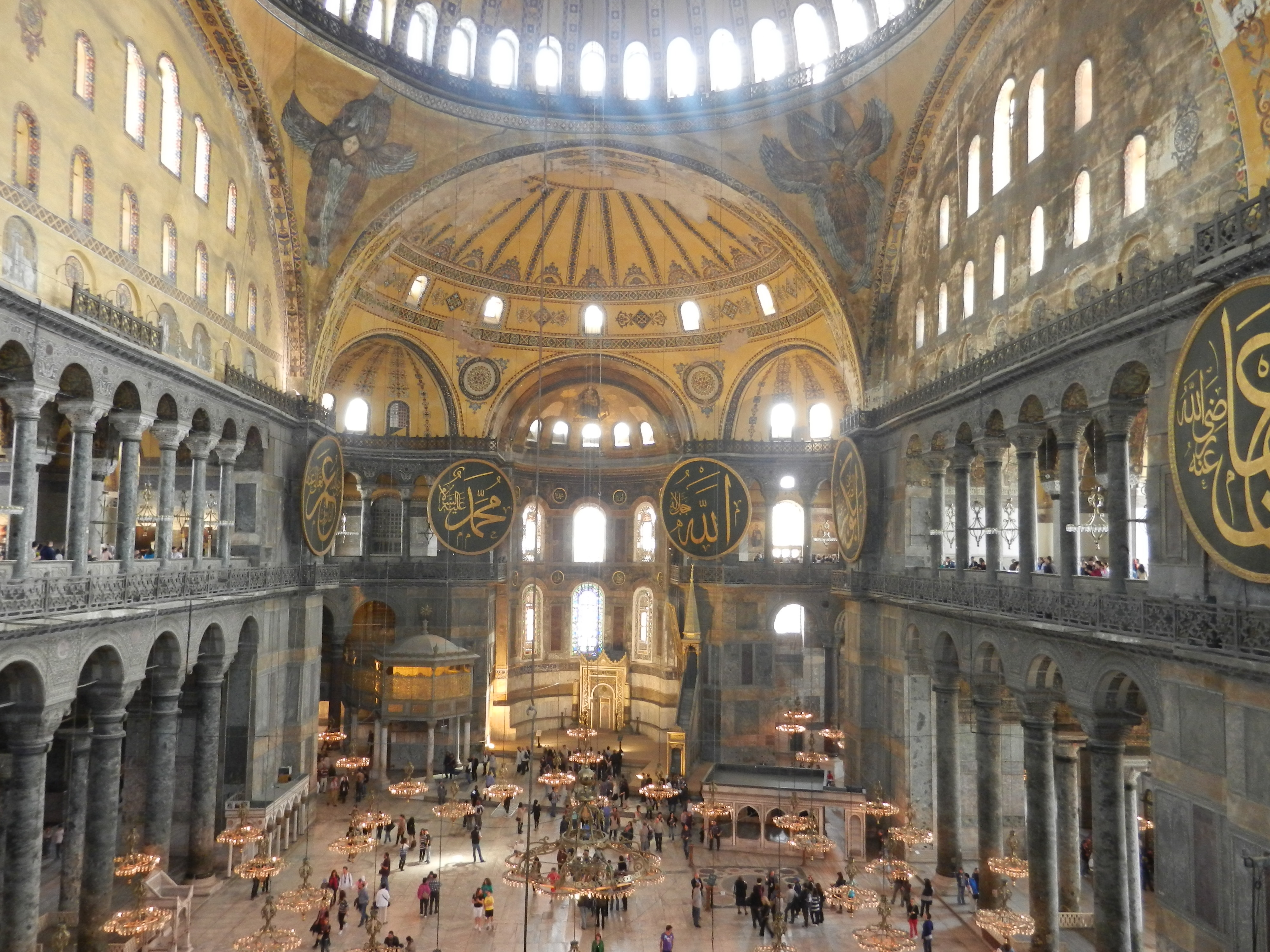
Interior da Catedral de Santa Sofia

No dia 18 de janeiro, grupos de mercenários armênios e hérulas sob o comando de Velisário, Munda, João, o Armênio e Naeses atacaram o Hipódromo de vários lados, pegando os rebeldes de surpresa. Durante o massacre sangrento cometido pelas tropas, cerca de 35 mil pessoas foram mortas. Depois que a rebelião foi esmagada, Justiniano proibiu o Hipódromo de fazer qualquer tipo de competição por um longo período de tempo de cinco anos. Temendo novas rebeliões, Justiniano ordenou que fosse construído no palácio em caso de cerco um armazém de pão, e depois — concluiu um reservatório de água, começado pelo imperador Constantino, o Grande, que foi nomeado de Cisterna da Basílica (antes, em 528, perto do Hipódromo, foi construída outra cisterna subterrânea — Filoxena).
Mas o projeto principal do imperador, aspirando imortalizar o nome e a glória de Constantinopla, começou a construção da nova Catedral de Santa Sofia, que em tamanho e magnificência ultrapassava tudo o que havia sido construído na capital antes. Existem lendas que dizem que Justiniano pediu pessoalmente aos donos de algumas terras para cedê-las para a futura catedral, que o projeto da catedral foi mostrado ao imperador em sonho por um anjo e que algumas disputas entre Justiniano e os arquitetos foram resolvidas por intervenções de forças celestiais. A colocação da pedra fundamental começou na manhã de 23 de fevereiro de 532, o quarto dia após o grande incêndio que devastata a igreja anterior. Para a construção do templo em Constantinopla foram convidados os arquitetos Anfímio e Isidoro de Mileto, a construção empregou cerca de 10 mil artesãos e trabalhadores. Justiniano observou pessoalmente o progresso do trabalho quase todos os dias, indo para as obras pela tarde. Em 534, um novo código foi promulgado por Justiniano, que regulava todos os aspectos da vida da sociedade bizantina.
A construção da catedral durou cerca de seis anos e consumiu com enormes fundos, equivalentes a quase toda a receita do Império Bizantino. Por exemplo, a renda anual de uma província rica como o Egito era gasta apenas no ambão e nos coros. Materiais de construção caros (mármore, granito e porfório) eram trazidos à Constantinopla de todos os cantos do império, assim como fragmentos sobreviventes de antigas construções — colunas de mármore de Roma, Atenas e Éfeso, mármore branco como a neve de Proconesso, mármore verde-claro de Caristo, mármore vermelho-claro de Iasos, mármore rosa com veias da Frígia. Em certo ponto, Justiniano queria cobrir a catedral com azulejos de ouro, mas logo desistiu desta ideia extravagante. Quando o imperador entrou no templo no dia de sua consagração (27 de dezembro de 537), ele exclamou: "Louvado seja o Altíssimo que me escolheu para realizar este grande feito! Eu ultrapassei-te, Salomão!". As celebrações da consagração da catedral duraram 15 dias, e moedas e pão foram distribuídos nas ruas em nome de Justiniano. Durante o reinado de Justiniano, as igrejas de Santa Irene (536) e a dos Santos Apóstolos (549) foram reconstruídas, assim como as igrejas de São Polieucto (527), e o único aqueduto que trazia água do rio Kidaris para Constantinopla (seus arcos de quatro andares com 36 metros de altura foram elevados para um fluxo de água de 140 metros de largura. Uma coluna foi eregida perto da Catedral de Santa Sofia, coroada por uma estátua equestre de bronze de Justiniano.

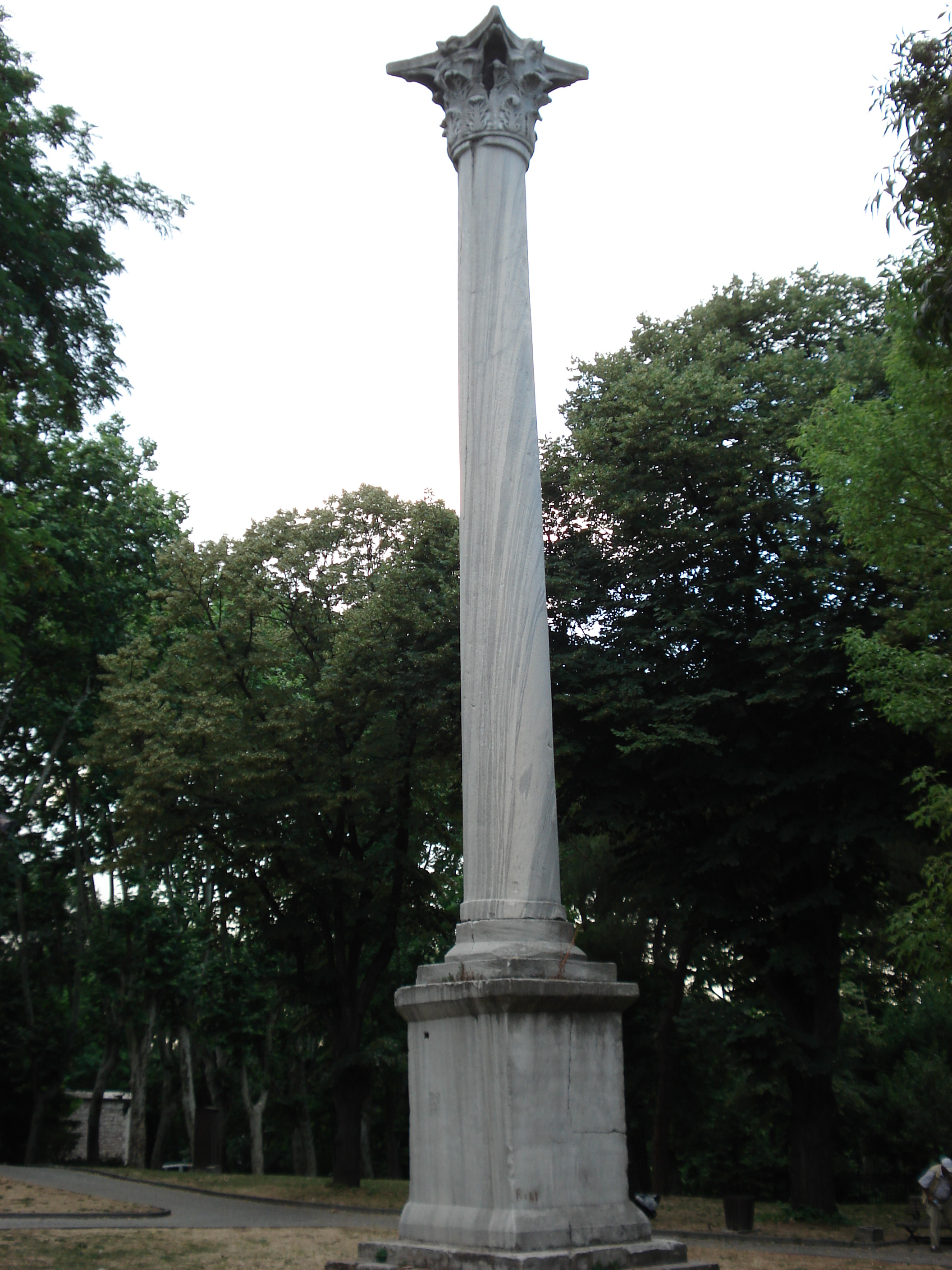
A Coluna do Godos de granito, na antiguidade, adornada com a estátua do lendário Bizante

Na primeira metade do século VI, o setor artesanal do Constantinopla incluía oficinas do Estado para a produção de tecidos de linho, lã e seda, oficinas de costura e tintura, oficina para a produção de bens de luxo (especialmente joias) e armas, instalações de cunhagem, padarias que usavam grãos egípcios, estaleiros, remeiros e oficinas de vendedores de peixe. Alguns negócios eram proibidos para indivíduos privados e estavam sujeitos a monopólios imperiais. Não era fácil se tornar um membro das corporações do Estado (oficinas); além da idade certa e habilidades, era necessário vir da família de um membro da corporação. Também havia milhares de oficinas de artesão livres na cidade, unidos em suas corporações de comércio e artesanato (quase 1,7 mil oficinas e lojas eram isentas de impostos do Estado, em troca elas financiavam as necessidades de Santa Sofia e forneciam proteção contra incêndios em Constantinopla). Empresas privadas eram de ferreiros, tecelões, oleiros, curtidores, sapateiros, peleteiros, joalheiros, fabricantes de facas, fabricantes de ferramentas agrícolas, fabricantes de velas e fabricantes de sabão, assim como de artéis de pedreiros, carpinteiros, pintores, escavadores, cortadores de pedra e jardineiros. A maioria das oficinas e lojas de mesmo perfil formavam bairros especializados, como os argiropratas na Mesa. Uma parte considerável dos trabalhadores de Constantinopla estava empregada na manutenção das proastia — latifúndios, que eram de propriedade do imperador, de aristocratas, de mosteiros e igrejas, com extensiva agricultura auxiliar.
Durante o reinado de Justiniano fez-se necessário restaurar as relações comerciais com as pessoas da região do Mar Negro, o que transformou Constantinopla em um centro importante de trânsito comercial. Bizâncio tinha atingido domínio ilimitado nos estreitos e bacias do Mar Negro, o que permitiu que Justiniano coletasse altas taxas aduaneiros de todos os navios de passagem na capital. O comércio estava sob constante controle dos oficiais imperiais que cuidadosamente inspecionavam navios e caravanas terrestres, determinando a quantidade de impostos, estabelecendo o tempo de estadia de comerciantes visitantes em Constantinopla, e controlando a disponibilidade de bens em posse de seus departamentos. Para aumentar o fluxo comercial da capital, as autoridades bizantinas proibiram o trânsito de determinado número de bens nos estreitos (incluindo grãos, vinho, óleo de oliva e alguns tipos de seda), forçando comerciantes estrangeiros a fazer as suas compras em Constantinopla. Essas restrições, por um lado, contribuiu para a prosperidade das companhias comerciais da capital e, por outro, estimulou a formação de bairros de comerciantes estrangeiros na cidade. Navios do Egito, Palestina, Crimeia, Itália e Espanha atracavam nos portos de Constantinopla e caravanas da Mesopotâmia, Pérsia, Arábia, Cáucaso e Índia chegavam na cidade.
O comércio rentável estava concentrado em lojas e arcadas ao longo da mesa (de Milião até o Fórum de Constantino). Havia mercados especiais para bens importados (no Porto de Juliano) e um mercado de gado no Porto de Hierão, no lado asiático do Bósforo, onde Justiniano ordenou a construção de uma alfândega permanente. Os comerciantes do imperador e outras pessoas influentes, assim como comerciantes-atacadistas e vários intermediários, compravam bens aqui e transportavam-os para Constantinopla de navio. Havia muitas lojas na cidade onde eles negociavam tecidos caros e roupas prontas, joias e pedras preciosas, cera, velas, sabonete e incenso, vinho, óleo de oliva, especiarias e condimentos, carne, peixes, vegetais e frutas. Ao lado dos comerciantes havia vários oficiais que oficializavam transações, cambistas e agiotas que emprestavam dinheiro a juros, pagavam fiança, avaliavam propriedades, agiam como intermediários em transações ou como fiadores em pagamentos de dívidas, emprestavam dinheiro a juros ou a fiança, vendiam propriedades em leilões (incluindo propriedades confiscadas, mortos sem testamentos ou pessoas arruinadas) e até mesmo avaliavam moedas. Senadores, outros aristocratas ou seus representantes tomavam parte ativa nestas negociações financeiras.
No final do reinado do imperador Justiniano, o Império Bizantino abrangia a maior parte do Norte da África e Itália, partes da Espanha e da Armênia, Dalmácia e os territórios já dominados pelo Império Bizantino. Controlando áreas ricas como os Bálcãs, Ásia Menor, as Ilhas Egeias, Síria, Palestina e Egito, Bizâncio desempenhava um papel primordial nas relações internacionais do início da Idade Média, e Constantinopla era o centro pelo qual se coletavam impostos e espólios militares destes vastos domínios. Na capital estavam assentados eslavos e trácios, árabes e judeus, armênios e coptas, godos e outros bárbaros, nativos da Itália e Espanha, a maior parte deles passaram a falar grego, aceitaram a Ortodoxia e rapidamente adotaram as tradições bizantinas. Justiniano estabeleceu poder ilimitado aos imperadores, garantiu privilégios significativos à Igreja e garantiu diretos de propriedade privada; foi sob seu reinado que a transição entre as tradições romanas para as bizantinas de estilo de governo foram adotadas. O período de prosperidade foi interrompido pela chamada "Praga de Justiniano", de 541 a 542, trazida à Constantinopla por navios de grãos egípcios (segundo várias estimativas, a praga matou de 5 a 10 mil cidadãos por dia, dizimando 40 a 50% da população da capital). Em 553, por iniciativa de Justiniano, foi feito o Segundo Concílio de Constantinopla, que condenou novamente o nestorianismus como heresia. Em 557 e 559, Constantinopla sofreu fortes terremotos e muitos dos edifícios da cidade, incluindo a Catedral de Santa Sofia e o mosteiro de São Miguel com a antiga igreja de Cora (a igreja de Cristo Salvador "na vila" ou "nos campos") sofreram danos significativos.

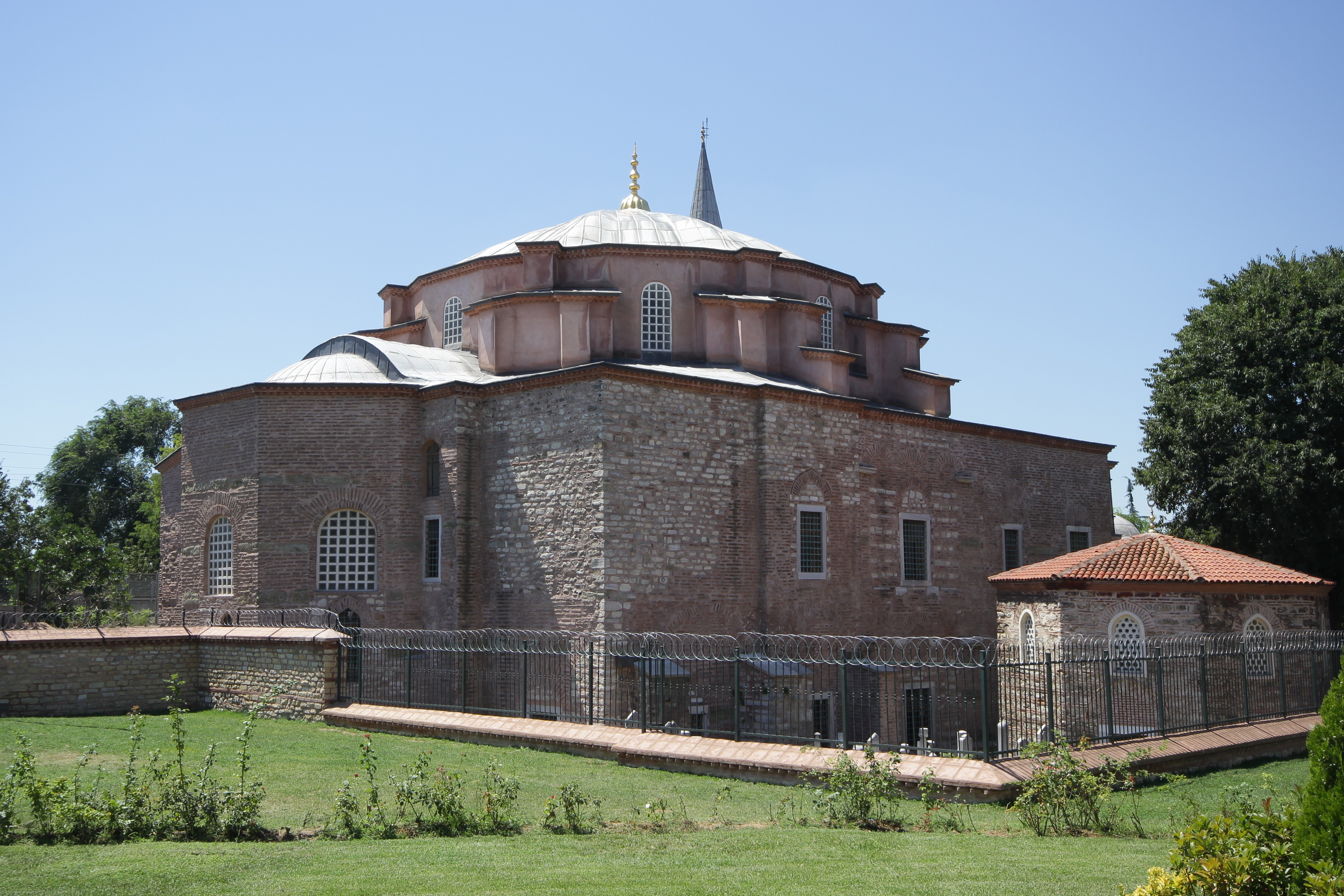
Pequena Santa Sofia

No século VI, os filósofos Estêvão de Bizâncio e João Filopono, o teólogo João de Éfeso e os arquitetos matemáticos Anfímio de Tralo e Isidoro de Mileto viveram e trabalharam em Constantinopla, que emergiu como um centro cultural e científico durante o reinado da dinastia justiniana. Os historiadores Procópio de Cesareia, Acácio de Constantinopla (que também era um famoso poeta), João Malalas, Hesíquio de Mileto, Pedro, o Patrício, Menandro Protetor e João Lídio, o geógrafo Cosme Indicopleustes e o poeta Paulo Silenciário viveram e trabalharam em Constantinopla. No final do século VI e início do século VII, rebeliões de escravos, semi-independentes e camponeses arruinados, tribos e seguidores de heresias, soldados e líderes militares de várias patentes, frequentemente apoiavam os pobres urbanos de Constantinopla, com rebeliões surgindo em várias áreas do Império Bizantino (na capital, onde sérios discursos ocorreram em 588, 601 e 603, a situação estava complicada pela atividade tradicional das dimas). O imperador Maurício, levando em conta as experiências de seu antecessor, Justiniano, aplacou os líderes das dimas confiando a eles destacamentos armados de Prasins e Venetis, de cerca de 2.500 homens, para guardar as muralhas da cidade. Entretanto, devido a falta de grãos, o agitação começou de novo e a multidão atacou o imperador durante uma procissão. Debaixo de chuvas de pedras, Maurício com seu filho e sua família foram forçados a recuar para as muralhas do palácio de Blaquerna, e os membros das dimas deixaram seus postos na muralha e se juntaram a multidão. Quando, em 602, um destacamento do exército bizantino acampado no Danúbio marchou rumo à capital, com plebeus e escravos rebeldes ajudando eles a capturarem Constantinopla. Maurício fugiu em um pequeno navio, mas logo foi pego e executado em Calcedônia (mas primeiro todos os seus filhos foram decapitados diante de seus olhos).
Um dos líderes militares que se rebelaram contra Maurício — Centurião Focas — foi entronizado, contra o qual a influência da nobreza dona de escravo, a aristocracia senatorial, grandes donos de terra, partes dos oficiais da capital e das províncias resultou em uma guerra civil entre apoiadores e opositores do novo imperador. Em 603 as animosidades da capital terminaram em um grande incêndio que queimou muitos edifícios da parte central de Constantinopla. Em 607 e 609 autoridades suprimiram brutalmente manifestações contra Focas, que decapitou e afogou muitos rebeldes, mas as repressões pioraram ainda mais a posição do usurpador. Além disso, os persas sob o comando de Cosroes II facilmente dominaram e desmoralizar o exército bizantino, tomando a Ásia Menor e atingindo Calcedônia.
Durante o reinado do imperador Justiniano, uma influente diáspora armênia começou a emergir em Constantinopla, que mais tarde desempenhou um papel protagonista na vida do Império Bizantino. Na corte imperial, os armênios serviam como comandantes e conselheiros, diplomatas e tesoureiros. Em 571, depois de uma revolta fracassada contra os persas, muitos representantes da nobreza armênia fugiram para Constantinopla, incluindo o príncipe Vardames Mamicônio, o Católico de Todos os Armênios e vários bispos. Ao mesmo tempo, o primeiro imperador de origem armênia, Maurício, ascendeu ao trono bizantino. Entretanto, nem todos os armênios estavam no Império Bizantino Ocidental por livre e espontânea vontade. Tibério II e Maurício deportaram forçadamente a população da Armênia para a Trácia, que gerou uma migração de armênios das regiões ocidentais do império para a capital.

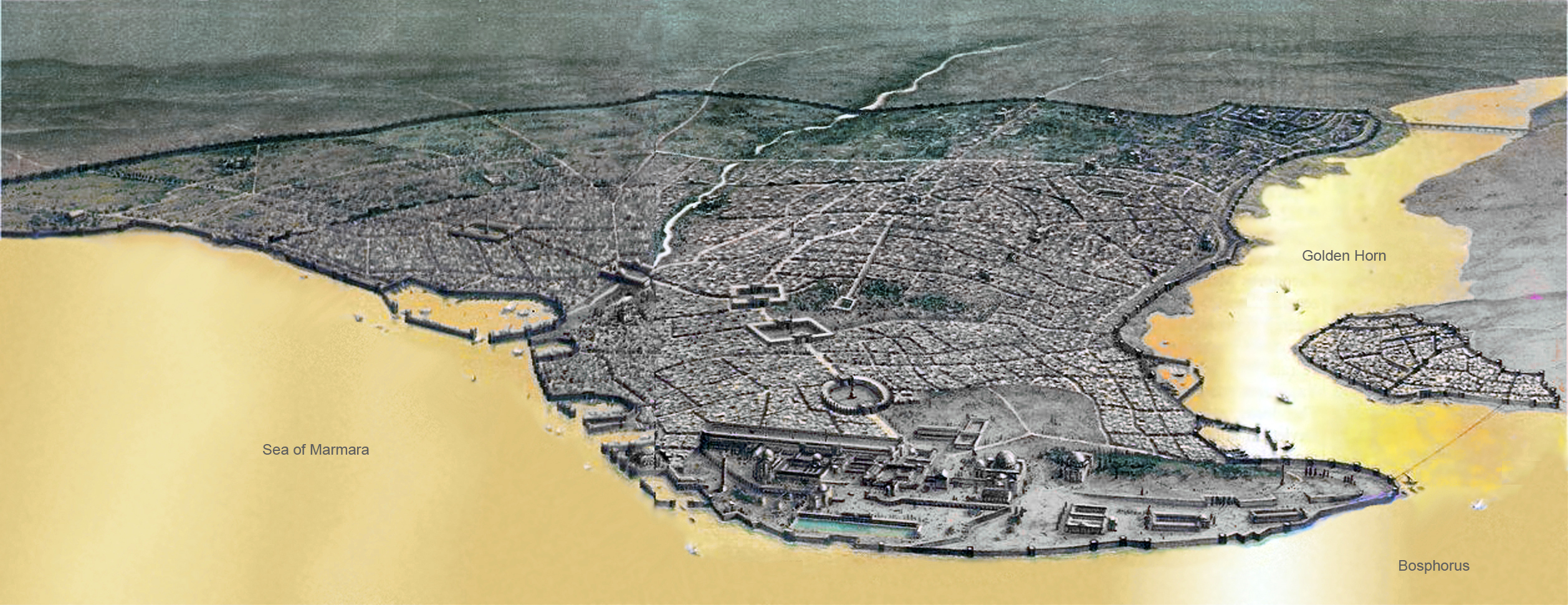
Visão aérea da Constantinopla bizantina (reconstrução)

Desde os tempos da fundação de Constantinopla, pousadas e abrigos para peregrinos acomodaram tanto visitantes de Constantinopla quanto peregrinos que saíam da Europa e iam em direção à Jerusalém (existiam pousadas comerciais, como as pandohayons e as mitates, e instituições de caridade como as xenodoquias que abrigavam os pobres). Durante os reinados de Justiniano e de seus sucessores, as xenodoquias começaram a transformar-se em instituições médicas que forneciam cuidados médicos aos pobres. Muitas xenodoquias possuíam lotes de terra (proastia) com oficinas, jardins e pomares tanto na cidade tanto como nos subúrbios, que eram alugados a longo prazo (enfiteuse), e as suas receitas eram usadas para manter os edifícios e pagar os médicos. Depois, com o apoio financeiro dos imperador, cidadãos abastados e mosteiros, as xenodoquias como asilos com foco médico tornaram-se um fenômeno que se espalhou em Constantinopla. No lado asiático do Bósforo havia um leprosário argirônio sob a jurisdição da Igreja. Havia muitos médicos na cidade, tanto médicos que recebiam salário do Estado (um grupo privilegiado de médicos da corte destacou-se entre eles) e também aqueles que trabalhavam por conta própria e viviam com o dinheiro que recebiam de seus pacientes.

## Heráclio e seus sucessores
A guerra civil acabou com a ascensão de Heráclio I, cujas tropas entraram em Constantinopla em 3 de outubro de 610. Focas e seus comparsas foram executados e seus corpos foram expostos no Fórum do Touro. Heráclio era protegido da nobreza feudal, já que ele tinha um acordo com a antiga aristocracia dona de escravos, mas a posição de Bizâncio no cenário internacional não era tão bonita: do Oriente o império era ameaçado pelos Sassanidas, do Ocidente pelo Caganato de Ávar. Em 617, exércitos persas chegaram à Calcedônia e ameaçaram Constantinopla depois de terem feitos saques em terras bizantinas na Ásia Menor, chegando nas margens do Bósforo. Em 619, as tropas sassânidas conquistaram o Egito e cortaram o fornecimento de grãos para Constantinopla, o que forçou o imperador a distribuir pão gratuitamente pela primeira vez na história. Em 620, Heráclio conseguiu fazer um tratado de paz com os ávares da Panônia, concordando em pagar um grande tributo para o seu formidável vizinho e começou uma série de campanhas bem-sucessidas com os persas. Esperando o momento quando as tropas do imperador estivessem em uma outra campanha no oriente, o exército persa sob o comando de Shahrbaraz capturaram a Calcedônia no inverno de 625 e devastaram áreas circuncidantes ao longo da costa asiática do Bósforo.
No verão de 626 do oeste de Constantinopla saíram 300 mil homens dos ávaros da Panônia, aonde havia entre eles muitos destacamentos das tribos eslavas conquistadas. As tropas do cã tomaram as Muralhas de Anastácio e permaneceram nas Muralhas de Teodósio. Eles eram combatidos por uma guarnição fortíssima sob o comando do regente indicado por Heráclio — o patriarca Sérgio e o patriarca Vona, assim como uma impressionante frota, que tinha tamanha superioridade que nem ávaros nem persas tinham forças navais para combatê-la os navios bizantinos facilmente lidaram domos pequenos navios eslavos e impediam o contato entre os ávaros e os assentados persas na costa asiática do Bósforo. Após os bizantinos terem se negado a dar todos os tesouros de Constantinopla aos ávaros, Hagan começou em junho de 626 um cerco as muralhas da cidade, usando pesadas torres de cerco. Os ávaros construiu 12 grandes torres de cerco e os bizantinos responderam com "fogo grego", que destruiu todo o equipamento de cerco dos inimigos.

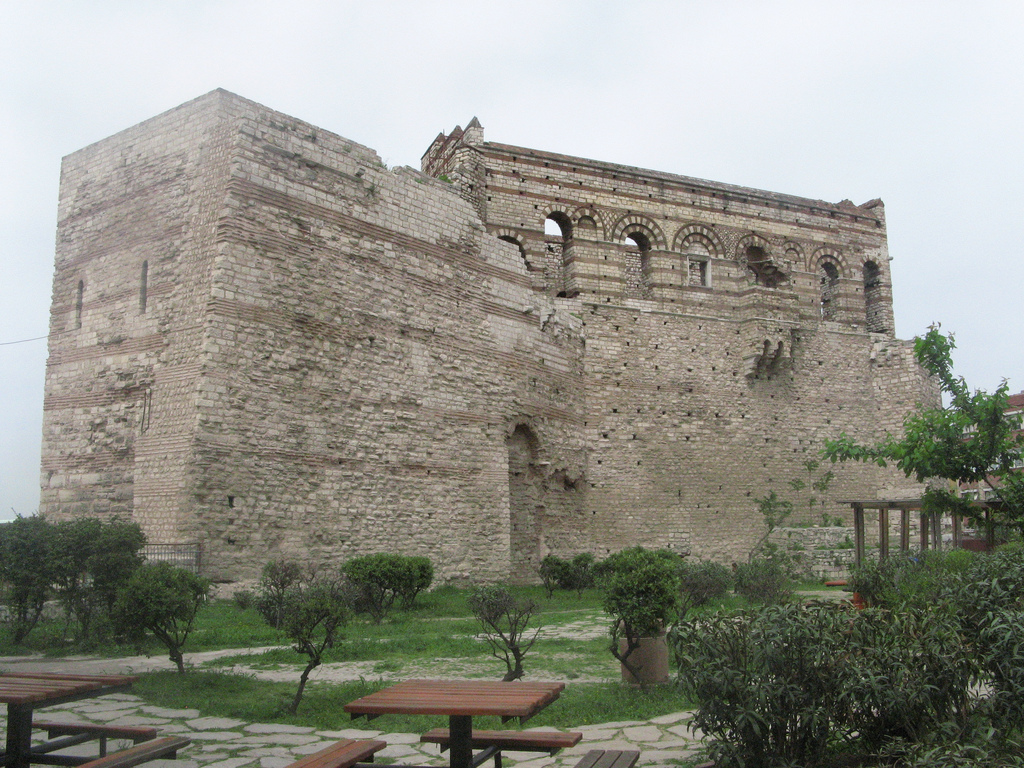
A muralha no Palácio de Blaquerna

Depois de uma série de fracassos em terra e em mar, o cã enviou parte de suas tropas e navios eslavos remanescentes desembarcaram na boca da rasa baía do Corno de Ouro, mas eles não conseguiram derrotar os poderosos navios bizantinos. Mas os defensores da cidade rapidamente e secretamente fortaleceram essa parte da defesa e posicionaram a sua frota ao longo da costa do Corno de Ouro, levando as frotas dos ávaros a uma emboscada. Na noite de 4 de agosto, as tropas do Caganato sofreram outra derrota, durante a qual muitos aliados dos ávaros deixaram o campo de batalha. O cã foi forçado a abandonar o cerco e retirar-se das Muralhas de Constantinopla , destruindo os bairros próximos da capital. Depois destes eventos, as complexas fortificações de defesa da área noroeste da cidade, na área do subúrbio de Blaquerna, que foi defendido pela chamada Muralha de Heráclio, que completou a linha das Muralhas de Teodósio (a muralha era cerca de quatro metros mais grossa e fortificada com 20 grandes torres).
Na primavera de 628, o imperador Heráclio entrou em Constantinopla pela Porta Dourada vitorioso, trazendo com eles muitos troféus de uma campanha vitoriosa contra os persas, incluindo a Vera Cruz, outras relíquias cristãs, ouro saqueado de palácios do xá, e centenas de estandartes bizantinos anteriormente perdidos em batalhas. Em 641, após a morte de Heráclio, seu filho mais velho de seu primeiro casamento, Constantino III Heráclio, ascendeu ao trono, mas morreu alguns meses depois. Como resultado de um golpe no palácio organizado pelo comandante Valentino, tropas capturaram Calcedônia e forçaram o filho mais novo de Heráclio, Constantino III e seu coimperador Heraclonas, ao exílio, colocando o filho mais novo de Constantino, Constante II, no trono (ele mudou a sua residência de Constantinopla para Siracusa, onde foi morto por um servo em 668).
No início do segundo terço do século VII, Bizâncio começou uma série de guerras contra o Califado Árabe, perdendo a Síria, Palestina, Egito, Alta Mesopotâmia, Cicília e possessões no Norte da África. Isso atingiu fortemente a economia de Constantinopla, especialmente desde que o comércio da capital com a Índia e a China passava por essas terras. Os árabes faziam ataques regulares nas possessões do império na Ásia Menor, e sua frota começou a ameaçar o domínio bizantino na bacia do Mar Egeu. Em 670, a frota árabe capturou a cidade de Cízico, e de 674 para a frente, navios árabes apareciam nas muralhas de Constantinopla a cada cinco anos. Além disso, no Ocidente, a maioria das possessões bizantinas na Itália foram tomadas por tribos germânicas, e os bálcãs foram assentados ali pelas tribos eslavas. De novembro de 680 a setembro de 681, por iniciativa do imperador Constantino IV, o Terceiro Concílio de Constantinopla foi realizado na capital, e confirmou a condenação do monotelismo como heresia. A situação do império complicou-se no final do século VII e no início do século VIII pelo início de um período de anarquia política, causado por uma luta feroz pelo trono imperial entre diferentes grupos da nobreza feudal. Durante o reinado de Justiniano II, a segunda fase do complexo do palácio imperial foi construído, mas após ser derrubado em 695, um novo período de instabilidade começou. Por mais de duas décadas, seis imperadores sucederam ao trono, o último deles, Teodósio III, permaneceu no poder por menos de dois anos.

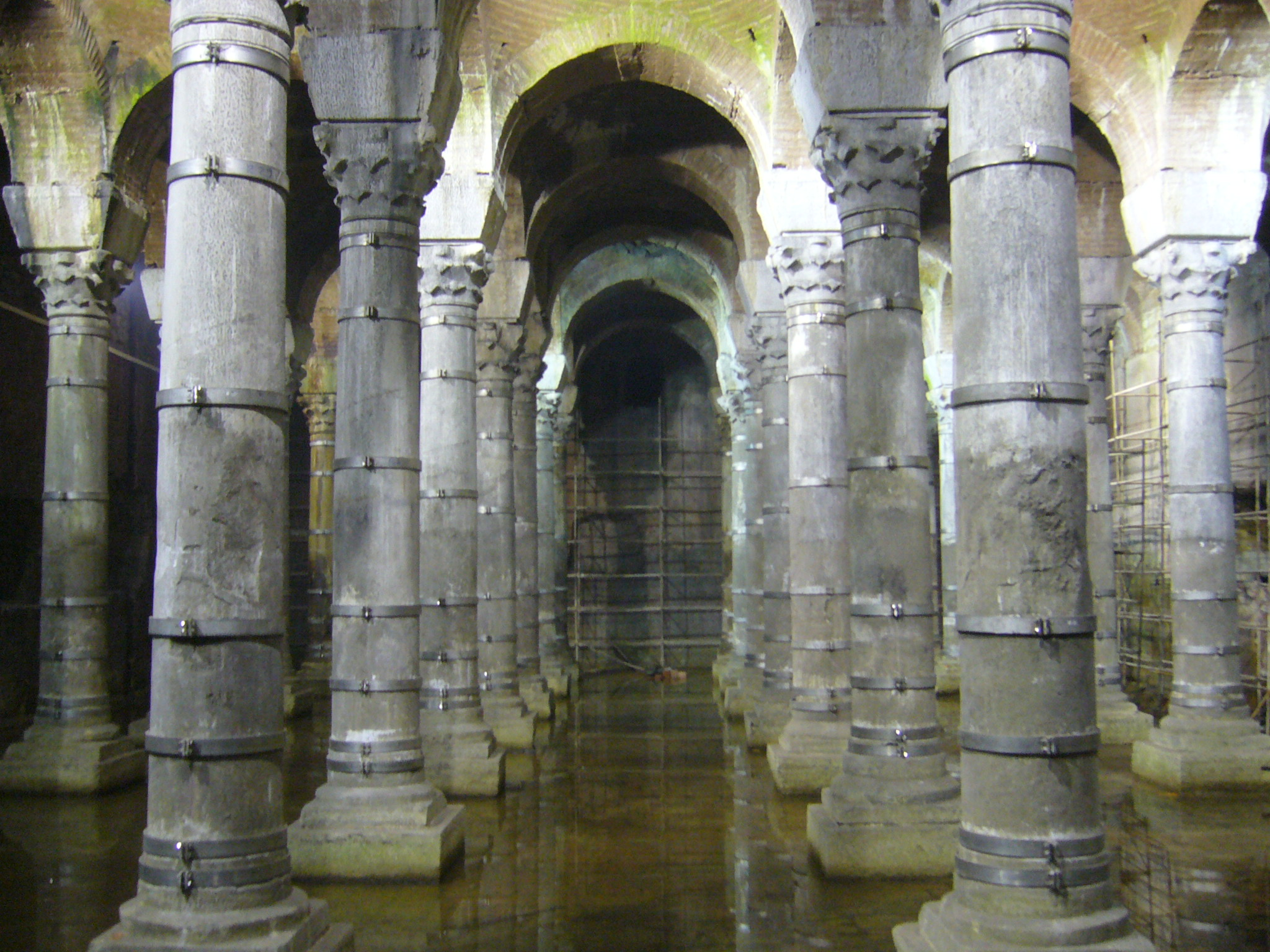
Cisterna de Teodósio
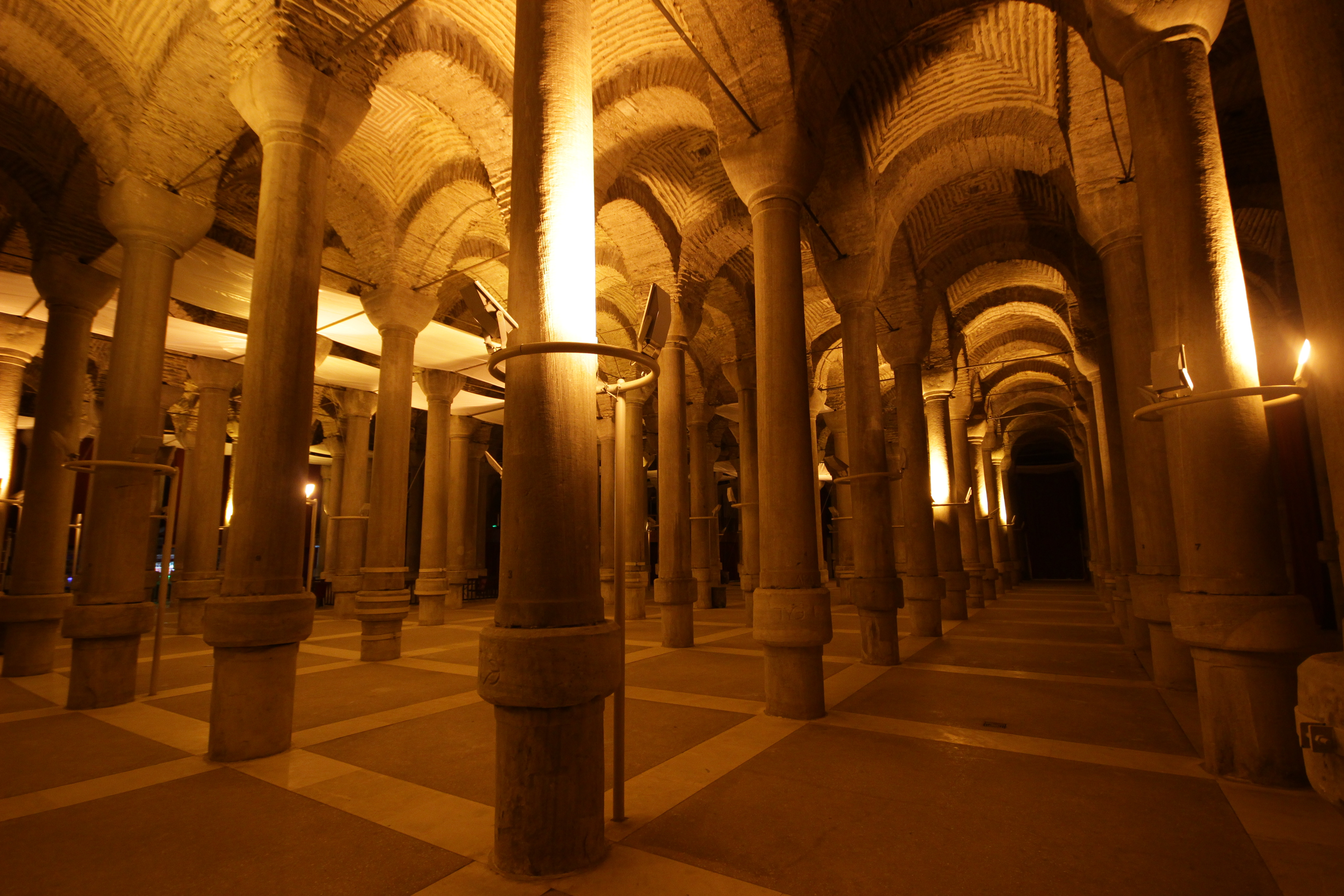
Cisterna de Filoxeno
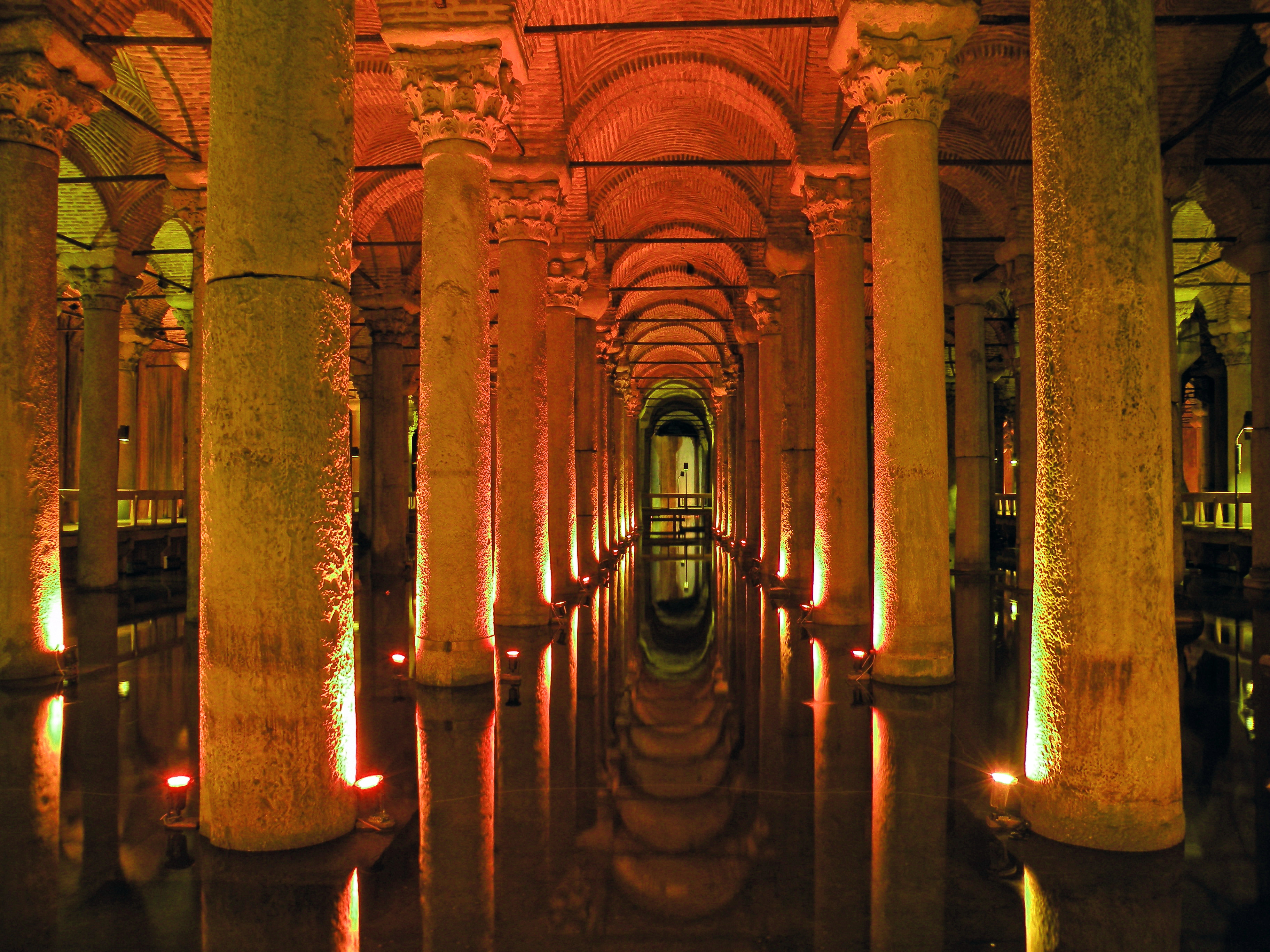
Cisterna da Basílica
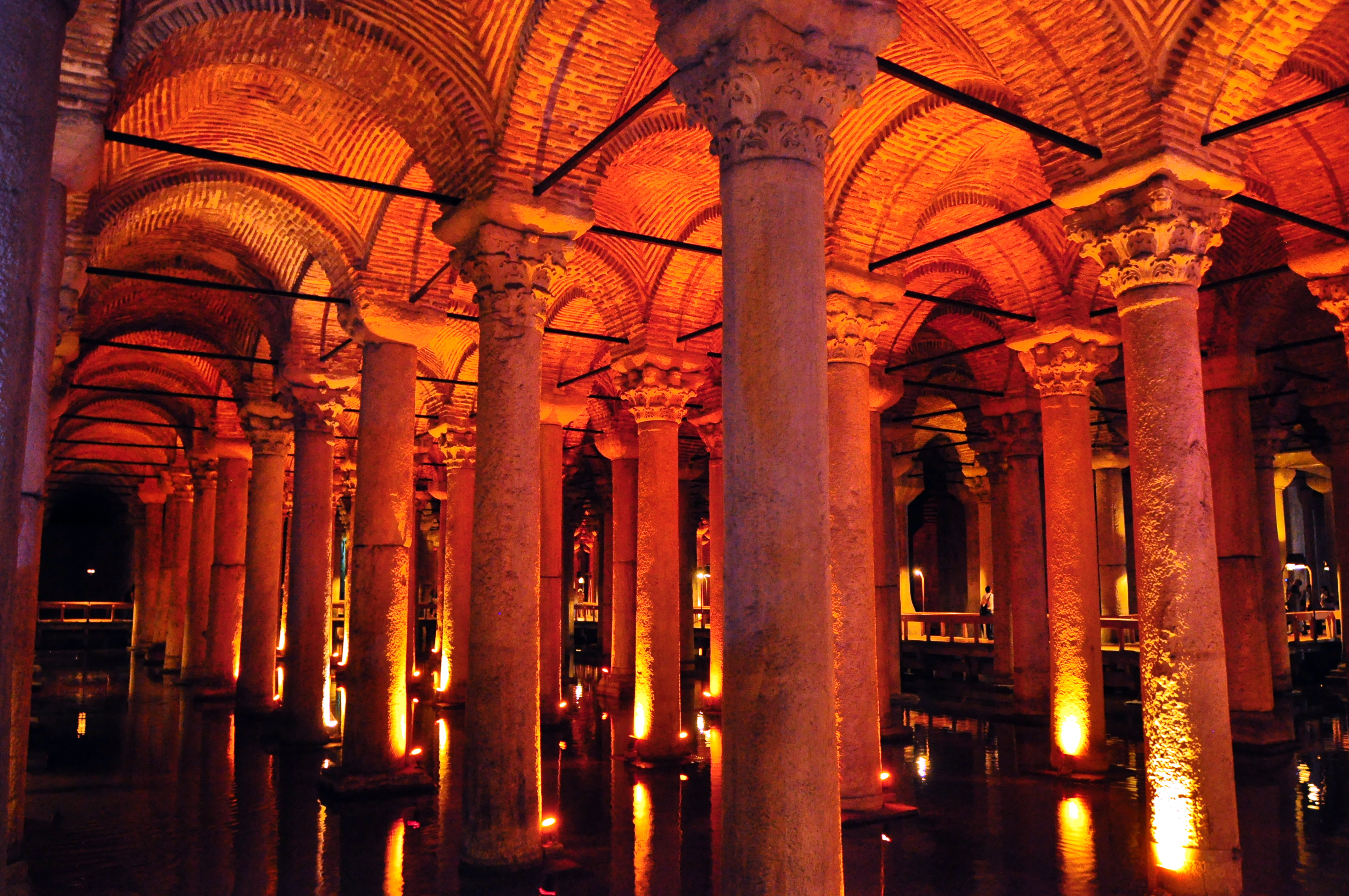
Cisterna da Basílica

Em 695, o comandante Leôncio iniciou uma rebelião em Constantinopla, prendendo Justiniano, ordenando que seu nariz e língua fossem cortados e Leôncio tomou o trono. Em 698, a marinha bizantina foi forçada a deixar Cartago debaixo de bombardeios árabes, e seus comandantes, com medo da fúria do imperador, cercaram a capital, derrubando Leôncio (que também teve seu nariz e língua cortados e foi aprisionado em um mosteiro), e colocou o líder militar Tibério III no trono. Em 705, Justiniano II, que fugiu do exílio, recuperou o poder com a ajuda do cã búlgaro Tervel e ordenou que decapitassem Leôncio e Tibério em um dos mercados de Constantinopla. Em 711, Constantinopla foi novamente tomada por rebeldes, e proclamaram imperador o armênio Filípico. Em 713, depois de uma confraternização, Filípico foi cegado, e seu secretário Anastácio II ascendeu ao trono. No verão de 715, batalhas ferozes romperam sob as Muralhas da sitiada Constantinopla. Anastácio abdicou do trono e tonsurou-se monge, e Teodósio III tornou-se novo imperador (de acordo com uma versão — filho de Tibério III).
Os eventos militares do século VII acostumaram os habitantes de Constantinopla a estarem preparados para cercos frequentes. Os habitantes de Constantinopla mantinham as muralhas da cidade em boas condições, garantiam que os celeiros estivessem cheios de grãos e as cisternas cheias de água doce. A "defesa espiritual" da cidade também era importante. A lenda homérica sobre o cerco de Tróia e a esperança da proteção da Virgem Maria, popular entre os habitantes da cidade, aumentavam a confiança de invulnerabilidade (durante ameaças externas as Muralhas de Constantinopla, ícones da Virgem Maria, bandeiras com sua imagem, cruzes de mármore e placas com orações escritas, procissões religiosas, recitando orações e carregando várias relíquias da Virgem Maria marchando ao longo dos bastiões). No século VII, o historiador Teofilato Simocata, o teólogo Maxímio, o Confessor e o poeta Jorge de Pisídia viveram e trabalharam em Constantinopla.

## Dinastia isaura
Na primavera de 717, o trono foi tomado por Leão III, o Isauro, um estratego de origem armênia que fundou a dinastia isaura, e em agosto daquele mesmo ano Constantinopla foi sitiada por um grande exército árabe sob o comando de Maslama ibne Abedal Maleque. Os sitiadores cavaram uma trincheira nas Muralhas de Teodósio, construíram muros de pedra para fortificar as suas posições, e instalaram suas grandes máquinas de cerco contra as torres de Constantinopla. Enquanto isso, a frota árabe, que tinha cerca de 1,8 mil navios, entrou no Bósforo para bloquear o acesso da capital ao mar, mas desta vez os bizantinos com ajuda do "fogo grego" queimou muitos navios inimigos. Com o começo de um inverno rigoroso, uma grande fome começou nos campos sitiados, e o novo esquadrão que chegou na primavera de 718 foi novamente derrotada. Além disso, os destacamentos búlgaros do cã Tervel, aliado de Leão III, começou a atacar os árabes, forçando-os a cavar outra trincheira. Finalmente, em 15 de agosto de 718, os árabes foram forçados a acabar com o sítio e a recuarem. Foi durante esse sítio que os bizantinos usaram uma corrente de barreira (elos de ferro fundido mantidos flutuando por boias de madeira).

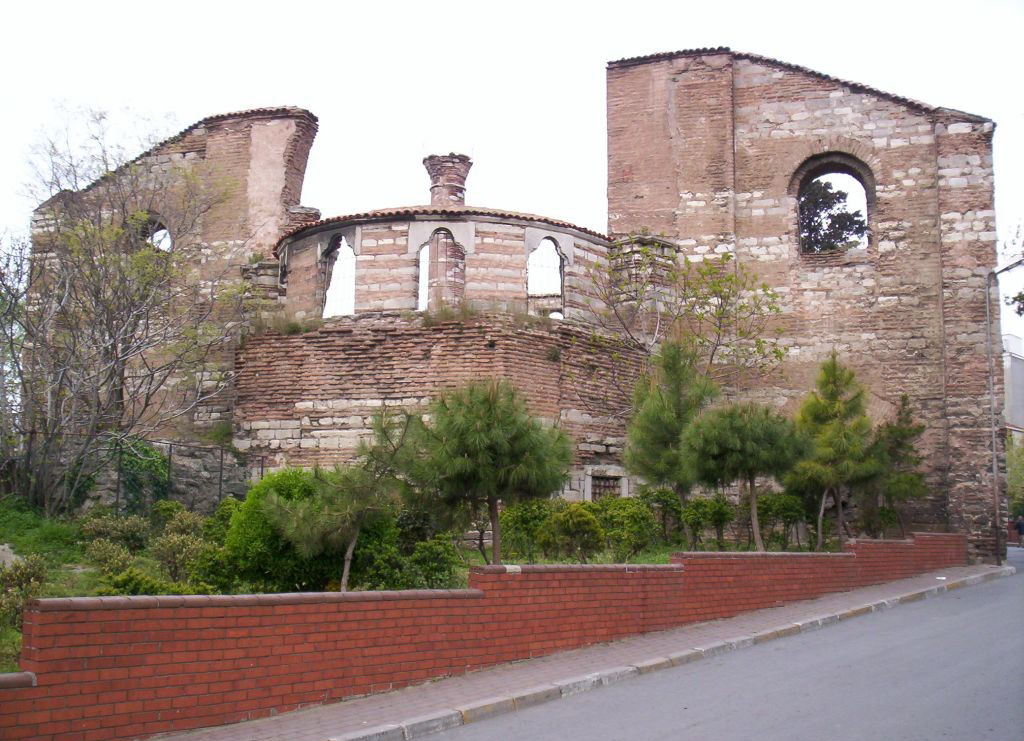
Mosteiro de Estúdio, a principal fortaleza dos iconoclastas

Em 723, o imperador publicou um decreto requerendo que todos os judeus Bizantina fossem batizados de acordo com o ritual grego. Depois de exaustivas guerras com os persas, ávaros e ávaros, e também uma série de epidemias, a população de Constantinopla diminuiu consideravelmente. A capital estava desesperadamente precisando de água doce (o aqueduto de Valente, destuído pelos ávaros durante o cerco de 626, foi reconstruído apenas um século e meio depois?, e havia apenas um pequeno estoque de pão por causa da interrupção da importação de grãos egípcios (o déficit foi parcialmente aliviado por campos plantados nos subúrbios de Constantinopla). Mas se na escala mundial política a importância de Constantinopla diminuiu desde o tempo de Justiniano I, a escala do Império Bizantino, após as conquistas de Alexandria e Antioquia pelos árabes aumentou. Constantinopla tornou-se uma cidade como nenhuma outra no império, e sua importância como principal centro comercial, financeiro e cultural cresceu ainda mais (os próprios bizantinos chamavam a sua capital de "rainha das cidades" e de "olho do universo")..
Os centros principais de cultura eram as numerosas escolas privadas dirigidas por eminentes estudiosos. Medicina, matemática, astronomia, química, filosofia e jurisprudência eram desenvolvidas em Constantinopla, e a cidade tornou-se um centro influente de teologia. Em 726, Leão III publicou um édito contra a veneração de ícones, começando, então, o movimento iconoclasta. Por um longo o movimento moldou a vida política de Constantinopla e dividiu os habitantes da capital em dois campos — iconoclastas e veneradores de ícones. O imperador, os militares e a nobreza feudal procuravam limitar a influência da Igreja e ganhar dos mosteiros vastas possessões de terra, habilmente manipulando a opinião de grupos descontentes. Um dos pontos mais críticos dessa luta foi a atuação da maioria do clero do império, liderado pelo patriarca de Constantinopla Germano I, contra a política iconoclasta do imperador. O conflito acabou em 729 com a destituição da dignidade patriarcal de Germano e a sua substituição pelo protegido dos iconoclastas — Anastácio. No curso da iconoclastia (especialmente de 730 a 787 e de 814 a 842) milhares de ícones, mosaicos, afrescos, estátuas de santos e altares pintados foram destruídos; monges e até mesmos oficiais de alta patente foram perseguidos, mortos e executado (a perseguição aos monges e a ruína dos mosteiros causou uma fuga em massa de monges para o sul da Itália, a região do Mar Negro, Síria e Palestina). Em Constantinopla, o mosteiro de Coro foi o que mais sofreu e foi à ruina.
Durante o período da dinastia isaura, Bizâncio foi governada por um grupo de armênios ambiciosos. Após a morte de Leão III em 741, a política iconoclasta continuou com o seu filho, Constantino V. Durante a campanha militar de Constantino contra os árabes, o poder foi tomado em junho de 742 por Artavasdo, cunhado do imperador, que entrou em Constantinopla com suas tropas. Em 743, Constantino V derrotou os destacamentos de Artavasdo e de seu filho, Nicetas, depois de um curto cerco tomou Constantinopla, cegou e trancou o usurpador no mosteiro de Cora. O patriarca Anastácio, que tomou uma parte ativa na rebelião e coroou Artavasdo, foi flagelado publicamente e montado nu em um burro no Hipódromo. Em 754, Constantino V um concílio da igreja no palácio de Ieran na costa asiática do Bósforo (Cabo Hera do lado oposto de Calcedônia), que condenou a veneração de ícones. Durante o forte inverno de 764, a muralha ao longo do Mar de Mármara foi gravemente danificada (e em alguns lugares, destruída) por grandes blocos de gelo que a tempestade jogou contra os parapeitos. No verão de 797, a guarda da capital rebelou-se contra Constantino VI, que foi cegado no palácio imperial por ordens de sua mãe, Irene. No fim do século VIII, um dos "pilares" do partido dos iconoclastas, Teodoro Estudita, que desenvolveu um estrito estatuto monástico, ocupou o Mosteiro de Estúdio. Durante este mesmo período, os proeminentes historiadores Jorge Sincelo e Teófanes, o Confessor, que também se opunham contra a iconoclastia, trabalharam em Constantinopla. No século VIII, Bizâncio finalmente transformou-se de um estado dependente de escravos para uma potência feudal (embora a escravidão tenha durado muito mais em Bizâncio do que na Europa Ocidental).

## Nicéforo e seus sucessores
No final de 802, um oficial bizantino influente, Nicéforo, depôs a imperatriz Irene, pondo fim à dinastia isaura. Em outubro de 811, tropas que estavam no Hipódromo, depuseram o filho de Nicéforo, Estaurácio, e declararam Miguel I Rangabe, casado com a filha de Nicéforo, como novo imperador. Em 813, as tropas do cã búlgaro Crum moveram-se para Constantinopla, e derrotaram o exército bizantino na fortaleza Versínicia, perto de Erdine, o que forçou Miguel I a abdicar. O novo imperador Leão V, o Armênio (um descendente da família Arzerúnio. O cã, enfurecido, preparou um grande número de máquinas de cerco, convocou um forte exército de eslavos e ávaros, mas na primeira, nas vésperas da campanha decisiva, morreu repentinamente. Em 820, Leão V ordenou a execução de seu antigo companheiro, Miguel, o Amoriano, acusado de traição. E ele ordenou que isso fosse feito de uma maneira bastante ingênua — amarrá-lo em um macaco e queimá-lo em uma fornalha que aquecida água para as termas do palácio. Quando souberam disso, apoiadores de Miguel indignados com isso, disfarçaram-se de monges e mataram Leão durante a missa de Natal (de acordo com outra fonte, no palácio, de acordo com outra — na Catedral de Santa Sofia), e o filho mais velho e coimperador Constantino Simbácio, junto com outros filhos do imperador morto foram expulsos de Constantinopla para Adalar.

## Dinastia amoriana

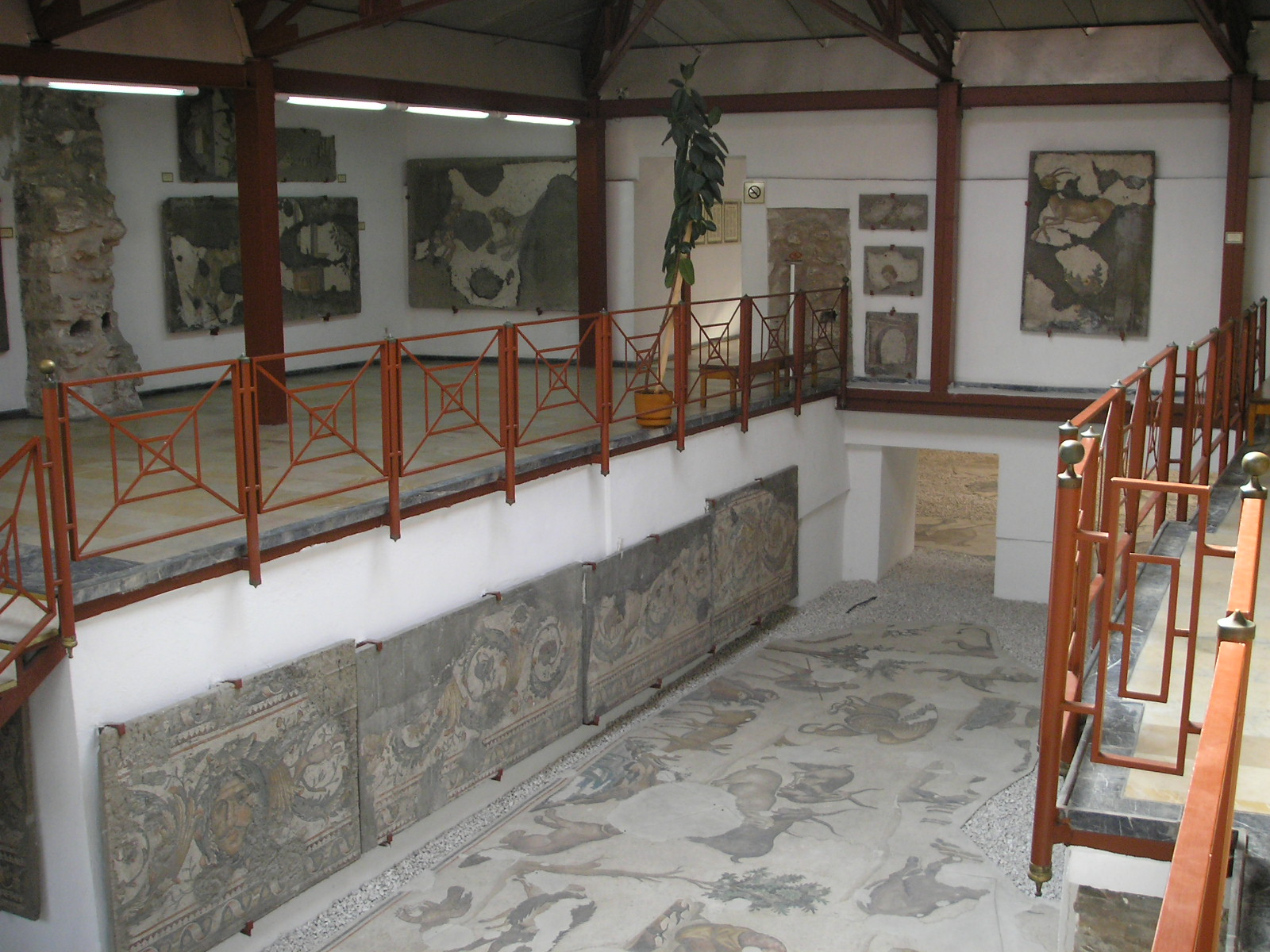
Um mosaico preservado no Grande Palácio de Constantinopla

Em 820, Miguel II ascendeu ao trono e fundou a dinastia amoriana. Em 821, uma grande revolta eclodiu em Bizâncio liderada por Tomás, o Eslavos, que se proclamou "salvador miraculoso" da cegueira de Constantino VI. Os insurgentes eram camponeses arruinados, pobres urbanos, soldados, monges e escravos fugitivos, além de seguidores de movimentos heréticos e nascidos de povos oprimidos. Em dezembro de 821, o exército de Tomás, o Eslavo situou Constantinopla por quase um ano. Miguel II conseguiria derrotar os rebeldes apenas depois de subornar alguns aliados de Tomás e depois de pediram a ajuda do cã búlgaro Omurtague. Tomás foi capturado e executado depois de ser torturado (823), mas a rebelião não foi completamente suprimida até 825.
O imperador Teófilo ordenou a construção de um número de edifícios palacianos pertencentes à terceira fase do complexo do Palácio Imperial. Assim, na metade do século IX, o complexo do Grande Palácio Imperial, cuja construção durou mais de cinco séculos (foi fundado por Constantino, o Grande, e então expandido e reconstruído por seus sucessores), ocupava uma grande área na parte sudeste do cabo do Bósforo, entre o Mar de Mármara, a praça Augusteu e o Hipódromo. A área total construída do Grande Palácio Imperial e dos palácios adjacentes de Magnaura e Bucoleão excedia os 400 mil metros quadrados. A área do Grande Palácio incluía a residência pessoal do imperador, alojamentos para membros da família imperial e para as guarnições do palácio (incluindo a Guarda Imperial) quartos para numerosos servos, salões para cerimônias de recepções, extensos jardins e parques decorados com estátuas, fontes e pavilhões.
Entre as construções mais destacadas do Grande Palácio, as fontes daquele período mencionam o triconco de dois andares, que servia como sala do trono (o andar de baixo tinha uma linda galeria circular), assim como Sigmas, Triclinium, Eros, Mysterio (seu salão surpreendia seus contemporâneos com sua acústica), Kamilas e Mousikos. Todo os edifícios do palácio eram decorados com variedades caras de mármore (frequentemente multicoloridos), mosaicos e douramenro (especialmente no teto), ricamente decorados com esculturas, afrescos e pinturas, arcos, abóbodas e colunas. A residência pessoal do imperador, que consistia em uma série de salas, era particularmente luxuosa. Muitos trabalhos de arte da antiguidade e de mestres bizantinos feitos de mármore, pedras preciosas, ouro, prata e marfim estavam na residência pessoal do imperador. No salão principal do Palácio de Magnaura, onde nobres estrangeiros e embaixadores eram recebidos, havia um trono imperial de ouro com dois leões dourados nos degraus defronte a ele. Atrás do trono havia uma árvore dourada com pássaros dourados em cima de seus galhos.

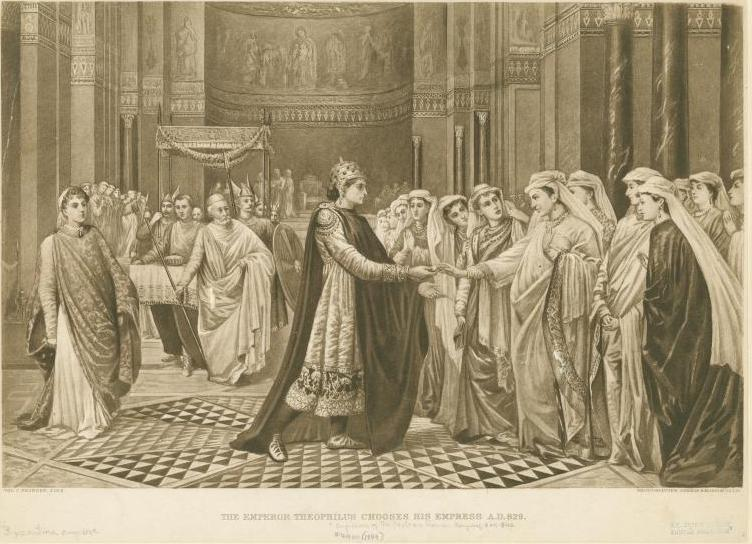
Imperador Teófilo escolhendo uma noiva (gravura de 1889)

O Grande Palácio Imperial era conectado por passagens internas e galerias cobertas com o Hipódromo, que servia como um lugar popular de entretenimento para os cidadãos e um fórum onde os assuntos estatais e eclesiásticos de todo o Império Bizantino eram decididos. A construção do Hipódromo começou durante o reinado de Septímio Severo, que destruiu a antiga Bizâncio, e foi terminado durante o reinado de Constantino, o Grande, no modelo do Circo Máximo romano. . O Hipódromo tinha 370 metros de comprimento e 180 metros de largura, com arquibancadas de quarenta fileiras que acomodaram 40 mil espectadores (de acordo com outras fontes — mais de 100 mil). No topo do anfiteatro havia uma galeria decorada com vários trabalhos de arte, que davam um panorama da cidade de tirar o fôlego. No centro da arena, separado das tribunas por um fosso, havia um terraço estreito decorado com magníficas colunas e estátuas trazidas de vários países (incluindo a famosa estátua de Hércules de Lísipo e estátuas de imperadores bizantinos). A tribuna imperial repousava sobre 24 colunas de mármore, e sobre ela havia uma torre que em seu topo havia uma quadriga de bronze feita pelo mesmo Lísipo.

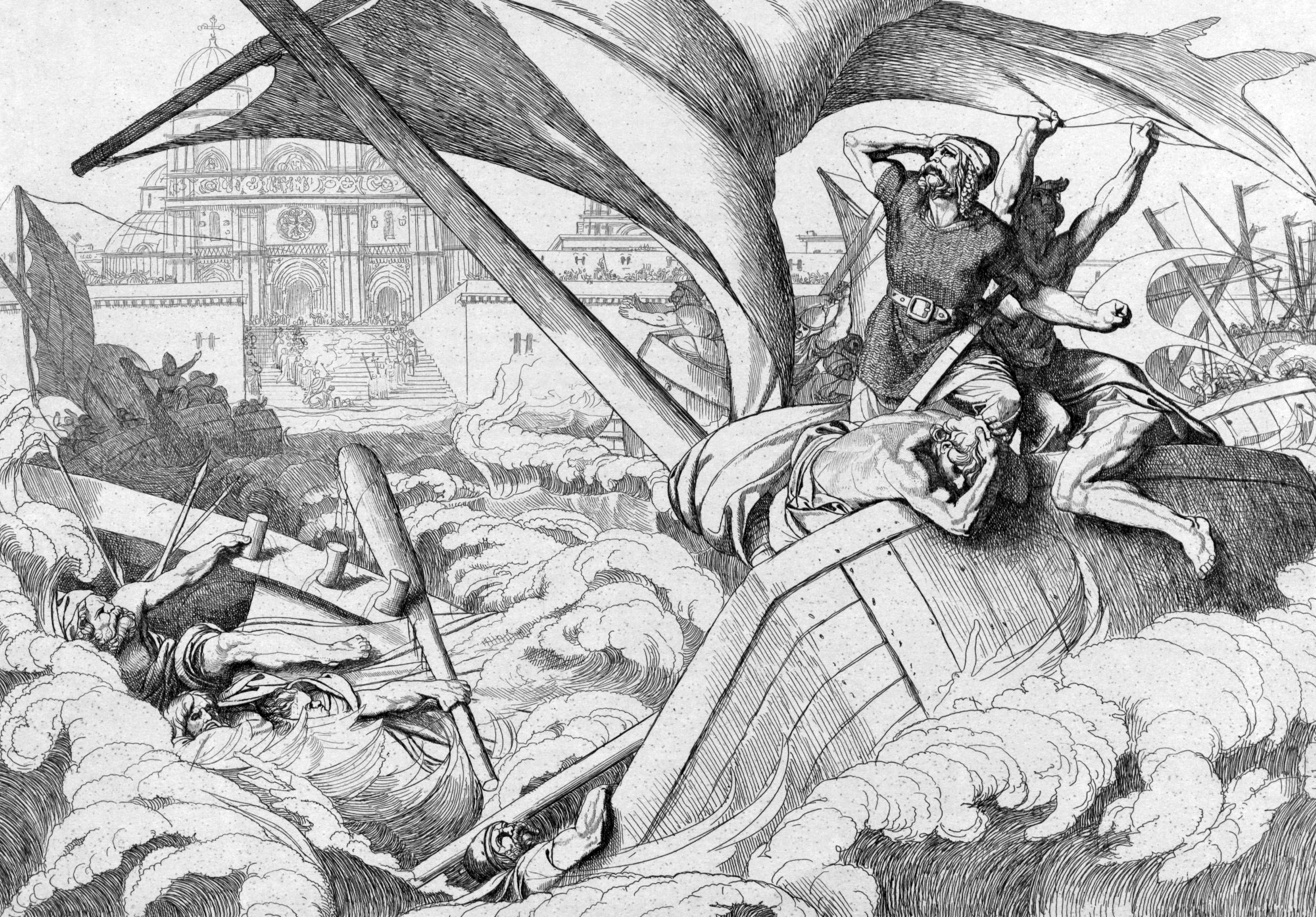
A morte da frota russa em Tsagrad. Pintura de Fyodor Bruni, 1839

Da metade do século IX expandiu-se consideravelmente as relações comerciais entre Constantinopla e os povos eslavos (através de cidades gregas da região do Mar Negro), Transcaucásia e países da Europa Ocidental. Na produção artesanal, junto com o trabalho de trabalhadores livres contratados, o trabalho escravo continuava a ser utilizado. Entre as empresas de comércio e artesanato, as mais proeminentes eram as produtoras e vendedoras de tecidos (oficinas separadas eram dedicadas a revender seda crua, fiar, tecer e tingir tecidos e a costurar produtos de seda e linho). Materiais crus e tecidos chegavam em Constantinopla de muitos países: tecidos de seda — de Damasco e Bagdá, tecidos trançados — da Trácia, Macedônia e Bulgária, linho — de Cólquida. Um local importante para a vida dos negócios na cidade era ocupada pelo colégio dos Tabulários, que preparavam, executavam e selavam documentos de vários tipos (testamentos, contratos de compra, venda, penhor e arrendamento). Todas as atividades das empresas de comércio e artesanato (incluindo a venda de bens prontos para comerciantes estrangeiros) eram estritamente reguladas sob o constante controle do eparca de Constantinopla. Os oficiais do aparato da eparquia monitoravam cuidadosamente a qualidade, preço, variedades, estilos 3 cores de bens manufaturados, assim como o tempo e lugar de suas vendas. Entre os privilegiados estavam as lojas dos tabulários: joalherias, trocadores e comerciantes de roupas de seda, que sofriam menos com as rigorosas regulações e extorsões dos oficiais (ao contrário dos padeiros, açougueiros, peixeiros, tecelãos, tinteiros, curtidores e saboneteiros). Em 843, a imperatriz Teodora, que governava pelo seu filho mais novo, Miguel III, restaurou novamente a iconoclastia. A iconoclastia, que dividia a sociedade entre facções, começou a se tornar perigoso para as autoridades. Mais tarde, o papel dos patriarcas na vida política do país cresceu de novo, não apenas intervendo ativamente em resolução de problemas urbanos de Constantinopla, mas também desempenhando um papel importante nos assuntos nacionais. Durante o reinado de Miguel III, a influência da facção armênia da corte cresceu novamente, e agora competia com outra facção armênia. No verão de 860, durante a campanha militar do imperador contra os árabes, o povo rus' cercou Constantinopla sob o comando dos príncipes de Kiev Ascoldo e Dir. Duzentas torres de cerco foram usadas na capital de Bizâncio, chamada por eles de Tsargrad, saquearam arredores, mas não tiveram tempo para começar o cerco na cidade. De acordo com outra versão, uma forte tempestade destruiu quase todos os navios e apenas alguns soldados conseguiram ser resgatados e voltaram para casa. Em outra versão, os rus' não planejavam participar de um longo conflito e, estando satisfeitos com seus espólios, partiram para a costa norte do Mar Negro.
A partir da segunda metade do século IX, o Império Bizantino teve um renascimento cultural e econômico que levou a um florescimento da ciência, literatura e arte sem precedentes (especialmente na arquitetura, pintura e pintura em miniatura) em Constantinopla. A atividade das escolas superiores reviveram, e as faculdades de direito e filosofia da Universidades de Constantinopla desempenharam um importante papel na vida científica e cultural da capital (a universidade era normalmente chamada simplesmente de "escola" e foi fundada pelo tio do imperador Bardas e o ilustre cientista Leão, o Matemático. Na escola de Magnaura seguindo o antigo modelo ensinava gramática, retórica, dialética, aritmética, geometria, música e astronomia, o básico de diplomacia e de assuntos militares e o estudo de autores da Antiguidade. Na Constantinopla desse período criaram-se o teólogo e escrito Fócio, o ilustre poeta João Gramático e a poetisa Cássia de Constantinopla. Em maio de 861, o Concílio de Constantinopla de 861 aconteceu na igreja dos Santos Apóstolos, que condenou a deposição do patriarca Inácio.

## Dinastia macedônica

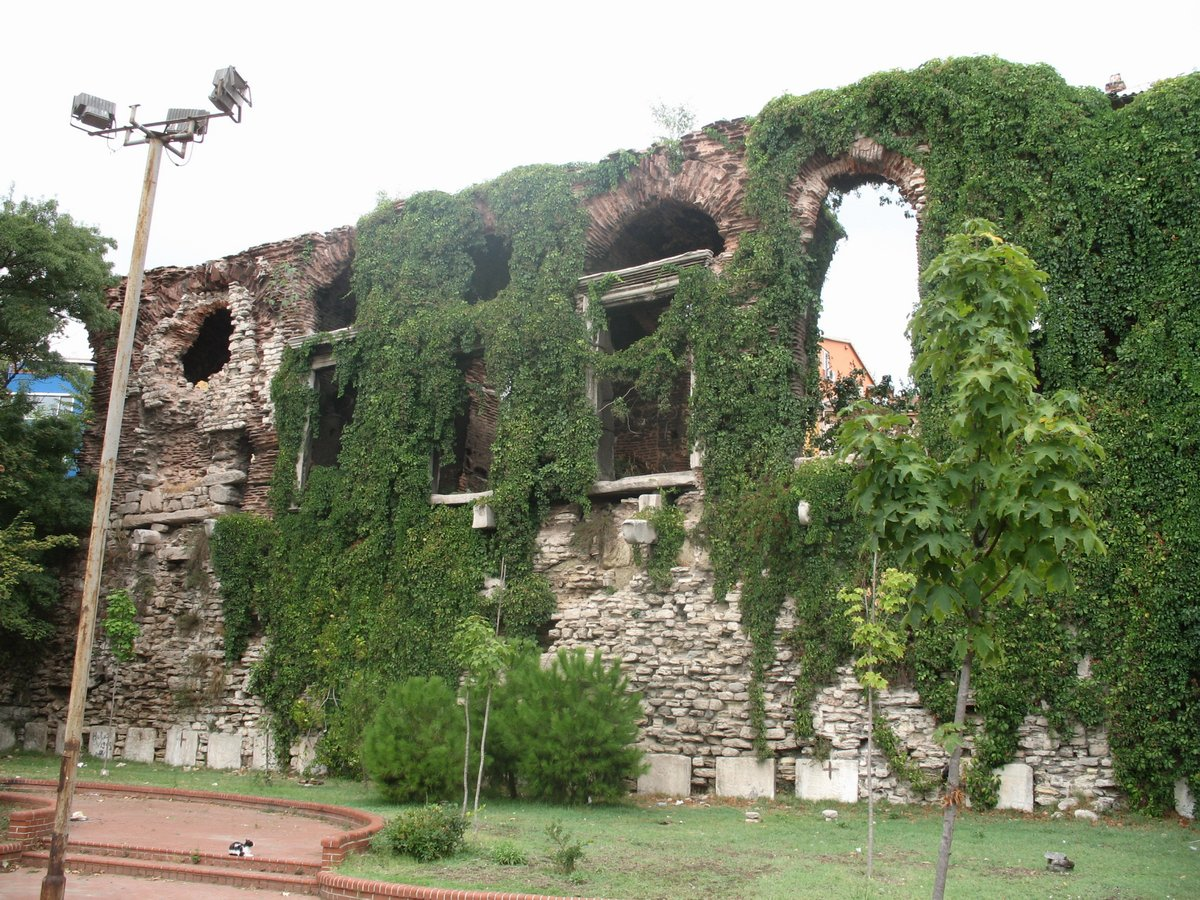
As ruínas do Palácio de Bucoleão

Em 867, Basílio I, o Macedônio ascendeu ao trono e organizou o assassinato de seu coimperador Miguel III e fundou a dinastia macedônica (na verdade, Basília era um armênio da Trácia, cuja família havia sido capturado pelos búlgaros). O novo imperador acabou com todas as reformas dos iconoclastas e restaurou a legislação de Justiniano, promoveu o monaquismo e fortaleceu o aparato burocrático do estado. Sob seu reinado um grande número de templos foram restaurados, incluindo aqueles danificados pelo severo terremoto de 869, e em 880 a igreja de cinco domos "Nea Ekklesia" ("Nova Igreja") foi construída próxima ao palácio imperial, e tornou-se um modelo da arquitetura religiosa de cruz inscrita no Cristianismo Oriental. Em 869 e 870, por iniciativa do imperador Basílio I e do papa Adriano II aconteceu em Constantinopla um concílio da Igreja, que depôs o patriarca Fócio I, mas as suas decisões não são reconhecidas pela Igreja Ortodoxa. Em 879 e 880, um novo concílio foi feito na Catedral de Santa Sofia, aonde o Credo Niceno foi defendido, mas as sua decisões não são reconhecidas pelo papado.
Em 907, o príncipe de Kiev, Olegue, começou uma nova guerra rus'- bizantina, reunindo sob seu comando dois mil navios (de acordo com outras fontes — muito menos). Quando os rus apareceram em Constantinopla, os bizantinos bloquearam a entrada num porto e refugiaram-se atrás de suas poderosas muralhas. Os exércitos de Olegue devastaram as vizinhanças da capital e, de acordo com a lenda, arrastaram navios para a outra costa. Os bizantinos preferiram começar as negociações e fecharam com Olegue um tratado de paz, garantindo as comerciantes da Rússia de Kiev grandes privilégios. Os rus pregaram seja escudos nas portas de Constantinopla e voltaram para casa, com o status de vencedor e, pelo sucesso de Olegue, foi chamado pelo povo de "profeta", mágico e volkhv. Em 911, embaixadores do príncipe Olegue foram para Constantinopla e concluíram um novo contrato confirmando todos os privilégios anteriores. No verão de 913, uma campanha bem-sucedida nas Muralhas de Constantinopla tornou poderoso o tsar búlgaro Simeão I, que também conseguiu firmar um acordo de paz favorável aos búlgaro (os bizantinos foram obrigados a renovar o pagamento de um tributo, prometeram casar o jovem imperador Constantino VII com a filha do governante búlgaro e o mais importante — reconheceram Simeão com o título de imperador.

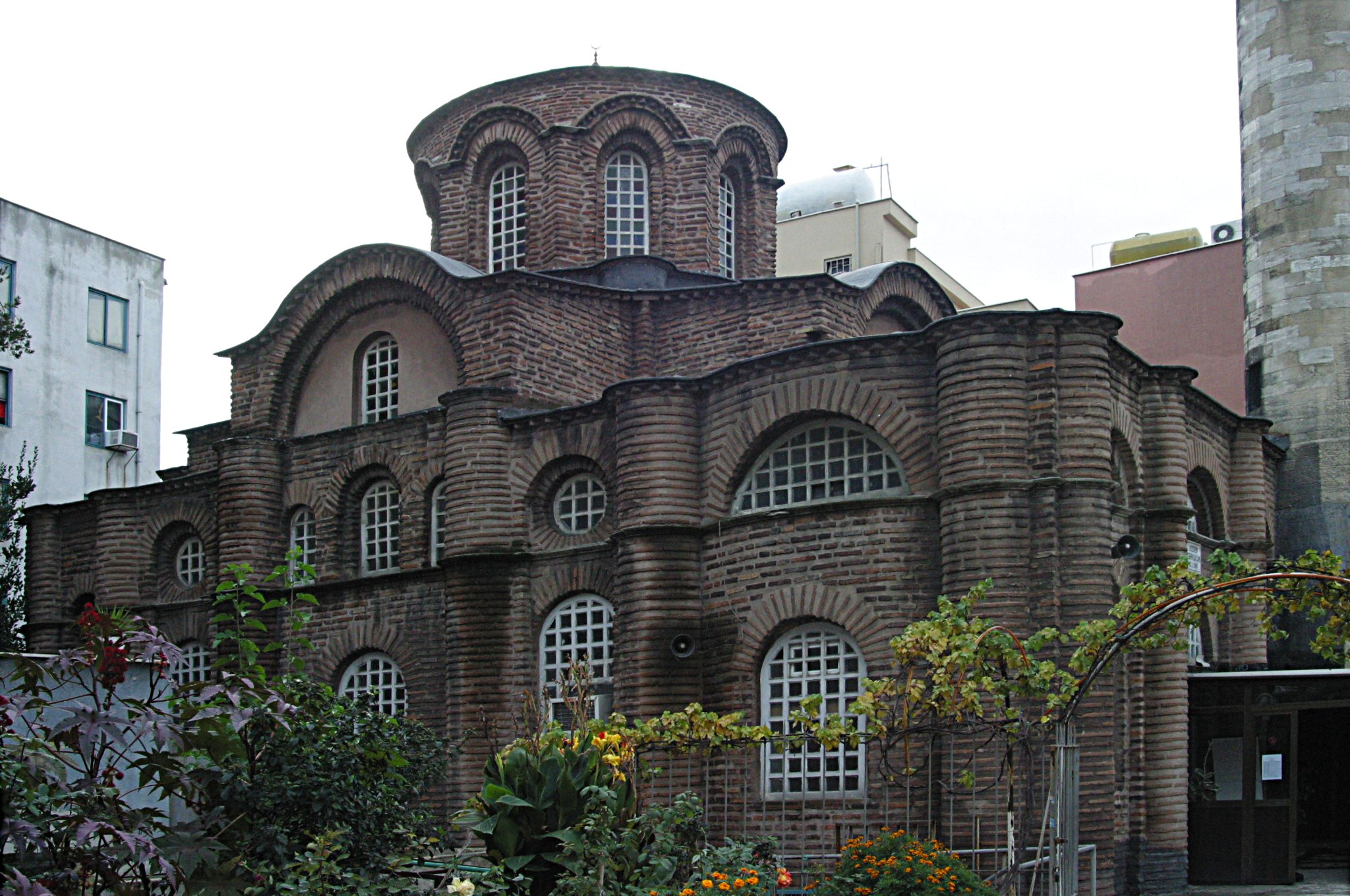
Mesquita de Bodrum

No verão de 917, Simeão I inflingiu uma derrota esmagadora no exército bizantino e por sorte a indefesa Constantinopla não foi tomada. Em 920, o trono imperial foi ocupado pelo líder militar de origem arménia Romano I Lecapeno, que tinha nomeado como coimperador três filhos e o neto, e colocou o quarto filho no trono patriarcal de Constantinopla. Os Lecapenos mudarem-se para o magnífico palácio de Myreleion. Em 932, foi queimado vivo em uma das praças de Constantinopla o líder de uma revolta camponesa Basílio "Mão-de-Cobre" foi queimado vivo (no início da rebelião Basílio foi capturado e enviado à capital, onde teve a sua mão cortada, mas ele retornou e fez uma mão de cobre segurada por uma grande espada). Em dezembro de 944, Estêvão e Constantino derrubaram seu pai e exilariam ele num mosteiro em Adalar, mas 40ndias depois eles mesmos foram derrubados e exilados no mesmo mosteiro. Romano Lecapeno e seu filho, Cristóvão, foram enterrados na Igreja da Corte de Myreleion, tornando-se os primeiros imperadores a serem enterrados fora da igreja dos Santos Apóstolos.{{efn|Na moderna Istambul, na primeira colina está Santa Sofia, a mesquita Sultanahmet e o palácio de Topkapı; na segunda colina está a mesquita Nuruosmaniye, o grande Bazaar e a coluna de Constantino; na terceira colina estão os edifícios principais da Universidade de Istambul; na quarta colina está a mesquita do Conquistador; na quinta colina está a mesquita do sultão Mihrimah e o distrito de Edirnekapı; a sétima colina estende-se do distrito de Akrasay até a Muralha de Teodósio.
No verão de 941, uma grande frota comandada pelo príncipe de Kiev, Ígor, saiu rumo à Constantinopla, mas foi derrotada pela esquadra bizantina na entrada do Bósforo com a ajuda do "fogo grego". As forças remanescentes de Ígor começaram a saquear os assentamentos costeiros, mas forma novamente derrotadas pelos bizantinos e forçados a retornar à Kiev. Em 944, Ígor reuniu novamente um grande exército e iniciou uma campanha militar contra Bizâncio, mas nas margens do Danúbio, embaixadores imperiais persuadiram o príncipe a assinar um novo tratado de paz ("por todos os anos que o sol nascer e o mundo permanecer de pé). Logo, as relações de Bizâncio com a Rússia deterioraram-se de novo, já que o imperador focou a sua política externa nos pechenegues. Em 957, a princesa Olga, que reinou na Rússia depois da morte de seu marido, visitou Constantinopla. Ela expressou desejo de ser batizada, e recebeu o batismo do patriarca Polieucto, depois do qual Olga foi recebida em uma recepção no palácio imperial. Em 944, comerciantes amalfitanos foram os primeiros italianos a assentarem-se em Constantinopla, nas margens sul do Corno de Ouro (seu exemplo foi seguido em 992 pelos venezianos, que assentarem-se a oeste de seus compatriotas, seguidos pelos comerciantes pisanos, genoveses, germânicos, marselheses, narbonnais e espanhóis.
Na metade do século X, a longa e árdua luta contra os árabes chegou em um ponto a favor dos bizantinos. O colapso do Califado Abássida permitiu que Bizâncio retomasse o controle de Creta, parte da Ásia Menor, Síria e a Alta Mesopotâmia, a fortalecer sua influência na Armênia e na Geórgia e a estabelecer suas fronteiras orientais ao longo dos rios Tigre e Eufrates. Mas no Ocidente, os bizantinos sofreram várias derrotas nas guerras contra os búlgaros Depois da conversão russa ao cristianismo, as relações comerciais e políticas entre Constantinopla e Kiev tornaram-se mais fortes, e a rota comercial ao longo do Dnieper (também chamada de rota comercial dos varegues com os gregos). Toda primavera na capital de Bizâncio para Kiev eram enviadas grandes caravanas comerciais para muitas cidades no norte da Rússia, e no mosteiro de Constantinopla da Santa Mãe havia uma colônia de comerciantes rus.
Em 967, uma multidão enfurecida, descontente com os crescentes impostos e a especulação no preço do pão, apedrejaram o impopular imperador Nicéforo II Focas na Porta da Fonte. Em 969, Nicéforo foi brutalmente assassinados em seu quarto e o seu sobrinho João I Tzimisces ascendeu ao trono (na tentativa de expiar o assassinato de seu antecessor, João removeu todos os conspiradores do tribunal, incluindo Teófana, deu suas propriedades aos pobres e fundou um hospital para leprosos, onde muitas vezes ele mesmo enfaixava as feridas dos enfermos.). Em 986, muitos templos e palácios de Constantinopla, incluindo Santa Sofia, sofreram como resultado de um forte terremoto. Em 987, o comandante militar Bardas Focas, o Jovem (sobrinho do mais tarde imperador Nicéforo II), começou uma rebelião, proclamou-se imperador, conquistou quase toda a Ásia Menor e se aproximou do leste de Constantinopla. Ao mesmo tempo, a capital era ameaçada pelo norte por rebeldes búlgaros. Basílio II foi forçado a pedir ajuda militar ao príncipe de Kiev, Vladimir I, que enviou tropas junto com os vikings que participaram da derrota do usurpador (989). Em 1028, o imperador Constantino VIII morreu sem deixar herdeiros. Sua filha, Zoé, derrotou o eparca de Constantinopla e ascendeu ao trono de Constantinopla por meio de Romano III Argiro (estava baseada em um mosteiro dedicado à Virgem Maria). Em 1034, Romano III foi estrangulado na terma do palácio e o trono foi ocupado por Miguel IV, o Paflagônio. Depois de derrubar Miguel V, o Calafate, em 1042, o novo favorito e terceiro marido de Zoé, Constantino IX Monômaco, ascendeu ao trono e em 1043 fundou o mosteiro de São Jorge em Mangana, e também um asilo.
Em 1042, o rei armênio Cacício II visitou Constantinopla por convite de Constantino IX, a quem os bizantinos forçaram a abdicar e a ceder suas terras para o império. Em troca, Cacício recebeu vastas terras na Ásia Menor e um palácio em Constantinopla, enquanto as taxas dos oficiais bizantinos oprimiam as pessoas e a frequência dos ataques seljúcidas forçavam cada vez mais que ondas de armênios se mudassem para a parte ocidental do império, incluindo a capital. Constantinopla também tinha uma comunidade significativa de judeus (talmudistas e caraítas) que viviam ao longo do mar na área de Pera. As ocupações dos judeus locais eram no comércio, na produção de tecidos de ceda e no tingimento de tecidos (também chamada de "tintura judaica", que ficou famosa em Bizâncio). Os direitos civis dos judeus eram extremamente limitados, principalmente devido as antigas leis eclesiásticas, e muitos judeus influentes converteram-se ao cristianismo. Entretanto, dentro de suas comunidades, que eram governados por anciãos eleitos (éforos), os judeus eram relativamente livres.
Na primeira metade do século XI, uma longa e intensa luta no campo religioso entre a Santa Sé e o Patriarcado Ecumênico de Constantinopla agravou-se. Discordâncias entre o patriarca Miguel Cerulário e o papa Leão IX sobre a subordinação do clero do sul da Itália levou ao fechamento de todas as igrejas de rito Latino em Constantinopla por ordem do patriarca em 1053. No verão de 1054, os legados papais, liderados por Humberto de Silva Candida, que tinham ido à capital, colocaram no altar de Santa Sofia uma carta de excomunhão ao patriarca Miguel. Em troca, os bizantinos convocaram um concílio da Igreja do clero bizantino que foi assinado pelos embaixadores do papa. Todas essas ações foram acompanhadas por batalhas sangrentas nas ruas de Constantinopla entre os apoiadores do direito do patriarca e os apoiadores do papa. Assim, a Igreja Oriental separou-se da Igreja Católica, criando a Igreja Ortodoxa. O Grande Cisma teve enormes consequências na história de Bizâncio e no destino da capital; levou a uma deterioração nas relações entre Constantinopla e os países da Europa Ocidental, que se notou particularmente durante as Cruzadas.
Durante o reinado da dinastia macedônica, Constantino VII, um dos homens mais cultos de seu tempo, os historiadores José Genésio e Leão, o Diácono, o filósofo Niceta da Paflagônia e o poeta Cristóvão de Mitilene trabalharam em Constantinopla. Durante este período, as autoridades tentaram adaptar o legado cultural da antiguidade para as realidades da contemporaneidade, patrocinando a compilação de coleções e enciclopédias sobre história, geografia, agricultura, medicina e mecânica. Na arte, mosaicos, pinturas eclesiásticas e seculares (representando especialmente os imperadores da dinastia macedônica), livretos, cerâmicas, produtos artísticos de marfim, pedra e vidro foram desenvolvidos. De acordo com o Livro do Prefeito, escrito no século X, as companhias (lojas) de argiropratas (cambistas, agiotas e fiadores em transações) tinham grande importância em Constantinopla; comerciantes de seda (especialmente as importadas da Síria e de Bagdá), roupas prontas, crisma, velas e sabonetes, manufaturados de seda e púrpura tíria, roupas tingidas, vendedores de verduras e arreios de cavalo, carne e peixe, padeiros, estalajadeiros e fornecedores de alimentos.

## Dinastia Ducas
Na metade do século XI, os bizantinos do norte começaram a pressionar os pechenegues e do leste — os seljúcidas. Em 1059, como resultado de intrigas palacianas, Constantino X Ducas ascendeu ao trono, fundando a dinastia Ducas. Na década de 1060, os imperadores bizantinos empreenderam várias campanhas militares contra os seljúcidas. Em 1071, na Batalha de Manzicerta, os seljúcidas derrotaram os bizantinos e capturaram o imperador Romano IV Diógenes, que pagou um grande valor de resgate por sua liberdade e cedeu quase todas as possessões bizantinas na Ásia Menor para o sultão. Durante o reinado do imperador Miguel VII, a igreja de Pamacaristo (ou de Nossa Senhora de Todas as Bênçãos), foi construída no sítio do antigo templo, que se tornou o núcleo de um convento. No final de 1077 e no inverno de 1078, os exércitos do comandante rebelde Nicéforo Briênio, o Velho, e de seu irmão, João, aproximaram-se das muralhas de Constantinopla. Em março de 1078, outros rebeldes, proclamando imperador o experiente comandante Nicéforo Botaniates, sitiaram o palácio e forçaram Miguel VII a abdicar, exilando-o no mosteiro de Estúdio. Todo o curto reinado de Nicéforo III foi marcado por rebeliões e terminou com sua abdicação em favor de seu próprio general, Aleixo Comneno.
Na metade do século IX, os eminentes filósofos Miguel Pselo e seu discípulo, João Ítalo, e o escritor Cecaumeno trabalharam em Constantinopla. Durante esse período, a capital bizantina manteve a sua importância como centro comercial mundial, enquanto competia com as feiras realizadas em Tessalônica. Navios e caravanas terrestres chegavam à Constantinopla, trazendo peles da Rússia, seda da Grécia, tecidos da Itália, carpetes da Espanha, joias e artigos de vidro da Palestina e do Egito. Havia um comércio ativo com a Bulgária, Síria, Trebizonda e Armênia

## Dinastia comnena
Na primavera de 1081, as tropas do comandante rebelde Aleixo Comneno, graças a traição dos mercenários germânicos que guardavam as portas, conquistaram e saquearam Constantinopla. Tornando-se imperador, Aleixo I transferiu sua residência do antigo palácio imperial para o Palácio de Blaquerna, construído na parte noroeste da cidade, próximo ao Corno de Ouro. A mãe do imperador, Ana Dalassena, fundou no sopé da Quarta Colina um convento junto ao templo de Cristo Pantocrator, onde a coroa de espinhos e o prego usado na crucificação de Jesus Cristo eram mantidos, e reconstruiu a mesquita de Atim Mustafá Paxá, e a sogra de Aleixo I, Maria da Bulgária, reconstruiu a igreja em Cora. Em 1091, aproximaram-se das muralhas de Constantinopla exércitos de pechenegues e aliados com eles bálcãs eslavos, mas Aleixo I, com a ajuda dos cumanos, conseguiu derrotar os inimigos. Na primavera de 1097, Constantinopla tornou-se um lugar de reunião de destacamentos de cruzados dos países da Europa Ocidental, que participaram da Primeira Cruzada (a cidade havia servido como posto avançado para caravanas de peregrinos cristãos que seguiam ao longo do Reno e do Danúbio pela Ásia Menor até o Túmulo Vazio). Havia vários conflitos entre os cavaleiros e os bizantinos que guardavam as muralhas da capital, e os pobres católicos que enchiam a cidade começaram a organizar tumultos barulhentos em Constantinopla. Depois de longas e complicadas negociações com os líderes cruzados, Aleixo I conseguiu escoltar os hóspedes indesejados para fora da cidade. A frota bizantina transportou os cruzados para a costa asiática do Bósforo, que continuaram seu próprio caminho para Jerusalém. As relações de Bizâncio com os estados cruzados formados no Oriente (o Reino de Jerusalém, o Principado de Antioquia, o Condado de Edessa e o Condado de Trípoli) eram tensas, mas nunca se transformaram em conflitos militares.
Em 1124, João II Comneno construiu uma igreja no território da mesquita Zeyrek, fundada por sua esposa, Irena, que incluía uma biblioteca e um hospital (depois está igreja-mosteiro tornou-se a tumba de vários imperadores das dinastias comnena e paleóloga). Em 1143, Manuel I Comneno, que temia a vizinhança com o inquieto Hipódromo, finalmente ordenou a reconstrução do Palácio de Blaquerna em uma nova residência imperial. O enorme conjunto de mais de 300 mil metros quadrados incluía vários edifícios palacianos e igrejas, rodeados de jardins e parques. Além disso, os templos e mosteiros próximos tornaram-se sujeitos a cuidados imperiais especiais, especialmente a igreja de Cora. Manuel não esqueceu da igreja de Cristo Pantocrator, para onde ele trouxe de Éfeso uma pedra venerada pelos cristãos sobre a qual o corpo de Jesus, descido da cruz, foi envolto em um epitáfio.
O bogolismo búlgaro continuou a ser um grande problema para as autoridades bizantinas. Foi por essa razão que em vinte anos (de 1140 a 1160) quatros concílios da Igreja foram realizados em Constantinopla para combater a "heresia de Bogomil". A atitude hostil da população com o Império em relação aos cruzados tornou-se nítida durante a Segunda Cruzada, quando as terras bizantinas foram saqueadas, e no outono de 1147 multidões violentas de germânicos foram uma ameaça para Constantinopla. Isso forçou Manuel I a tomar um passo sem precedentes — fazer uma aliança com o Sultanato de Rum, e então rapidamente expulsar para o outro lado do Bósforo, primeiro os germânicos, depois os franceses. Durante as cruzadas, a influência de comerciantes genoveses e venezianos em Constantinopla cresceu rapidamente, competindo com sucesso com os comerciantes da capital e os círculos de artesãos. Os imperadores bizantinos recorreram mais de uma vez a ajuda da poderosa marinha veneziana, e depois da conclusão da aliança com Veneza em 1187, eles reduziram suas forças navais ao mínimo, confiando inteiramente no apoio de seus aliados. Ao longo da costa do Corno de Ouro estavam os bairros mais ricos da capital, pertencentes a nativos de Veneza, Gênova, Amalfi e Pisa. A colônia italiana em Constantinopla chegava a cerca de 60 mil pessoas. Os latinos eram o fundamento das autoridades, ocupando postos importantes no exército e desempenhando um papel importante na comitiva do imperador, não esconde do seu desdém para com os bizantinos.
Quando os italianos assentarem-se nos portos do Levante, eles forçaram os comerciantes bizantinos a saírem do comércio intermediário com o Oriente. De agora em diante, bens do Egito, Síria, Irã e Índia começaram a ser desviados de Constantinopla para irem para a Europa Ocidental (especialmente para as cortes de governantes da Itália, França e Alemanha), o que afetou severamente as receitas do tesouro bizantino e eventualmente enfraqueceram o comércio bizantino e o artesanato. Em 1171, houve outra briga entre os representantes da comunidade italiana de Constantinopla, depois que Manuel I exigiu compensação dos danos causados pelos venezianos na parte genovesa. Depois de receber um não, o imperador ordenou que fossem confiscados todos os bens de comerciantes venezianos e outros italianos sob o comando de Veneza. Após a morte de Manuel I (1180), a luta entre os candidatos do trono explodiu. Na primavera de 1181, ela aumentou de novo, e as lutas começaram nas ruas de Constantinopla. Participantes da revolta destruíram casas de aristocratas e ricos e queimaram listas de impistos. Os cidadãos estavam insatisfeitos com os impostos sempre subindo e os salários dos oficiais imperiais, assim como o domínio de comerciantes estrangeiros e mercenários na capital, que eram frequentemente utilizados pelas autoridades para suprimir revoltas. Em maio de 1182, multidões de gregos começaram a atacar as casas de ricos latinos, organizando o Massacre dos Latinos em Constantinopla. Casas católicas foram saqueadas e queimadas, assim como seus armazéns, igrejas, hospitais e asilos. Bairros italianos prósperos foram reduzidos a cinzas. Bizantinos enfurecidos queimaram casas ou mataram milhares de latinos nas ruas, incluindo padres, monges e até mesmo o legado papal. Quando alguns latinos tentaram escapar do massacre em seus navios no porto, eles foram destruídos pelo "fogo grego".
Vários milhares de latinos sobreviventes foram vendidos como escravos para os seljúcidas. Os italianos, que deixaram Constantinopla antes do massacre, começaram a saquear assentamentos bizantina nas margens do Bósforo e em Adalar em retaliação. Além disso, eles começaram a espalhar as notícias do trágico destino dos Latinos em Constantinopla, chamando os católicos para se vingarem, que mais tarde intensificou a inimizade entre Bizâncio e os estados da Europa Ocidental. Aproveitando-se da revolta popular, o trono foi ocupado por Andrônico I Comneno, um representante da linha secundária dos Comnenos. Ele aliviou um pouco a opressão fiscal, limitou o poder dos grandes senhores feudais (dinates), simplificou o aparato burocrático e começou a lutar contra os abusos dos funcionários. Andrônico I patrocinou comerciantes bizantinos, promoveu um avivamento do comércio e do artesanato na capital, lutando contra piratas. Sob seu reinado, a construção de casas, aquedutos e fontes foram incentivadas em Constantinopla. Durante seu curto reinado, Andrônico I foi coberto de muitos conspirações na corte e suprimiu várias rebeliões, lidando cruelmente com os rebeldes, mas foi, no entanto, deposto por seu primo e morreu como um mártir.
Durante o reinado da dinastia comnena, Constantinopla experimentou a restauração cultural comnena. Os historiadores Ana Comnena, Nicéforo Briênio, o Jovem, João Escilitzes, João Zonaras e Eustácio de Tessalônica trabalharam na cidade, e criaram a sátira Timarion, que zombava dos costumes e morais bizantinas sob o pretexto de viajar para a vida após a morte.

## A dinastia ângela e a Quarta Cruzada
Em 1185, Isaque II Ângelo ascendeu ao trono bizantino e fundou a dinastia ângela. Com a ajuda de rebeldes, ele quebrou a resistência da Guarda Varangiana e conquistaram o Grande Palácio Imperial, que depois foi saqueado pelos plebeus. Depois de se mudar para o Palácio de Blaquerna, Isaque submeteu o seu predecessor deposto a abusos terríveis e tortura, das quais ele morreu. Em 1195, Isaque foi destronado, cegado e aprisionado por seu irmão, Aleixo III Ângelo. O filho de Isaque, Aleixo IV Ângelo planejou escapar de Constantinopla em 1202 e apelou por ajuda a governantes europeus, o que se tornou um pretexto formal para uma campanha em larga escala contra Bizâncio (os cruzados, em uma campanha contra estados cristãos, posicionaram-se como lutadores pela restauração do poder da legitimadade do imperador que havia sido tomado pelo usurpador).
A Quarta Cruzada, que foi fatal para o Império Bizantino e a sua capital, foi organizada pelos venezianos, a quem os bizantinos eram os principais rivais comerciais no Oriente. Agora Constantinopla não era mais um ponto de partida, mas um alvo imediato dos invasores. Entre a nobreza militar feudal da Europa Ocidental, havia a crença generalizada de que uma das razões para o fracassos das cruzadas era a hostilidade de Bizâncio. Além disso, o sentimento anti-bizantino, fruto das memórias do recente Massacre dos Latinos em Constantinopla, e as histórias das riquezas incalculáveis da capital bizantina alimentaram a imaginação e a ambição dos cruzados. Assim, o plano original da Quarta Cruzada, que era uma expedição marítima de navios venezianos ao Egito, fez com que os exércitos cruzados desviassem para Constantinopla (um fator importante nessa mudança foi a política dos senhores feudais germânicos e do papa Inocêncio III, que procurava subjugar a Igreja de Constantinopla).
Em junho de 1203, os navios cruzados aproximaram-se de Constantinopla, que foi privada do principal meio de defesa que a salvou muitas vezes antes — sua própria frota forte. Aleixo III tentou organizar a defesa da cidade pelo mar, mas os navios cruzados atravessaram a grande corrente que bloqueava o Corno de Ouro. Cavaleiros liderados pelo veneziano cego, doge Enrico Dandolo atracaram na costa e acamparam no Palácio de Blaquerna. Depois de conflitos com o inimigo, Aleixo III fugiu da capital com uma onda de populares descontentes, tornando ele parte do tesouro. Em Constantinopla, começaram tumultos em massas, durante os quais ondas de cidadãos tiraram Isaque II na prisão e proclamaram ele imperador. Mas os cruzados nas muralhas da cidade tinham outros planos. Por sugestão deles, seu filho Aleixo IV tornou-se coimperador do enfermo e cego Isaque, e tentou recompensar os cruzados que colocaram ele no trono com altas taxas.
Quanto mais o tempo passava, mais a situação em Constantinopla complicava-se. A taxação aos cruzados e a política do imperador Aleixo IV, que se cercou de estrangeiros, intensificou o embate entre gregos e latinos. Em janeiro de 1204, multidões de plebeus reuniam-se nas praças para pedir a deposição dos ângelos. Quando Isaque II pediu ajuda aos cruzados, suas intenções foram reveladas por Aleixo, que foi eleito novo imperador. Em resposta à deposição de seu protegido, os cruzados entricheiraram-se em frente das muralhas do Palácio de Blaquerna e começaram a atacar a cidade. Em 9 de abril, eles conseguiram quebrar as defesas e entrar em Constantinopla, mas não puderam ficar na cidade. Em 13 de abril, o ataque recomeçou, acompanhado de vários incêndios que destruíram cerca de dois terços de todos os edifícios. A resistência das numericamente superiores tropas bizantinas e da Guarda Imperial, composta principalmente de mercenério, foi quebrada, a cidade foi tomada de batalhas de ruas sangrentas e o recém-coroado imperador fugiu. Na manhã de 13 de abril, o príncipe Bonifácio I de Montferrat, comandante dos cruzados, entrou em Constantinopla, que foi conquistada pelo inimigo pela primeira vez em sua história.
Vinte mil soldados cruzados entraram para saquear Constantinopla, não cumprindo os prometidos três dias (os cavaleiros não mataram civis em massa, mas, fugindo da violência e do saque, muitos residentes de capital fugiram da cidade). Em junho de 1204, um grande incêncio devastou o grande vale entre o mosteiro de Cristo Sempre e o Palácio de Blaquerna, ocupado por bairros com casas de ricos. Em agosto, depois de um novo conflito entre bizantinos e latinos, incêndios começaram de novo em diversos locais de Constantinopla. Em menos de um dia, toda a parte central da cidade do Corno de Ouro até o Mar de Mármara queimou, quarteirões comerciais e artesão foram destruídos e vários lugares de negócios onde se negociava cobre, prata, seda, púrpura, pão e velas tiveram o mesmo destino. Este incêndio arruinou completamente os comerciantes e artesãos de Constantinopla, e depois de perder a antiga importância das companhias de comércio e artesanato, a cidade saiu do comércio mundial por um longo tempo.
Além disso, os incêndios destruíram vários monumentos arquitetônicos ilustres e obras de arte únicas — estátuad magníficas, colunas de mármore e coluna das, igrejas, mosteiros e palácios da nobreza. Em ruínas fumegantes encontravam-se o Fórum de Constantino e das ruas comerciais adjacentes, as famosas Termas de Zeuxipa e os arredores do Grande Palácio. O fogo miraculosa mente não atingiu a Catedral de Santa Sofia, parando no próprio templo. O que sobrou do fogo foi saqueado pelos cruzados e comerciantes venezianos. Artigos de ouro e prata, pedras preciosas e carpetes, peles e tecidos, colunas de mármore e estátuas, pratos e ícones foram saqueadas de casas, palácios e igrejas. Os conquistadores destruíram até mesmo as tumbas de imperadores bizantinos e dos patriarcas de Constantinopla, destruindo vários sarcófagos. Muitas estátuas de bronze e de cobre, assim como vasos e outros artefatos de igrejas, foram derretidos e transformados em moedas (incluindo estátuas do Hipódromo e trabalhos de Lísipo). Os líderes cruzados ocuparam os palácios sobreviventes — Blaquerna e Bucoleão, mas eles também sofreram o destino da saqueada capital.

## Império Latino
Vários estados emergiram das ruínas do Império Bizantino. Os cruzados criaram o Império Latino, que abrangia a capital, Constantinopla, ilhas ao longo da costa do Bósforo e de Dardanelos, parte da Tráfia e algumas ilhas no Mar Egeu. O primeiro imperador dos latinos foi o líder dos cruzados, o conde Balduíno I. Os venezianos receberam o subúrbio no norte de Constantinopla — Gálata, assim como várias cidades na costa do Mar de Mármara, ilhas nos mares Jônico e Egeu e possessões no Peleponeso e na Albânia. Bonifácio I de Montferrat chefiava o Reino de Tessalônica, que abrangia as ilhas da Macedônia e da Tessália, e Guilherme de Champlite chefiava o Principado da Acaia. Algumas das antigas possessões bizantinas permaneceram sob o comando dos gregos, que formaram o Império de Niceia, o Império de Trebizonda e o Reino de Epiro. Forças descontentes com a presença estrangeira gradualmente começará a se concentrar em torno do Império Bizantino. A conquista e o saque de Constantinopla diminuiu enormemente o desenvolvimento econômico e cultural da cidade, que anteriormente tinha experimentado um período de reavivamento cultural por quase dois séculos. Niceia tornou-se o centro da ciência e educação bizantina, para onde se mudaram muitos estudiosos e professores de Constantinopla, incluindo o historiador e escritor Nicetas Coniates.
Em Constantinopla, havia uma espécie de divisão das igrejas entre as Igrejas Católica e Ortodoxa. Das 300 igrejas da cidade, 250 eram dos ortodoxos, 7 dos venezianos, cerca de 30 dos franceses e 2 igrejas tornaram-se imperiais. Havia também igrejas compartilhadas por católicos e ortodoxos. A capital do Império Latino foi afetada por problemas financeiros de seus governantes. A construção urbana na cidade quase parou, suas muralhas foram apenas parcialmente reparadas. Alguns templos foram reparados ou construídos no lugar de seus anteriores, mas isso não acontecia com freauência.ao mesmo tempo, a arte dos livros em miniatura foi preservada na cidade. Os trabalhadores trovadores foram trazidos de países europeus para Constantinopla.
Em abril de 1205, as tropas do imperador búlgaro Joanitzes derrotou os cruzados em Adrianópolis s capturou I imperador Balduíno I. Seu irmão e sucessor, Henrique da Flandres, reuniu os remanescentes das tropas e parou a ofensiva dos búlgaros e cumanos pertos de Constantinopla. Em maio de 1205, morreu na capital do Império Latino o doge Enrico Dandolo, principal arquiteto da Quarta Cruzada, que apesar de sua idade e de estar cego, participou da tomada da cidade (foi enterrado na Catedral de Santa Sofia, e sua tumba ainda está lá). Em janeiro de 1206, os cumanos assentarem-se abaixo das Muralhas de Constantinopla, nos campos, e os búlgaros devastaram durante o ano inteiro a Trácia, levando em cativeiro a população grega da cidade. Somente no final de 1206 os latinos fizeram uma campanha contra a Bulgária, mas na primavera de 1207, Joanitzes sitiou Adrianópolis novamente. Depois do assassinato de Joanitzes por conspiradores, seu irmão Boril ascendeu ao trono búlgaro, movendo-se para mais perto do Império Latino, que protegeu Constantinopla por um tempo. Entretanto, durante o reinado de João Asen II, o território da Bulgária expandiu-se novamente para muito perto da capital do Império Latino.
Os exércitos do imperador búlgaro João Asen II e do imperador bizantino João III cercaram Constantinopla em 1235, mas esta campanha acabou com a derrota da frota bizantina pela esquadra veneziana e fez com que os aliados recuassem. Após isso, os nicenos continuaram a tentar cercar Constantinopla, mas todas falharam (muito por causa da dominância naval veneziana naquele tempo). Na metade do século XIII, o Império Latino estava em um estágio de completo declínio econômico. O clero ortodoxo incitava as massas, que sofriam com opressão fiscal, taxação e repressão cultural e religiosa nas mãos dos latinos. Na primavera de 1260, o imperador bizantino Miguel VIII Paleólogo decidiu conquistar Constantinopla, e para isso tomou Silivri, isolando, assim, a capital de acessoà terra. Preparando-se para ir contra Constantinopla, os gregos tomaram Gálata, onde os venezianos governavam, mas sofreram pesadas baixas e foram forçados a recuar (além disso, uma luta feroz começou em Niceia entre grupos nobres rivais, o que forçou Miguel VIII a abandonar a ideia de tomar Constantinopla por um tempo). Na primavera de 1261, o imperador de Niceia começou a preparar uma nova campanha militar contra a capital do Império Latino, ao mesmo tempo em que garantia o apoio dos genoveses, que ajudaram os gregos com dinheiro e uma frota, e dos seljúcidas, que ajudaram com soldados.
Em julho de 1261, um pequeno exército niceno sob o comando de Aleixo Estrategópulo, reforçado por cima os e pela cavalaria seljúcida, aproximou-se das muralhas de Constantinopla. As principais forças latinas estavam no mar e a capital era guardada apenas por uma pequena guarnição de franceses e venezianos. Durante a noite, o destacamento avançado dos gregos conseguiu entrar na cidade pela velha sarjeta, interrompendo os guardas e abrindo as portas da fonte às forças principais dos atacantes. A cavalaria entrou na adormecida Constantinopla, o que causou pânico entre os latinos. A população grega deu apoio aos destacamentos de Estrategópulo, forçando o imperador Balduíno II de Courtenay com os restos dos exércitos desmoralizados a fugir da capital em navios venezianos na Eubeia (os latinos tentaram derrotar a cidade, mas tendo visto nas muralhas numerosas forças dos gregos, por isso não se atreveu a atacar e navegou para a Itália). Em 15 de agosto de 1261, no feriado da Dormição da Mãe de Deus, Miguel VIII entrou triunfalmente em Constantinopla pela Porta Dourada, foi para o mosteiro de Estúdio e dele para Santa Sofia, onde o imperador Estrategópulo e o patriarca Arsênio I esperavam. Assim, o Império Bizantino sob a dinastia paleóloga foi restaurado, mas era apenas uma sombra do outrora poderoso e vasto estado.

## Dinastia paleóloga
Depois da expulsão dos latinos, Constantinopla, novamente como capital do Império Bizantino, apenas parcialmente restaurada e recuperando a sua antiga importância como centro da cultura bizantina. Mas a grandeza e o poder comercial, nem de Bizâncio, nem de Constantinopla, retornaram. Miguel VIII fez grandes esforços para restaurar a capital, mas muitos palácios e templos permaneceram em ruínas, casas e bairros inteiros foram demolidos por cidadãos para conseguirem pedras e lenha, e os antigos bairros vibrantes agora eram terrenos baldios, hortas e pomares. O grande palácio imperial caiu em desuso, e os Paleólogos restauraram e expandiram o Palácio de Blaquerna, e reconstruíram e decoraram luxuosamente mosteiros da igreja de Pamacaristo (sob Miguel VIII), Cora, Lips e Estúdio (sob Andrônico II). Famintos entre as classes baixas urbanas e epidemias tornaram-se comuns em Constantinopla. Apenas partes da Trácia e da Macedônia, áreas do Peleponeso e do noroeste da Ásia Menor estavam sob o governo da dinastia paleóloga. No século XIII, a importância comercial dos estreitos do Mar Negro declinou, e as relações com a região norte do Mar Negro, devastada pelas conquistas mongóis, enfraqueceram-se.
Eventualmente, Constantinopla tornou-se um centro comercial relativamente vibrante. Em meados do século XIV, os mercados da capital fervilhavam com o comércio de cereais, feijão, frutas secas, vinho, azeite, especiarias, mel, sal, peixe, seda, linho, lã, couro, peles, incenso, sabão, cera e joias. O bairro judeu, próximo à foz do Corno de Ouro, era famoso pelo comércio de pedras preciosas. Navios da Itália, Síria, Bulgária e Rússia entraram no porto, mas as taxas e direitos comerciais, que tinham sido a principal fonte de receitas do tesouro bizantino, foram cada vez mais reduzidos. A participação dos comerciantes locais no volume de negócios total do comércio era insignificante, o comércio (especialmente o comércio exterior) era dominado pelos genoveses e venezianos. Os genoveses, em agradecimento pelo apoio na luta contra o Império Latino, receberam os subúrbios de Gálata e do Peru, que logo se tornaram fora do controle das autoridades bizantinas, assim como era anteriormente com os venezianos. Os mercadores genoveses foram isentos de todos os impostos, uma muralha com fosso foi construída ao redor de Gálata, guardada por uma guarnição militar genovesa, e uma enorme torre em Gálata foi erguida no topo da colina. A nova Constantinopla bizantina declinou, espremida pelas Muralhas de Teodósio e pela florescente Gálata genovesa.
No governo da dinastia paleóloga, a maior parte do comércio no Mar Negro estava nas mãos dos comerciantes Genoveses (além disso, por Teodósia e Sudak, eles negociavam com a Rússia, o Cáucaso, Pérsia, Ásia Central e China, contornando os mercados de Constantinopla). No século XIV, as receitas de Gálata eram quase sete vezes maiores do que as receitas do tesouro bizantino. Chegou ao ponto que os genoveses interviram diretamente na reconstrução da frota bizantina para não perderem o monopólio comercial dos italianos nos estreitos e na costa do Mar Negro. Quando os bizantinos começaram a construir navios nas docas do Corno de Ouro, os Genoveses simplesmente os queimaram. Temendo um maior fortalecimento econômico de Gênova, Miguel VIII, em 1265, permitiu que navios venezianos utilizassem os estreitos e entrassem no Mar Negro. Sem uma frota própria e dependentes dos mercenários genoveses, os venezianos não esperaram: em 1296 e em 1297, a frota veneziana atacou Constantinopla quase desobstruindo e saqueando os subúrbios da capital. Gradualmente, o Egeu, o Mar Negro e até o Mar de Mármara, onde os navios genoveses e venezianos dominavam, estavam completamente fora do controle bizantino.
Em 1274, o Segundo Concílio de Lyon foi realizado, onde Miguel VIII assinou a chamada União de Lyon com os católicos. Essa união, contudo, enfrentou forte oposição do clero e da maior parte do povo bizantino, que se lembrava bem do governo latino e da imposição do catolicismo por seus invasores (especialmente dos habitantes da capital, que sofreram mais com o saque completo da cidade dos cruzados). Depois da morte de Miguel VIII, em 1282, seu filho Andrônico II Paleólogo anulou a união entre as Igrejas Orientais e Ocidentais. No final de 1303, o italiano Rogério de Flor chegou em Constantinopla com sua frota e destacamentos de almogávares. Em troca de ajuda futura em lutas contra os otomanos, ele deu sua sobrinha como esposo e o título de Megaduque a Rogério. Depois, o exército catalão, que tinha tido vitórias recentes contra os turcos, saquearam a população civil da Ásia Menor. Incitados pelos genoveses, Miguel IX Paleólogo atraiu Rogério de Flor para Adrianópolis, onde ele e outros guerreiros foram mortos por mercenários alanos. Em resposta; os catalãos, aliados com o imperador búlgaro, Teodoro Esfendóstlabo da Bulgária. Em 1321, a poderosa nobreza feudal nomeou o neto do imperador Andrônico III para o trono o que levou a guerra conhecida como Guerra dos Dois Andrônicos (1321-1325). Acabou com Andrônico II cedendo, o que levou que ele apontasse Andrônico III como seu coimperador. Ao mesmo tempo, o novo símbolo da dinastia paleóloga era a águia bicéfala, simbolizando a divisão de poder entre os dois imperadores, que eram hostis um ao outro.
Em 1326, os turcos otomanos, liderados por Orcano I, conquistaram uma das maiores cidades bizantinas no noroeste da Ásia Menor, Bursa, e fizeram dela sua capital. Isso aproximou as fronteiras do crescente estado Otomano de Constantinopla. Em maio de 1328, resultado de uma rebelião, Andrônico II Paleólogo foi deposto e seu amigo e conselheiro Teodoro Metoquita foi aprisionado em um mosteiro junto com seu discípulo, Nicéforo Gregoras. O neto odiado do imperador deposto Andrônico III Paleólogo ascendeu ao trono, e João VI Cantacuzeno governou todos os assuntos durante seu reinado. De 1341 a 1347, resultado de uma guerra civil, o império foi dividido entre dois grupos de nobres. Alguns se opuseram a influência crescentes dos nobres feudais provincianos e apoiaram o imperador menor, João V, enquanto outros ficaram do lado de seu regente e rico dono de terras trácio, João Cantacuzeno, que também foi proclamado imperador. Em fevereiro de 1347, João Cantacuzeno, apoiado por Orcano I, entrou em Constantinopla. Uma praga logo atingiu a cidade, e em 1348 um conflito armado com os Genoveses de gálata, que derrotaram a frota bizantina e retomaram o direito de coletar tributos de navios que passavam pelo Bósforo. Em 1352, uma nova guerra civil começou, durante a qual em novembro de 1354 a capital foi ocupada com apoio dos genoveses, agora por João V Paleólogo. João Cantacuzeno foi forçado a se retirar em um mosteiro sob pressão dos cidadãos que estavam descontentes com as concessões territoriais aos otomanos. Por causa das numerosas epidemias que atingiram Constantinopla na metade do século XIV — início do século XV, a população da cidade diminuiu enormemente, e no século XV não passava de 50 mil pessoas. Em 1362, o sultão Murade I mudou a sua capital para Adrianópolis, cercando Constantinopla por todos os lados de possessões oromanas. a cidade continuava a existir como capital do Império Bizantino, que de fato não existia mais. Si. O poder dos imperadores que eram forçados a reconhecer a si mesmos como vassalos dos sultãos turcos tinham apenas Constantinopla, territórios insignificantes e possessões na Grécia.
O sultão Bajazeto I considerou tomar Constantinopla, mas ele esteve ocupado com guerras no Ocidente e no Oriente e não quis dividir forças para tomar a cidade fortemente fortificada. Ele decidiu tomar Constantinopla a força, e por sete anos, começando em 1394, ele bloqueou a cidade por terra, interrompendo o fornecimento de comida. Além disso, a fortaleza otomana de Anadoluhisarı foi construída no lado asiático do Bósforo, tornando a livre navegação nos estreitos muito mais difícil. Em Constantinopla, uma fome começou, os cidadãos começaram a destruir bairros antigos para conseguirem lenha. A situação foi agravada por tumultos frequentes e lutas relacionadas ao trono, durante as quais os partidos rivais apelaram para os governantes otomanos ou da Europa Ocidental. Uma das condições para o enfraquecimento do bloqueio otomano foi a necessidade de construir mesquitas em pequenos enclaves muçulmanos de Constantinopla e permitir muçulmanos a processarem outros diante de um juiz Sharia (qadi) nomeado pelo sultão.
Em 1396, os países europeus, temendo a ameaça de invasão turca, organizaram uma invasão contra o rei húngaro Sigismundo, mas as forças de Bajazeto derrotaram os cruzados do norte da Bulgária em Nicopol. Sigismundo conseguiu escapar junto com o Grão-mestre de Rodes. Eles alcançaram os navios venezianos no Danúbio e refugiaram-se atrás das Muralhas de Constantinopla. Os turcos continuaram a devastar as áreas ao redor da capital bizantina. No fim de 1399, o imperador Manuel II Paleólogo, buscando o apoio da Europa Católica, partiu de Constantinopla com sua comitiva. Na Itália, França, Inglaterra e Espanha ele recebeu solenes boas-vindas, mas a ideia de organizar uma cruzada contra Bajazeto não encontrou apoio entre os governantes da Europa Ocidental.
A salvação veio de quem eles menos esperavam. As forças do Tamerlão invadiram a Anatólia pela Ásia Central e derrotaram o exército otomano na Batalha de Ancara em 28 de julho de 1042. O sultão Bajazeto foi capturado e morreu em cativeiro, e seu estado foi completamente devastado, atrasando a destruição final de Bizâncio e a queda de sua capital por meio século. Assim que o sultão Murade II conseguiu consolidar o poder turco na Ásia Menor, ele começou os preparativos para tomar Constantinopla. Em 24 de agosto de 1422, os otomanos fizeram uma ofensiva nas muralhas da fortaleza, mas eles se desesperaram com a resistência dos habitantes da cidade. Pela noite, Murade ordenou queimar as torres de cerco e recuar (uma das razões foi uma nova rebelião da nobreza otomana na Ásia Menor), e em 1424 ele assinou um tratado de paz com Manuel II, no qual o imperador bizantino reconheceu-se como tributário do sultão e cedeu a ele cidades na Macedônia e na Trácia. Em 1427, os genoveses construíram o mosteiro católico de Santa Maria em Gálata. Em 1433, as muralhas exteriores da cidade foram completamente reconstruídas (também graças à doações privadas), em 1434, um incêndio destruiu a igreja de Blaquerna, uma das mais referenciadas em Constantinopla. Em 1439, João VIII Paleólogo conseguiu o consentimento do clero ortodoxo para a conclusão da união, que reconhecia o patriarca de Constantinopla como submetido ao papa. No Concílio de Florença, os latinos começaram a impôr as principais disposições da doutrina católica em igrejas hierarcas gregas que, junto com o imperador esperavam em troca receber ajuda do Ocidente na luta contra os turcos.

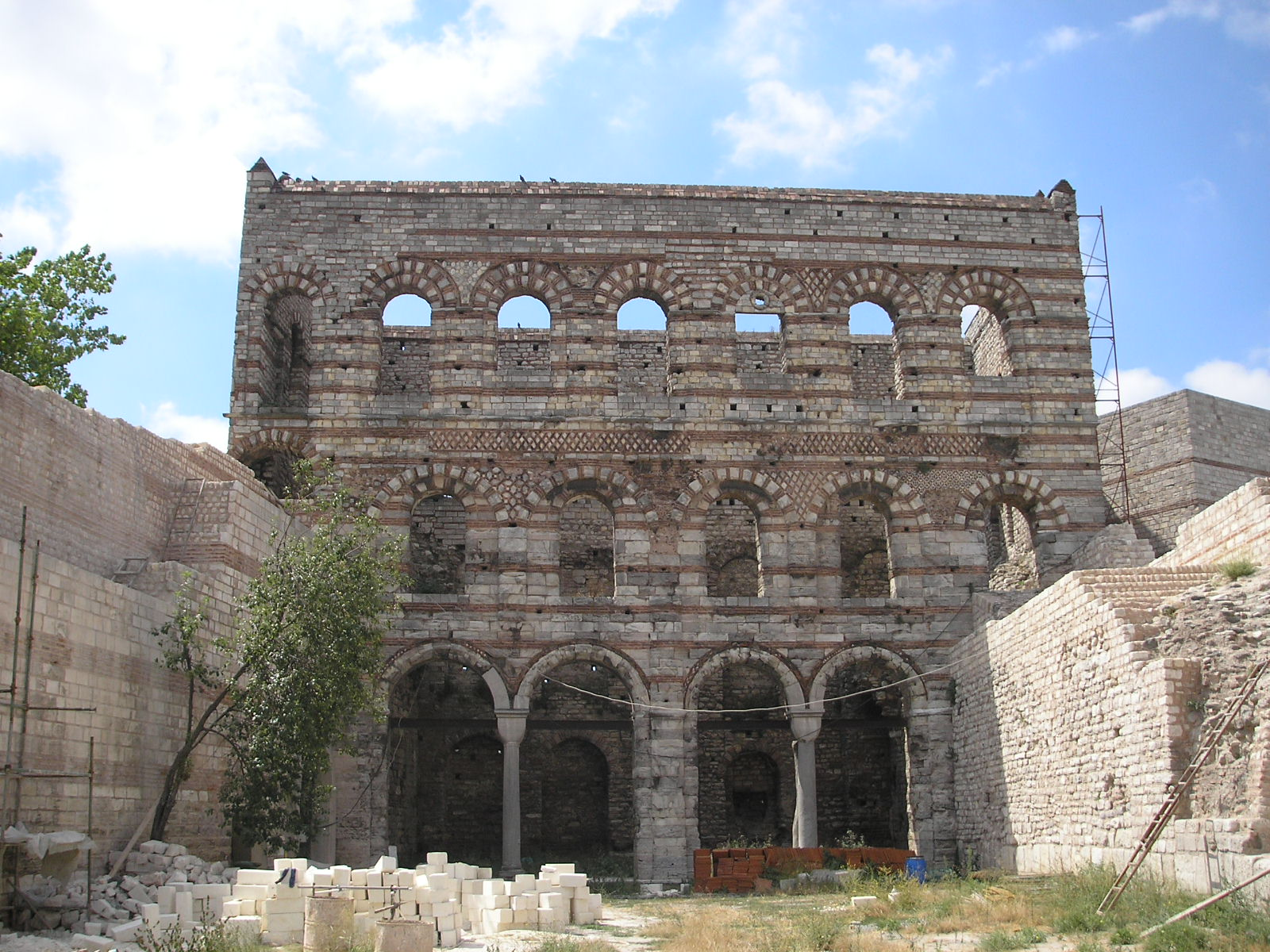
Palácio de Blaquerna
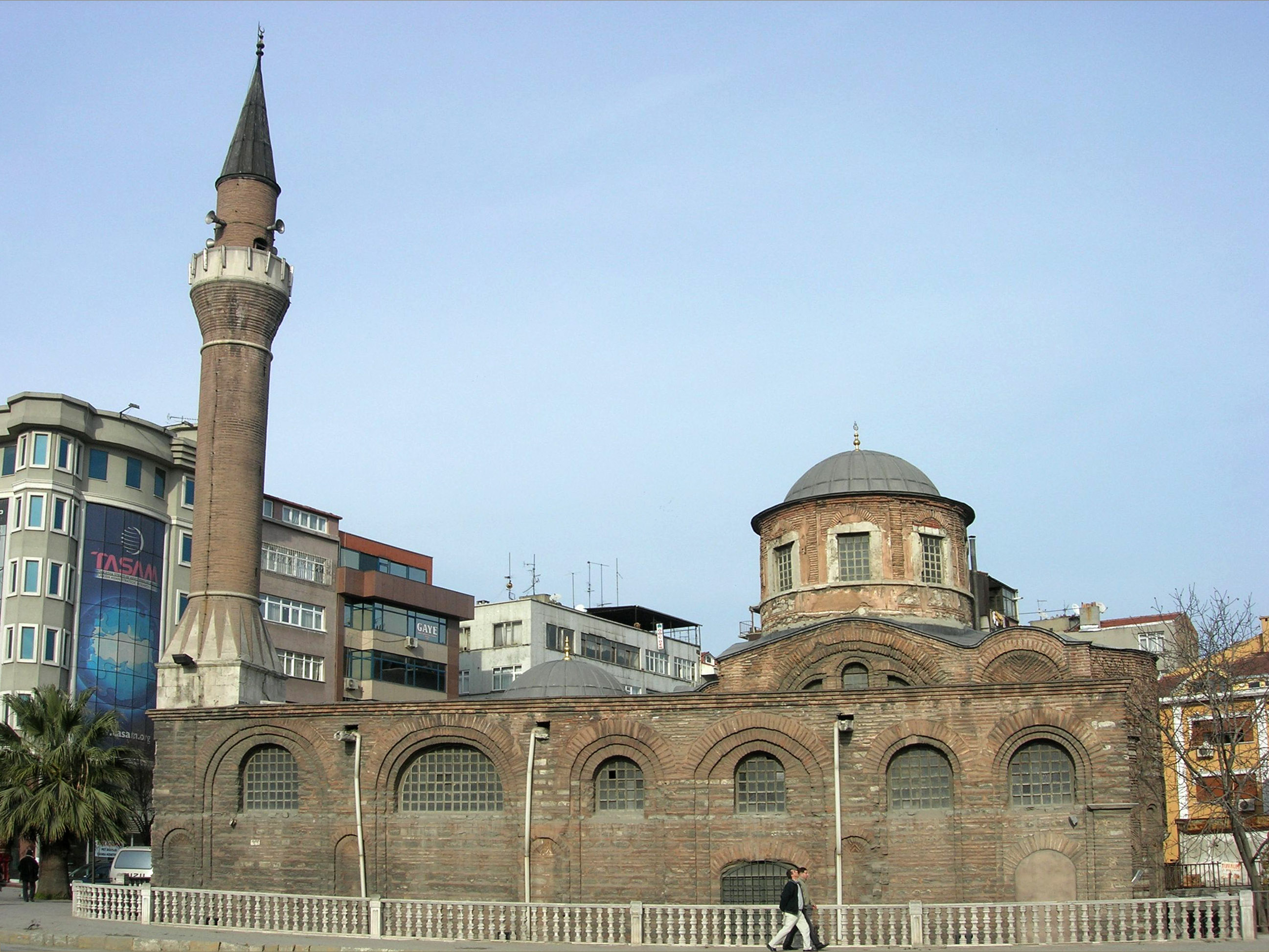
Igreja do Mosteiro de Lips
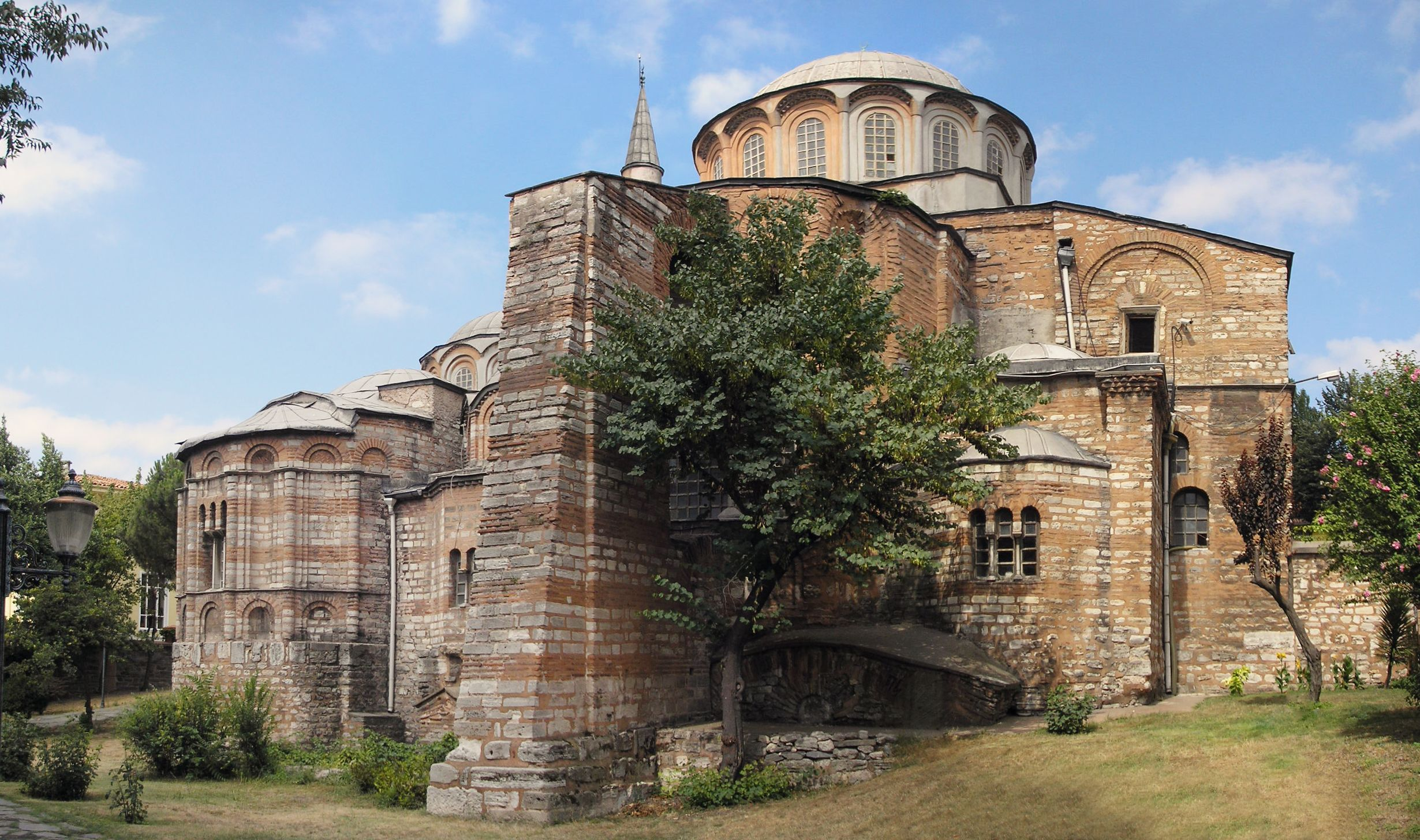
Igreja do Mosteiro de Cora
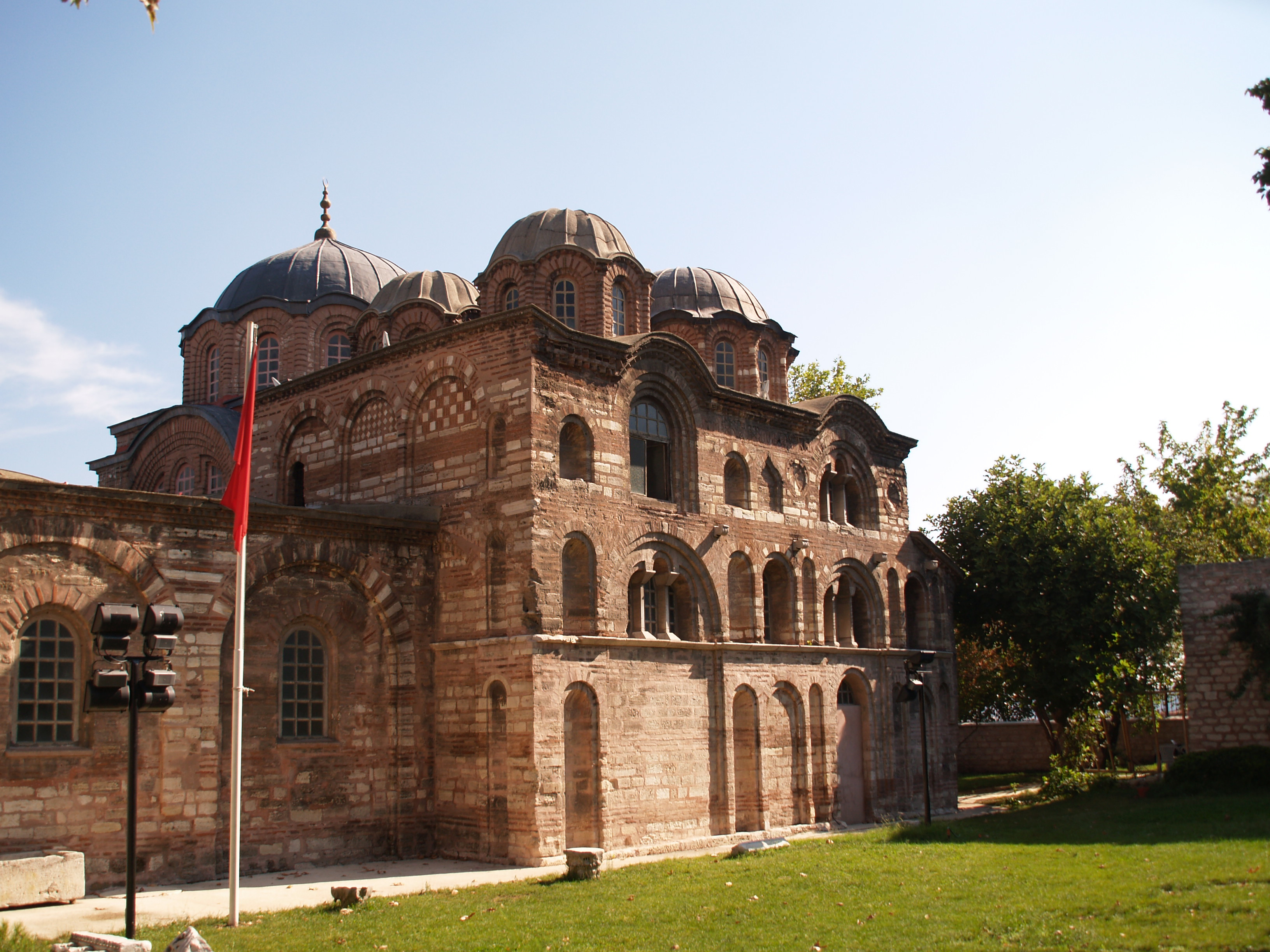
Igreja do Mosteiro de Pamacaristo

A União de Florença foi rejeitada pelo clero ortodoxo e pela maior parte da população m muitos dos embaixadores que assinaram o documento foram forçados pela multidão a assinarem ou imediatamente retornarem para Constantinopla. O povo da capital era extremamente hostil com a Igreja Católica, já que na sua visão eles identificavam o papa como o Anticristo, e "papa" era um nome comum para cachorros na cidade (a insatisfação com a união atingiu um nível que muitos recusavam-se a mencionar o imperador uniata em suas orações). Em Constantinopla, uma luta entre a parte latina da nobreza e os oponentes a união das mais diversas classes sociais (em 1450, nos tumultos da contusão, até o patriarca Gregório III, que era favorável a união com Roma, foi forçado a fugir para Roma). Esse cisma agravou a situação catastrófica da cidade, que estava cercada de todos os lados por possessões otomanas. Após a derrota inflingida pelos turcos na última Cruzada de Varna (1444), Constantinopla perdeu toda a esperança de salvação dos países europeus. O destino de Bizâncio estava selado (especialmente quando ascendeu ao trono o sultão Maomé II, que tinha como meta pessoal conquistar Constantinopla e destruir o Império Bizantino a qualquer custo).
Depois da morte do imperador João VIII (31 de outubro de 1448), o trono bizantino foi assediado por seu irmão mais jovem, Demétrio, que foi o primeiro a chegar à Constantinopla, mas a sua mãe Helena Dragaxe apostou no outro filho — Constantino. Em janeiro de 1449, com I consentimento do sultão otomano, Constantino foi proclamado imperador em Mostras, e apenas em março ele chegou a capital (sem meios, ele foi forçado a ir à Constantinopla em um navio catalão de oportunidade). A situação na cidade era tal, que ao contrário da tradição, o imperador não foi coroado pelo patriarca na Catedral de Santa Sofia. Apesar de Constantinopla continuar a desempenhar um papel principal de centro comercial até a abertura das rotas marítimas para a Índia, e as mãos dos comerciantes bizantinos eram consideravelmente, apesar da origem dos manufaturados na cidade e a emergência da usurária capital, a economia bizantina e a vida urbana do império estava em queda livre. A chegada de bens estrangeiros, o domínio dos comerciantes italianos e a fraqueza dos mercados internos levaram à ruína muitos locais de produção artesanal e usura. Os venezianos, que reconstruíram o seu antigo quarteirão na área costeira de Plateia (acima do local onde o seu antigo quarteirão estava localizado), tinham suas próprias igrejas em Constantinopla, armazéns, oficinas, governo próprio e tinham uma corte autônoma, independente de decisões do imperador e de seu governo. Os comerciantes turcos, que frequentemente iam à cidade, também estavam sujeitos ao oficial otomano local, que era responsável apenas pelo sultão.
Nos séculos XIV e XV, com o florescimento do fenômeno do Renascimento cultural na Itália, o interesse na cultura antiga e na língua grega despertou entre os intelectuais da Europa Ocidental. Muitos estudiosos em Constantinopla (Barlaão de Seminara, Gemisto Pletão e Manuel Crisoloras) mantiveram relações estreitas com os proeminentes humanistas na Itália, e muitos humanistas italianos (Guarino de Verona, Francesco Filelfo e outros) foram até a capital bizantina para estudar a língua grega, a antiga literatura grega e filosofia. Um grande número de manuscritos gregos e ilustrações foram exportados de Bizâncio para a Itália (ambos por colecionadores italianos e monges, e por estudiosos gregos que salvaram os manuscritos dos saques otomanos).
Durante a dinastia paleóloga, proeminentes teólogos e filósofos como Gregório Palamas, Teodoro Metoquita, Barlaão de Seminara, Manuel Crisoloras, Pletão e Marcos de Éfeso trabalharam em Constantinopla, que experimentou o chamado renascimento paleólogo com os historiadores Jorge Acropolita e Jorge Frantzes, o historiador e astrônomo Nicéforo Gregoras, o historiador, filósofo e matemático Jorge Paquimeres, o matemático Máximo Planudes, o pintor Teófanes, o Grego, o poeta Manuel File e o escritor José Briênio. Houve também um breve mas florescente renascimento das artes. Com a nascimento das características humanas na cultura, as pinturas adquiriram um grande realismo (especialmente na representação das emoções humanas, cujos exemplos podem ser vistos nos mosaicos da igreja do mosteiro de Cora).

## Captura de Constantinopla pelos Otomanos
Os preparativos de Maomé II para a conquista de Constantinopla começaram no campo diplomático, firmando tratados de paz com vizinhos ocidentais, e consolidando seu líder na Ásia Menor subordinando os rebeldes da Caramânia. O imperador Constantino XI Paleólogo, instigado por alguns conselhos de sua forte, tentou pressionar o sultão pelo príncipe otomano Orcano, que estava em Constantinopla como um convidado, mas isso só incentivou Maomé a acelerar os preparativos para o cerco da cidade. Em março de 1452, no lado europeu do Bósforo, na parte oeste do estreito, os turco começaram a construir uma fortaleza — Rumelihisarı — que junto com a antiga fortaleza do lado oposto à Anadoluhisarı, efetivamente colocaram o Bósforo sobre o controle do sultão. Mais de 6 mil pessoas trabalharam na fortaleza por meses e Maomé supervisionou o trabalho. A fortaleza foi construída em formato de triângulo ou de um pentágono irregular e suas altas muralhas eram cobertas por quarto grandes torres e treze pequenas torres. Os turcos desmantelaram todas as igrejas, mosteiros ao redor da fortaleza, abandonaram vilas gregas para conseguirem materiais de construção, assim como com antigas prisões bizantinas no cabo, anteriormente conhecidas como Torres de Leta e Oblivião. A guarnição de Rumelihisar a estava sob o comando de Firusbei, armada com canhões de grande cobre, tinha uma grande força militar. Depois de concluída, os otomanos começaram um bloqueio naval à Constantinopla, cortando o fornecimento de grãos da região do Mar Negro que era vital para a capital (não era por nada que os turcos chamavam a fortaleza de Bogazkezen — "Cortando os Estreitos" ou "Cortando a Garganta"). Maomé ordenou que todos os navios que passavam pelo Bósforo a serem inspecionados e aqueles que tentassem fugir da inspeção e a pagar tributos fossem destruídos pelas armas da fortaleza (em novembro de 1452, por exemplo, grandes navios venezianos foram afundados e sua tripulação foi executada por desobedecerem a ordem de inspeção).
O imperador Constantino, pronto para fazer qualquer concessão, tentou fazer um acordo com Maomé, mas o sultão tinha apenas uma condição— render a cidade para ele em troca das possessões do imperador em Moreia. Constantino não aceitou render a capital bizantina, dizendo que ele preferia morrer no campo de batalha. No meio do verão, os habitantes das vilas ao redor de Constantinopla que eram frequentemente saqueadas pelos turcos, foram levados para a cidade e, depois disso, Constantino ordenou que se fechassem todas as portas da cidade. No outono de 1452, os turcos ocuparam as últimas cidades bizantinas — Nessebar, Anchialos, Vize e Silivri. Em outubro (de acordo com outras fontes, novembro) de 1452, chegou em Constantinopla com um pequeno destacamento de arqueiros o legado papal Isidoro, que assinou na Catedral de Santa Sofia um novo acordo, que confirmava a União de Florença. Depois que Isidoro celebrou uma missa de rito romano na principal igreja ortodoxa (12 de dezembro de 1452), os ânimos se exaltaram em Constantinopla. Tumultos em massa começaram e, incitados pelo popular teólogo Genádio, cidadãos da cidade e monges começaram a ameaça de morte os apoiadores da União e católicos, e Santa Sofia foi esvaziada e profanada.
Enquanto isso, durante o inverno, três regimentos de cavalaria turcos estavam acampados nas portas do distrito genovês de Pera, e em Adrianópolis os preparativos finais para a decisiva campanha contra Constantinopla estavam sendo feitos. O sultão estudou pessoalmente as plantas da cidade e as fortificações, discutiu as estratégias da campanha militar várias vezes com seus conselheiros e dedicou atenção especial para equipar o exército com poderosos equipamentos de cerco e de artilharia. Apesar do inimigo religioso e da aversão da população com o imperador uniata, Constantino XI, graças a doações privadas, conseguiu preparar um pequeno estoque de comida e armas, fortaleceu as torres e as seções abandonadas da muralha e a limpar os fossos. Ao mesmo tempo, muitos cidadãos ricos tentaram escapar de Constantinopla em navios otomanos nas galés venezianas e cretenses. Um censo dos habitantes capazes de defender Constantinopla com armas em suas mãos mostrou que não havia mais do que 5 mil deles. Mais de 2 mil soldados, a maioria de destacamentos venezianos e genoveses, e mercenários catalãos e voluntários, alguns dos quais chegaram em vários navios antes do cerco começar (e alguns deles — por conta própria). Bloqueando o Corno de Ouro, a frota bizantina contava com 25 navios. Em 23 de março de 1453 o grande exército turco sob o comando de Maomé II dirigiu-se rumo à Constantinopla (caravanas com armas e equipamentos pesados, além de destacamentos auxiliares fortaleceram as estradas e pontes antes deles, começando a marchar rumo à Trácia antes — em fevereiro). Enquanto isso, a Marinha Otomana, que tinha deixado Galípoli, entrou no Bósforo e começou a transferir algumas partes da Ásia Menor para a costa europeia. Em 1 de abril, todos os habitantes de Constantinopla celebraram a Páscoa pela última vez, e em 2 de abril, todas as portas foram fechadas e a corrente foi estendida por todo o Corno de Ouro, e em 6 de abril, o famoso cerco da capital bizantina começou.
As tropas turcas cercaram a cidade ao redor da linha das muralhas — da Porta Dourada até Gálata e Pera. O quartel-general do sultão estava localizado atrás da Sexta Colina, oposto a Porta de Adrianópolis. Informações sobre o tamanho do exército de Maomé são conflitantes e variam bastante entre as fontes. O historiador bizantino Ducas escreveu sobre 400 mil homens; outro historiador e testemunha ocular do cerco, Jorge Frantzes, menciona cerca de 250 mil homens; historiadores modernos turcos estimam o número das tropas otomanas em 150 mil homens (incluindo tropas de retaguarda e unidades auxiliares, servos, artesãos e pequenos comerciantes, sacerdotes muçulmanos e dervixes que não estavam diretamente envolvidos na luta). Além disso, o sultão reuniu para o cerco cerca de 80 navios militares e mais de 300 navios comerciais adaptados para o transporte de tropas e equipamentos militares. O exército de Maomé tinha muitos vassalos cristão, fornecedores de armas e munição, artesãos e conselheiros de países europeus; espiados venezianos estavam servindo na inteligência (durante o cerco até missas cristãs foram realizadas no campo de batalha).
A maior parte da nova artilharia, incluindo o canhão gigante de Urbano, assim como centenas de trabucos, foram colocados em frente à Porta de São Romano e numa seção das Muralhas do Meio (entre a Sexta e a Sétima Colinas). O grupo central, formado de unidades de janizaros, era comandado pelo próprio Maomé II. A ala central dos sitiantes, que se estendia da Porta Dourada e era reforçada por unidades de Ásia Menor, era comandada pelo comandante Ixaque Paxá (auxiliado por Mamude Paxá). A ala esquerda, que se estendia pelo Corno de Ouro e era formada por regimentos de bálcãs otomanos, era comandada por Karadzha-bey. A retaguarda do exército turco era coberta pela cavalaria, e ao longo do Corno de Ouro e das colinas de Pera, estavam os destacamentos de Zagã Paxá. Na confluência entre o Bósforo e o Corno de Ouro, estava o esquadrão turco comandado por Admiral Baltoglu. Do outro lado, atrás da corrente de ferro, estavam os navios bizantinos e seus aliados europeus (cerca de quarenta naus e galés de guerra de Veneza, Gênova, Ancona, Creta, Quios, Rodes, Tana, Trebizon, Catalunha e Provença).
Pela falta de tropas, os bizantinos deixaram as muralhas ao longo do Mar de Mármara praticamente desprotegidas, e a defesa da costa do Corno de Ouro foi confiada a Loukas Notaras. As forças mais fortes dos defensores de Constantinopla eram is guardas imperiais e os destacamentos genoveses sob o comando de Giovanni Giustiniani, foram colocados no centro da defesa, nas Portas de São Romano e no vale do rio Licos (de fato, o exército do sultão e do imperador estavam em lados opostos um do outro). O resto da muralha e a costa eram defendidas por destacamentos mistos de bizantina e mercenários latinos sob o comando dos gregos Teodoro Caristos, Teófilo Paleólogo, Demétrio Cantacuzeno e Nicéforo Paleólogo; os irmão genoveses Bocchiardis; os venezianos Minotto Trevisano, Jacopo Contarini e Alvise Diedo; o escocês João; o turco Urbano e o cardeal Isidoro. No dia 7 de abril, os primeiros tiros foram disparados pelas baterias de canhões turcas, considerados naquela época os melhores na Europa. Ao mesmo tempo, os turcos capturaram a fortaleza de Tarabya e Estúdio, localizadas fora das muralhas, e queimaram a fortaleza na ilha de Büyükada, executando brutalmente os soldados sobreviventes. Em 18 de abril, Maomé ordenou um ataque, concentrando suas forças principais nas partes mais danificadas pelas artilharias da muralha e até mesmo tentando invadir por baixo, mas os bizantinos conseguiram repelir o ataque (incluindo o ataque da esquadra otomana à frota aliada). No dia 29 de abril, três navios genoveses carregados com armas e comidas do Papa Nicolau V e um navio bizantino carregando grãos da Sicília derrotaram a esquadra turca e entraram no Corno de Ouro passando pelas principais forças sitiantes.
Maomé, então, ordenou que 70 de seus navios leves fossem levados das colinas de Pera para o Corno de Ouro, o que desmoralizou os defensores de Constantinopla e teve um grande impacto no curso das hostilidade a. No dia 28 de abril, vários navios italianos tentaram atacar a frota turca no Corno de Ouro, mas eles foram derrotados. Cerca de 40 marinheiros foram colocados em uma estaca em frente as muralhas da cidade por ordem de Maomé. Em retaliação, os bizantinos enforcaram vários prisioneiros turcos nos bastiões. Em Constantinopla, aumentaram as discordâncias entre gregos e latinos, agravado pela falta de comida e pela posição da Gálata genovesa, que mais de uma vez ajudou abertamente o sultão. Além disso, os tradicionais rivais, genoveses e venezianos, frequentemente brigavam entre si, e o clero ortodoxo estava irritado como o imperador uniata, que confiscaram as propriedades da igreja para fins de defesa. Bombardeios contínuos das muralhas com canhões e catapultas alternados com tentativas de preencher os fossos, colocação de torres de cerco, incêndio nas portas e túneis cavados sob as muralhas, assim como fortes ataques por terra e por mar, o que enfraqueceu as forças da cidade e fez com que os defensores enfrentassem grande dificuldade em repelir esses ataques. Maomé decidiu focar o seu ataque principal na parte mais danificada da muralha — entre a Porta de São Romano e a Porta de Adrianópolis, aonde as fortificações estavam localizadas abaixo das baterias turcas graças ao terreno, e o fosso não era tão fundo.
Desde o início do cerco, apenas um em dois dois defensores de cidade que guardavam as muralhas e dos marinheiros dos navios do início do cerco tinham sobrevivido. Em alguns lugares, havia apenas dois ou três homens defendendo uma torre ou um bastão entre as torres. Na parte central da defesa, na área do Mesothechion, três mil soldados estavam concentrados — guardas bizantinos, mercenários genoveses e marinheiros veneziano. Depois da meia noite do dia 29 de maio de 1453, ondas e ondas de turcos lançaram-se ao ataque. Canhões destruíram o resto das muralhas na área da Porta de São Romano, e a fuga do comandante genovês Giustiniani causou confusão entre os defensores. Na batalha na Porta de São Romano, o último imperador bizantino, Constantino, morreu (depois, por ordem do sultão, sua cabeça foi exibida na coluna de Justiniana no centro da cidade). Os turcos entraram em Constantinopla, matando todos os soldados sobreviventes e aqueles que não tinham valor para serem escravos (velhos, doentes, aleijados, doentes mentais e crianças). Cerca de 20 navios bizantinos e italianos (de acordo com outros dados — apenas sete navios genoveses e italianos) escaparam pelo Corno de Ouro, aproveitando-se do fato de que os marinheiros turcos também tinham saído de seus postos para saquear a cidade. Os cretas, que bravamente defenderam muitas torres, estavam impressionados que Maomé havia permitido que eles abandonassem seus postos e deixassem a cidade impunes em seus três navios. O saque de Constantinopla durou três dias, e alguns edifícios foram gravemente danificados pelo fogo. Os habitantes sobreviventes da capital conquistada, incluindo aqueles que se refugiaram na Catedral de Santa Sofia (a maioria mulheres, crianças, velhos e monges), foram vendidos pelos turcos como escravos nos mercados de escravos.